# Église Saint-Rémi d'Orrouy
L'église Saint-Rémi est une église catholique paroissiale située à Orrouy, dans l'Oise, en France. C'est l'une des très rares églises à posséder un clocher-porche roman, des années 1130, largement inspiré de la tour occidentale de Morienval. La nef basilicale, bâtie après le clocher, a déjà des grandes arcades en tiers-point, mais n'est pas conçue pour être voûtée. Les fenêtres, situées au-dessus des piliers, sont aujourd'hui obturées par les toitures des bas-côtés. Le plafond plat date des alentours de 1760. Plus élevé que la nef est le chœur-halle gothique flamboyant terminé vers 1540. Son plan s'inscrit dans un rectangle, et ses six travées sont voûtées à la même hauteur. L'exécution est soignée, de même que la décoration des contreforts, assez insolite, mais l'architecture ne fait guère preuve d'originalité à l'intérieur, où les voûtes et les piliers notamment sont d'une grande simplicité. Le principal attrait du chœur sont ces cinq verrières Renaissance du début des années 1540, qui constituent l'un des ensembles les plus importants de cette époque dans les églises rurales du département. Il y a deux verrières thématiques, dédiées à la Passion du Christ et à la Résurrection, la première assez mal conservée, et trois verrières apparemment recomposées, où dominent des vitraux hagiographiques, alternant avec de rares scènes bibliques et des représentations des donateurs. Les vitraux sont classés monument historique au titre objet depuis 1908. L'édifice est classé au titre immeuble par arrêté du 5 août 1920, et se trouve aujourd'hui en bon état. L'église Saint-Rémi est affiliée à la paroisse la vallée de l'Automne avec siège à Verberie, et les messes dominicales y sont célébrées tous les deux mois le dimanche à 9h00 (le samedi à 18h30 l'été).

## Localisation

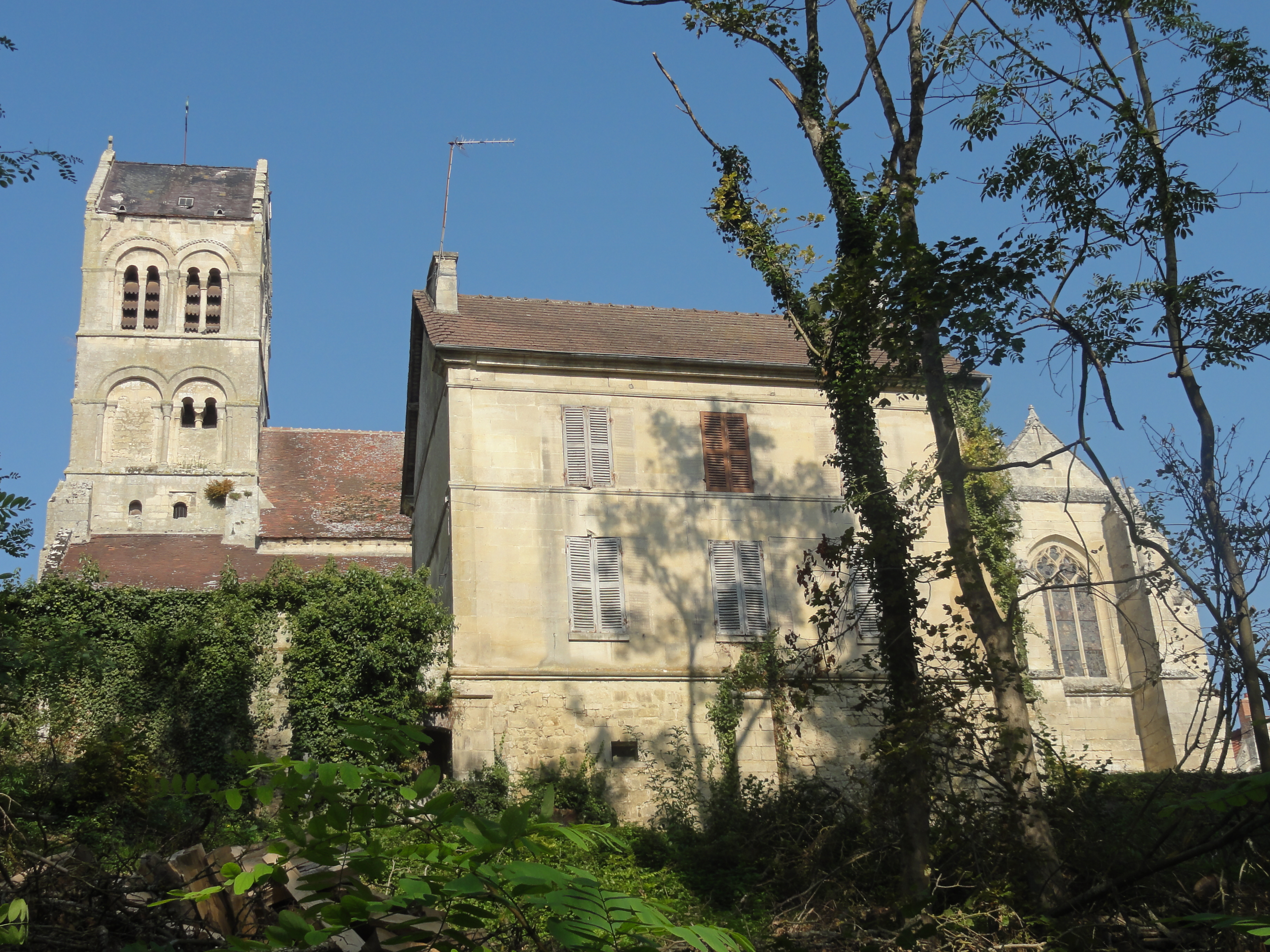
Vue depuis le sud.

L'église est située en France, en région Hauts-de-France et dans le département de l'Oise, dans la vallée de l'Automne, sur la commune d'Orrouy, rue Montlaville. La rue principale du village, en l'occurrence la RD 116, et l'église sont implantées sur la rive droite de l'Automne, à flanc de coteau, sur le versant méridional du plateau de Champlieu, qui s'étend au sud de la forêt de Compiègne. Vers le nord-est, la RD 116 s'enfonce dans la vallée de la rivière de Visery, affluent de l'Automne, toute en effectuant une lente ascension, et les parties hautes du village ne se situent plus dans la vallée de l'Automne. L'église est bâtie en net recul par rapport à la rue. Un court cul-de-sac quittant la rue face à la mairie dessert le petit parvis devant la façade occidentale. Le terrain compris entre la rue et l'église, clos par un mur, est occupé par une partie du cimetière communal. L'autre partie du cimetière se situe sur un terrain en forte pente à l'est de l'église, et ses parties orientales sont édifiées au-dessus d'un haut soubassement, tandis que la partie antérieure de la nef est enfoncée dans le sol. L'élévation septentrionale de l'édifice et son chevet donnent sur le cimetière, et sont bien visibles. L'élévation méridionale domine la pente boisée qui descend vers la vallée de l'Automne et son principal axe de circulation, la RD 123. Ainsi, la situation de l'église pourrait être fort pittoresque, si l'ancien presbytère en ruine jouxtant l'église au sud ne cachait pas la vue sur sa nef. On peut directement descendre du parvis de l'église vers la RD 123 par la ruelle du Hamet, dont la première partie n'est pas carrossable.

## Historique

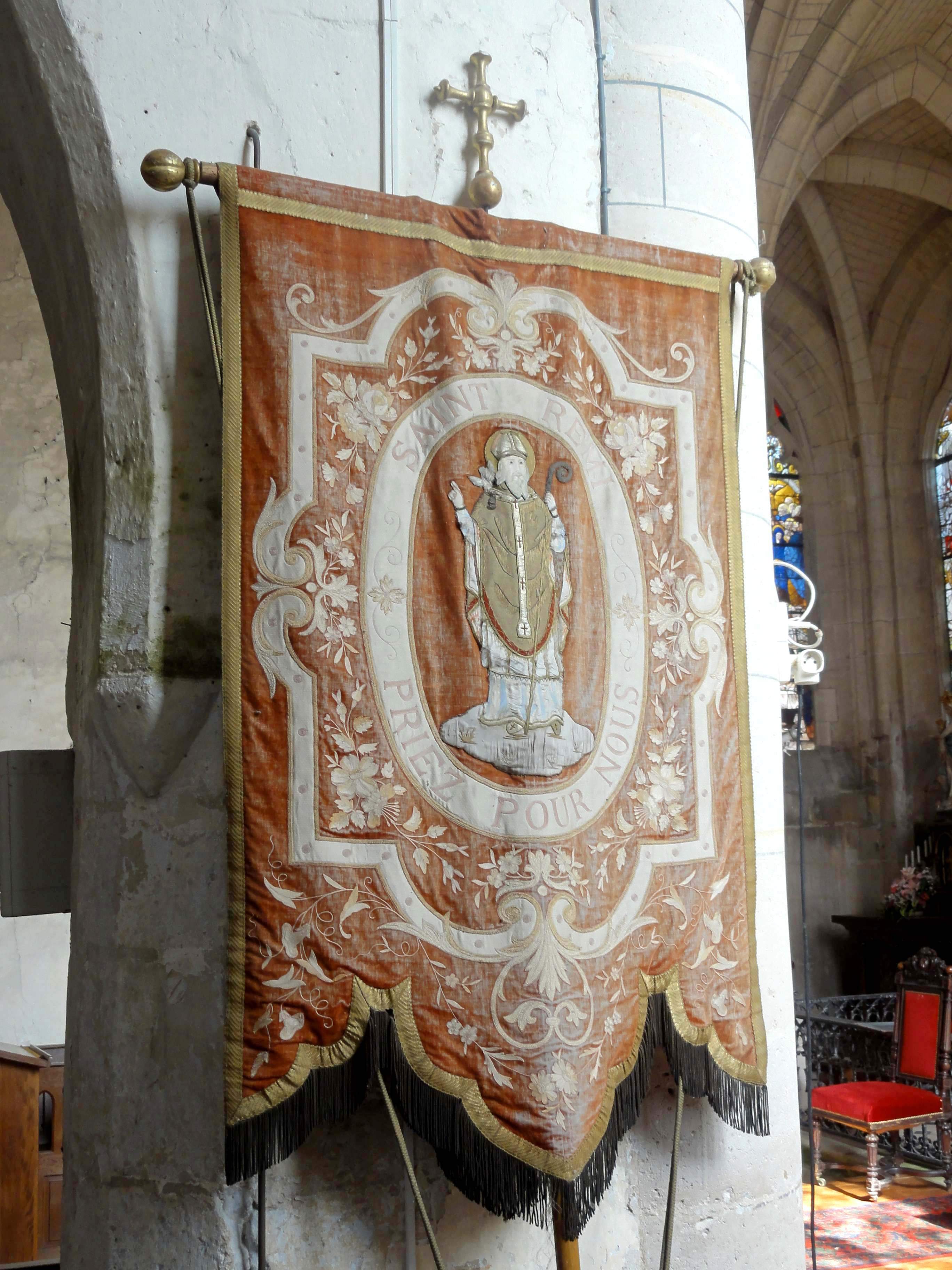
Bannière de procession - saint Rémi.

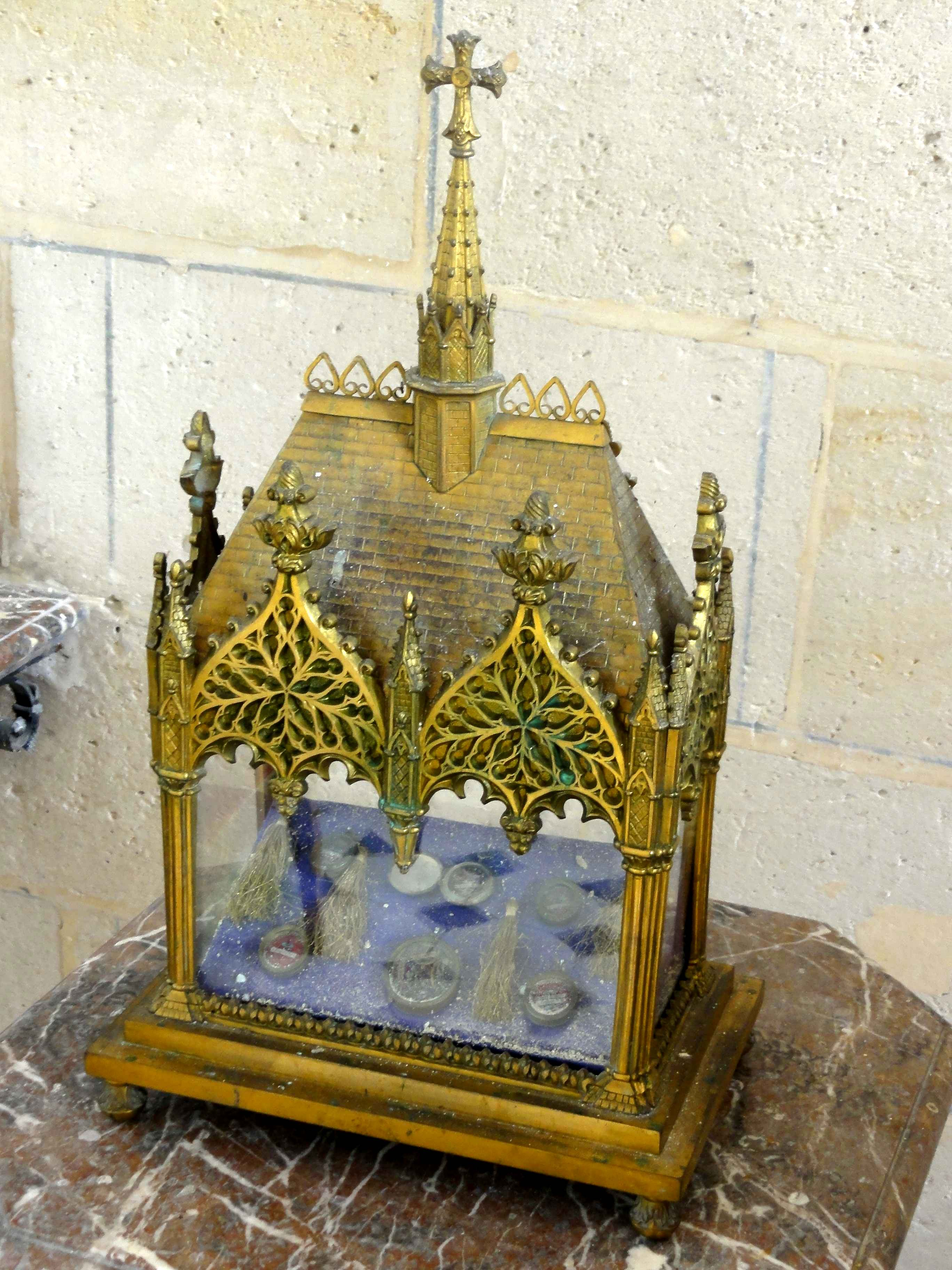
L'une des deux châsses à reliques.

Orrouy est considérée comme l'une des paroisses primitives du Valois, et ses origines se perdent dans les temps. Le saint patron de son église est saint Remi de Reims. À l'instar de l'église voisine de Béthisy-Saint-Pierre, le seigneur local donne l'église Saint-Rémi à l'abbaye Saint-Crépin-le-Grand de Soissons, probablement au IXe siècle. Orrouy devient un prieuré-cure, et le service paroissial est assuré par l'un des religieux de l'abbaye, qui réunit les fonctions de prieur et curé. Du temps des invasions vikings dans la vallée d'Automne, au Xe siècle, les religieux n'ont d'autre choix que de demander la protection des comtes de Crépy, qui en profitent pour usurper les possessions de l'abbaye sur place. Cette situation dure jusqu'en 995, quand le comte Gautier le Blanc les rend à l'abbaye sur le conseil de son frère, Guy d'Amiens, évêque de Soissons. Ultérieurement, la collation de la cure passe au prieur de Saint-Thibaut, près de Bazoches-sur-Vesle. Sur le plan de la hiérarchie ecclésiastique, la paroisse d'Orrouy relève du doyenné de Béthisy, de l'archidiaconé de la Rivière, et du diocèse de Soissons, et ceci jusqu'à la Révolution française. Depuis, le diocèse de Soissons est limité au seul département de l'Aisne, et Orrouy est rattaché au diocèse de Beauvais, avec la totalité des paroisses du département de l'Oise. Après le départ du dernier curé, le service paroissial est assuré par le curé de Morienval. Puis en 1996, le manque de prêtres motive la définition de seulement quarante-cinq nouvelles paroisses à l'échelle du département, et le secteur paroissial de Morienval est réuni à celui de Béthisy et Verberie. Cette très grande paroisse au titre de « paroisse de la vallée de l'Automne / paroisse Saint-Pierre » s'étend sur quatorze communes dont deux disposent de deux, voire trois églises (Néry et Fresnoy-la-Rivière). Le calendrier paroissial prévoyant des messes hebdomadaires dans deux églises (Verberie et Béthisy) et des messes bi-hebdomadaires dans deux autres (Saint-Sauveur et Morienval), il n'y a guère plus qu'une messe par trimestre à Orrouy. Elles sont célébrées le dimanche à 9 h 00, plus rarement le samedi à 17 h 15.
Les différentes campagnes de construction de l'église ne sont pas documentées par des sources. Elles peuvent être déterminées grâce à l'analyse stylistique du monument. Le clocher-porche roman, l'un des très rares représentants de son genre dans l'Oise, avec Estrées-Saint-Denis, Morienval et Thourotte, paraît nettement influencé par son homologue de Morienval, et est daté des alentours de 1130 par Dominique Vermand. La nef basilicale est contemporaine du clocher, mais les fenêtres latérales des bas-côtés ont été repercées au XVIe siècle, comme l'indiquent les moulures qui les entourent, et des remaniements ont été effectués vers 1760, date rapportée par Louis Graves. Ces remaniements devraient porter sur les murs extérieurs, qui ne sont pas homogènes, et sur les plafonds plats à poutres apparentes. En revanche, l'on ne peut affirmer que les bas-côtés auraient été prolongés vers l'ouest, de part et d'autre du clocher-porche : la baie occidentale bouchée du bas-côté sud possède un linteau monolithique échancré typiquement roman. Le plafond plat de la nef ressemblant fortement à ceux des bas-côtés, l'on peut supposer qu'il date également de 1760. Il remplace vraisemblablement une charpente apparente lambrissée. Le transept, le chœur au chevet plat et ses deux chapelles latérales qui forment ensemble un chœur-halle homogène de style gothique flamboyant. Le millésime de 1542 qui se lit sur plusieurs vitraux peut être considéré comme la date limite d'achèvement,. L'église Saint-Rémi a été classée au titre des monuments historiques par arrêté du 5 août 1933, et se trouve aujourd'hui en bon état.

## Description

### Aperçu général

Plan de l'église.

Orientée un peu irrégulièrement vers le nord-est du côté du chevet, l'église suit un plan symétrique, et se compose de deux parties bien distinctes, soit la nef avec les bas-côtés, et le chœur-halle. La première travée de la nef est précédée du clocher-porche, par lequel on entre dans l'église. Une fois franchi le portail, l'on descend trois marches dans le narthex, et après la grille en fer forgé qui clôt la nef, l'on descend quatre autres marches. La nef compte quatre travées, et est à deux niveaux d'élévation, à savoir l'étage des grandes arcades et l'étage des fenêtres hautes, qui sont toutes bouchées par les toits en appentis des bas-côtés. Les bas-côtés comptent une travée de plus que la nef, à l'ouest. La première travée du nord est la chapelle des fonts baptismaux, et l'on y entre directement depuis le narthex. La première travée du sud abrite la sacristie, et l'on y accède par la travée suivante. Les parties orientales se composent de trois vaisseaux, dont la largeur est calquée sur la nef et ses bas-côtés. Malgré une hauteur supérieure à celle de la nef, elles sont à un seul niveau d'élévation. Le vaisseau central, soit la croisée du transept et le chœur liturgique ou sanctuaire, est donc deux fois plus large que les collatéraux, qui réunissent les croisillons du transept et les chapelles latérales du chœur, terminées par un chevet plat tout comme lui. La base du clocher est voûtée en berceau. La nef et les bas-côtés sont simplement plafonnés, avec des poutres apparentes (sauf dans la sacristie). Le chœur-halle est voûté d'ogives, avec une hauteur identique sous le sommet des voûtes pour les trois vaisseaux. Concernant les toitures, le clocher est coiffé en bâtière. La nef est dotée d'une toiture à deux rampants, dont les pignons ne sont pas visibles. Les toits en appentis des bas-côtés prennent appui contre les murs gouttereaux de la nef. Le vaisseau central du chœur-halle possède une toiture à deux rampants dans l'axe de celle de la nef. Les quatre travées des collatéraux ont chacune leur propre pignon, soit deux au nord et deux au sud, et sont munies de toitures perpendiculaires à l'axe de l'édifice.

### Intérieur

#### Narthex

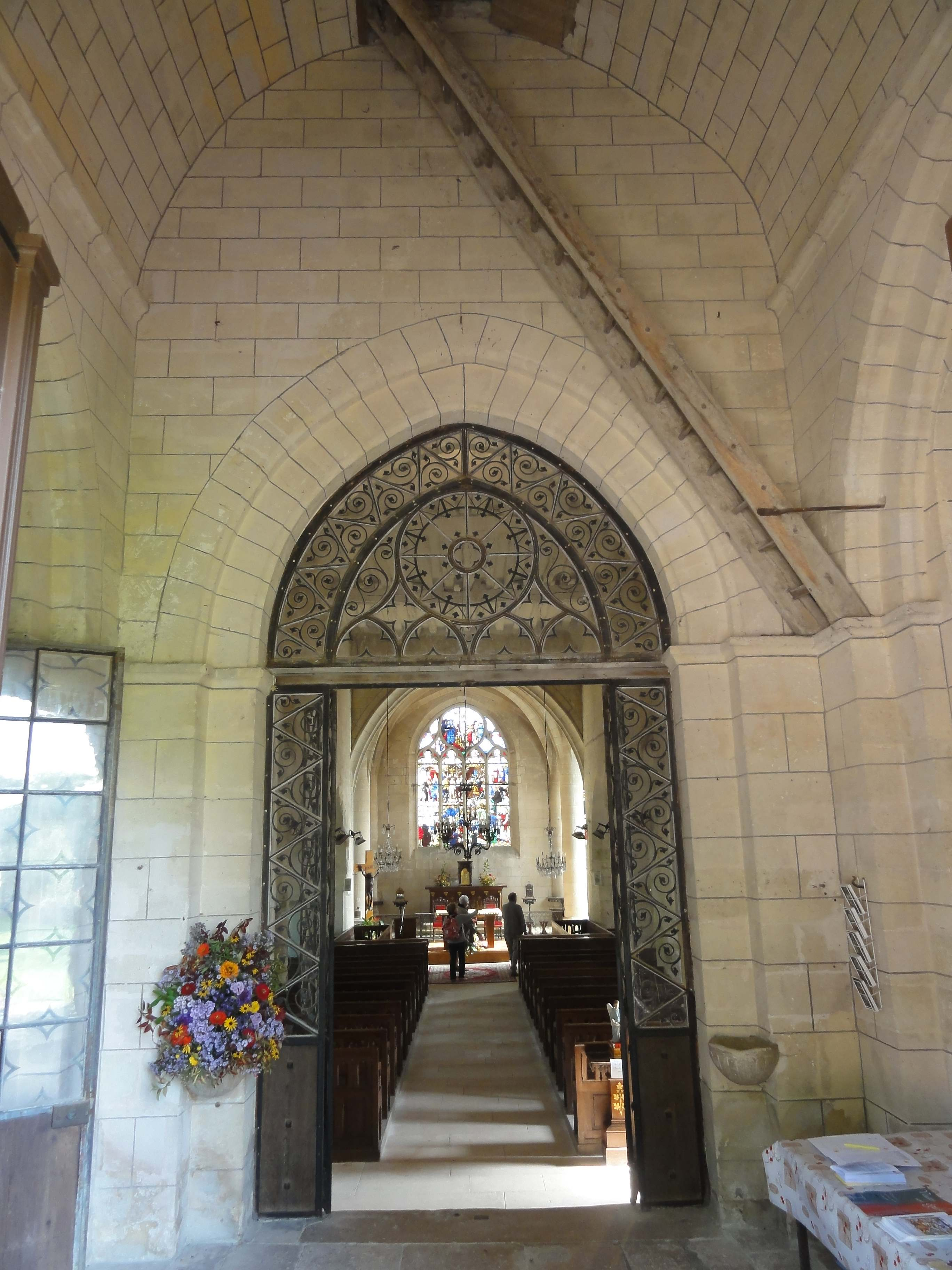
Vue vers l'est.

Le narthex, c'est-à-dire la base du clocher, a été fortement restauré au XIXe siècle, et tous les murs sont enduits et peints en faux-appareil. L'on ne peut ainsi pas juger de l'authenticité de la voûte en berceau, qui n'est pas commentée par Dominique Vermand. Il n'est pas non plus évident si l'on doit qualifier la voûte comme étant en plein cintre ou en arc brisé. Le tracé est en arc brisé surbaissé, et arrondi au sommet, ce qui évoque les croisillons du transept Église Saint-Denis de Rieux. La retombée sur des impostes profilés d'un méplat et d'une gorge est en tout cas conforme à l'usage au XIIe siècle. La base du clocher occidental de Morienval, qui a servi de modèle à Orrouy, possède une voûte d'arêtes refaite à la période moderne. D'autres bases de clocher voûtées en berceau brisé dans les environs sont église de Labruyère et Néry. La base du clocher de Villers-Saint-Frambourg est voûtée en berceau plein cintre, et l'on peut également citer Bouconvillers, Deuil-la-Barre, Fay-les-Étangs, Fontenay-Saint-Père, Fleury, Serans et Senots. À l'est, la voûte est percée d'un trou qui permet d'accéder aux combles moyennant une échelle. Pour venir aux élévations, elles présentent chacune une arcade en tiers-point à double rouleau, de dimensions identiques. Celle du sud est bouchée, mais comporte une petite porte en haut à gauche, qui permet d'atteindre le grenier situé au-dessus de la sacristie, dont le plafond est très bas. Les autres arcades comportent respectivement le portail occidental, la porte de la chapelle des fonts baptismaux, et la porte grillagée de la nef. Les archivoltes ne sont pas moulurés, mais leurs claveaux ont les arêtes chanfreinés. Elles sont reçues sur des impostes, qui accusent le même profil que ceux de la voûte. Les piédroits ne sont pas flanqués de colonnettes à chapiteaux, mais présentent un ressaut et continuent ainsi le profil de l'archivolte. Le mur occidental de la nef n'est autre que le mur oriental du clocher, et appartient donc à la même campagne de construction. Il est cantonné de deux contreforts, qui se retraitent trois fois par un faible ressaut au-dessus des impostes de l'arcade. Au-dessus de l'arcade vers le narthex, le mur se retraite deux fois grâce à un fruit, et contient une baie bouchée, dont le sommet est caché par le plafond de la nef. La baie bouchée tient lieu de niche à statue, et abrite une statuette de saint Jean provenant d'une poutre de gloire (voir le chapitre Mobilier).

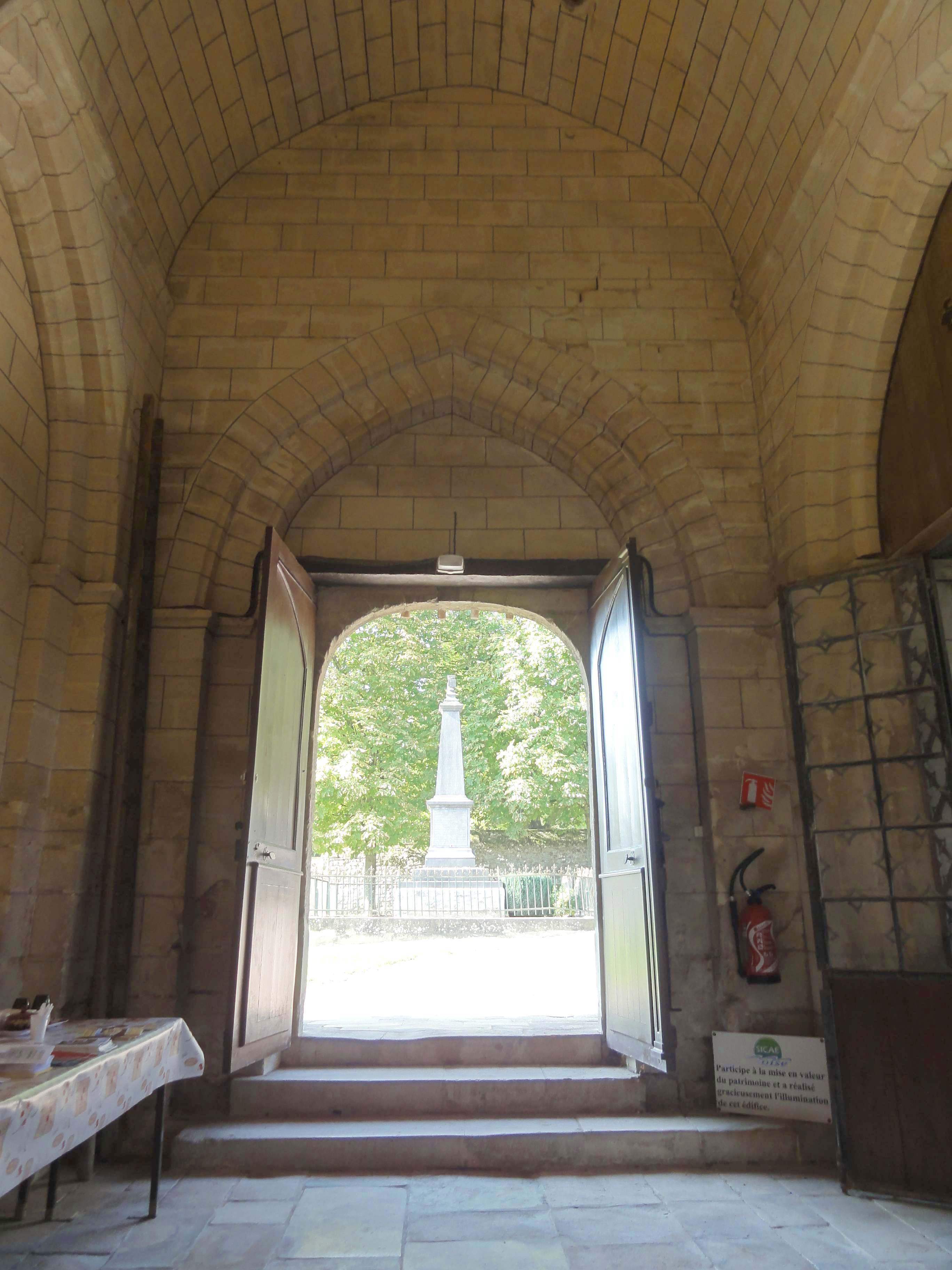
Vue vers l'ouest sur le portail occidental.
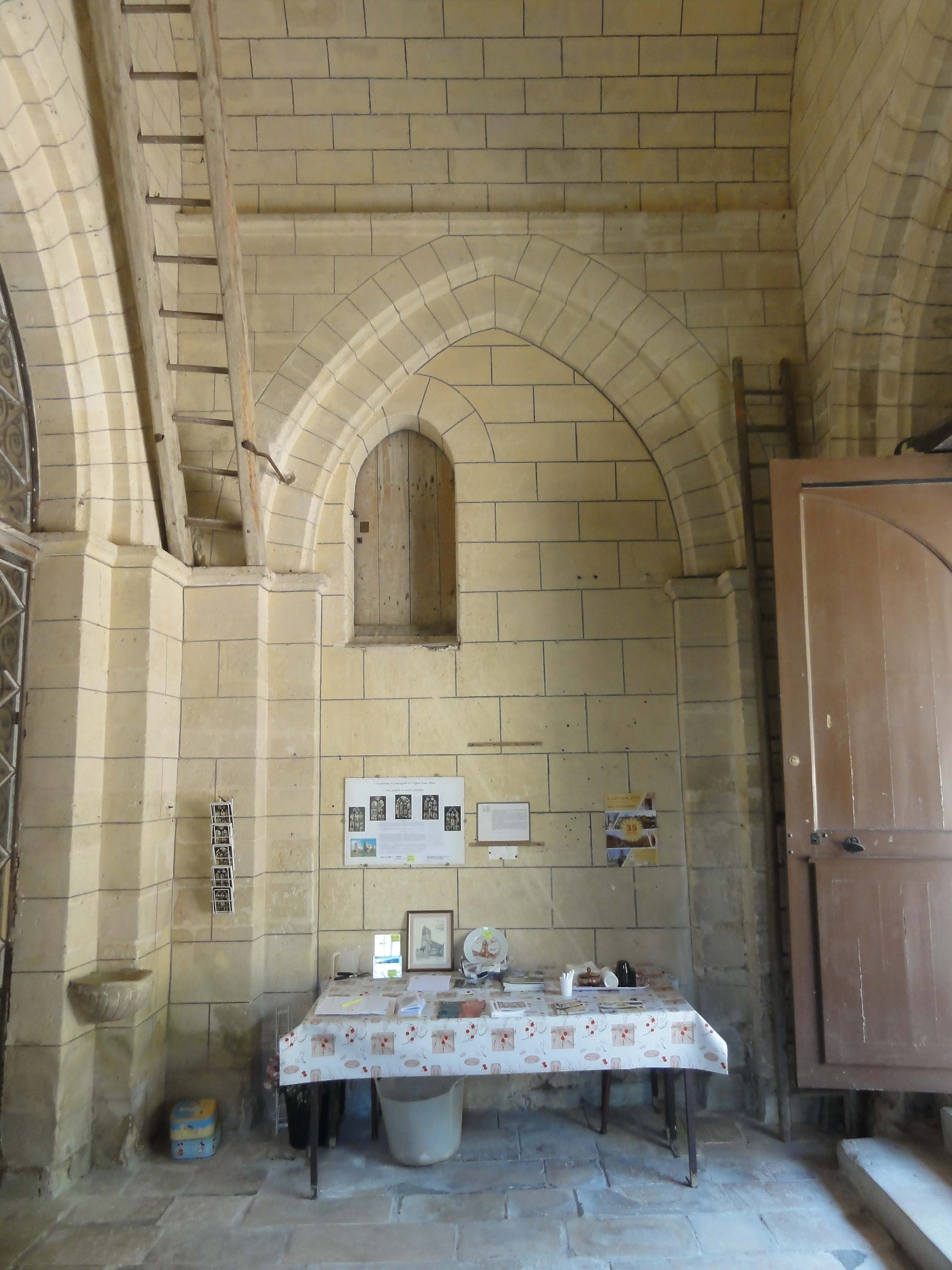
Vue vers le sud (côté sacristie).
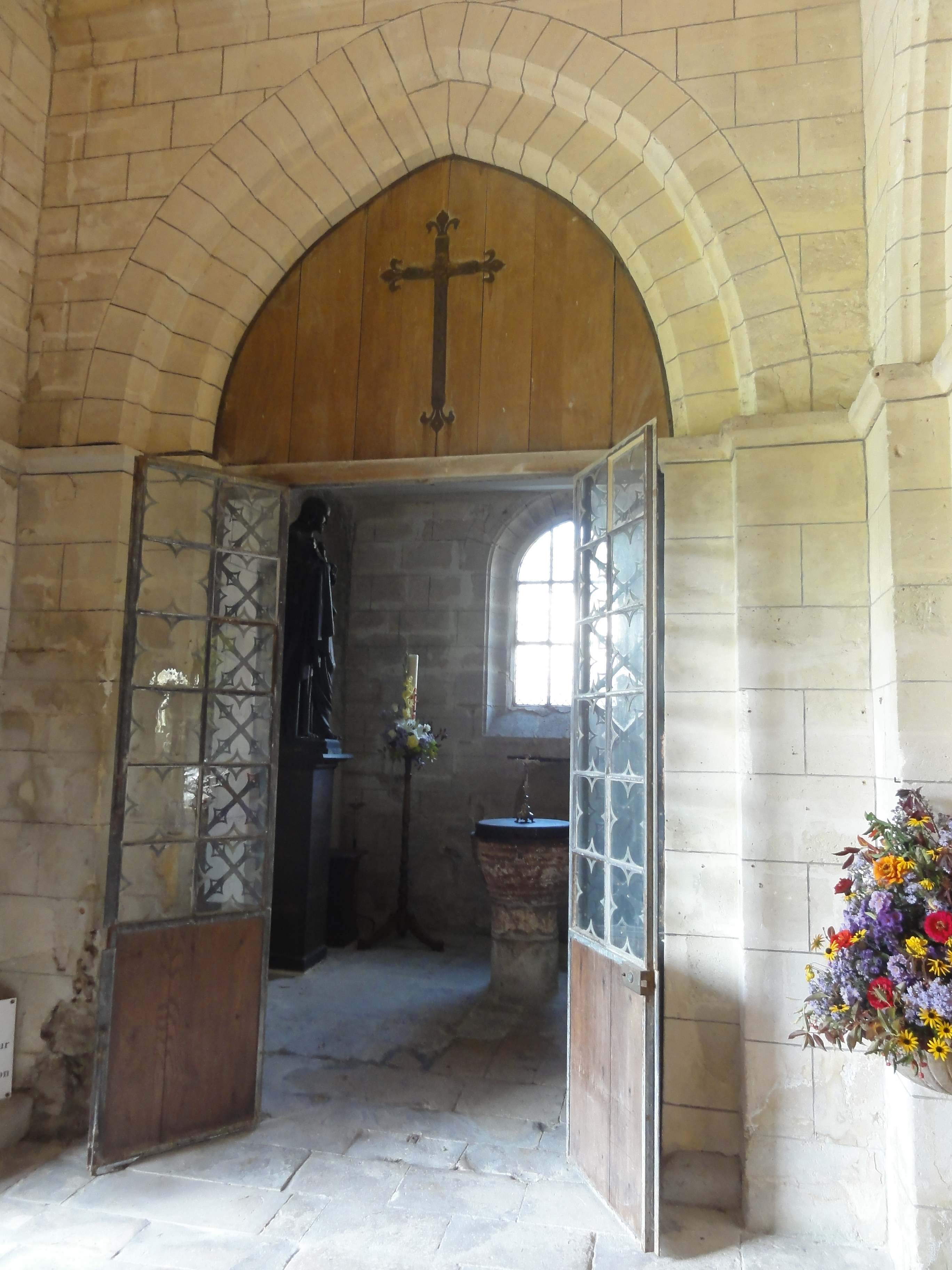
Vue vers le nord dans la chapelle baptismale.
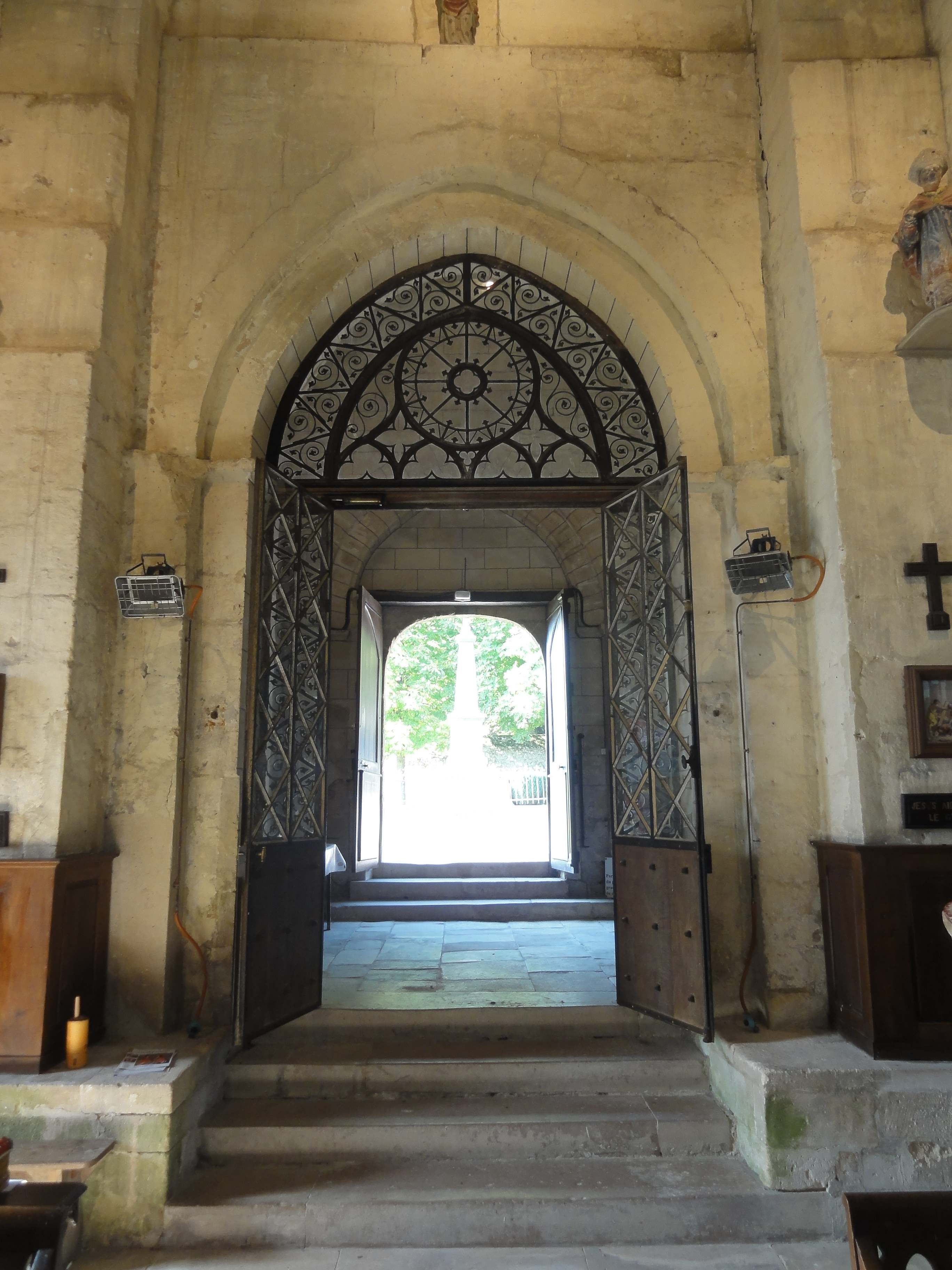
Vue depuis la nef.
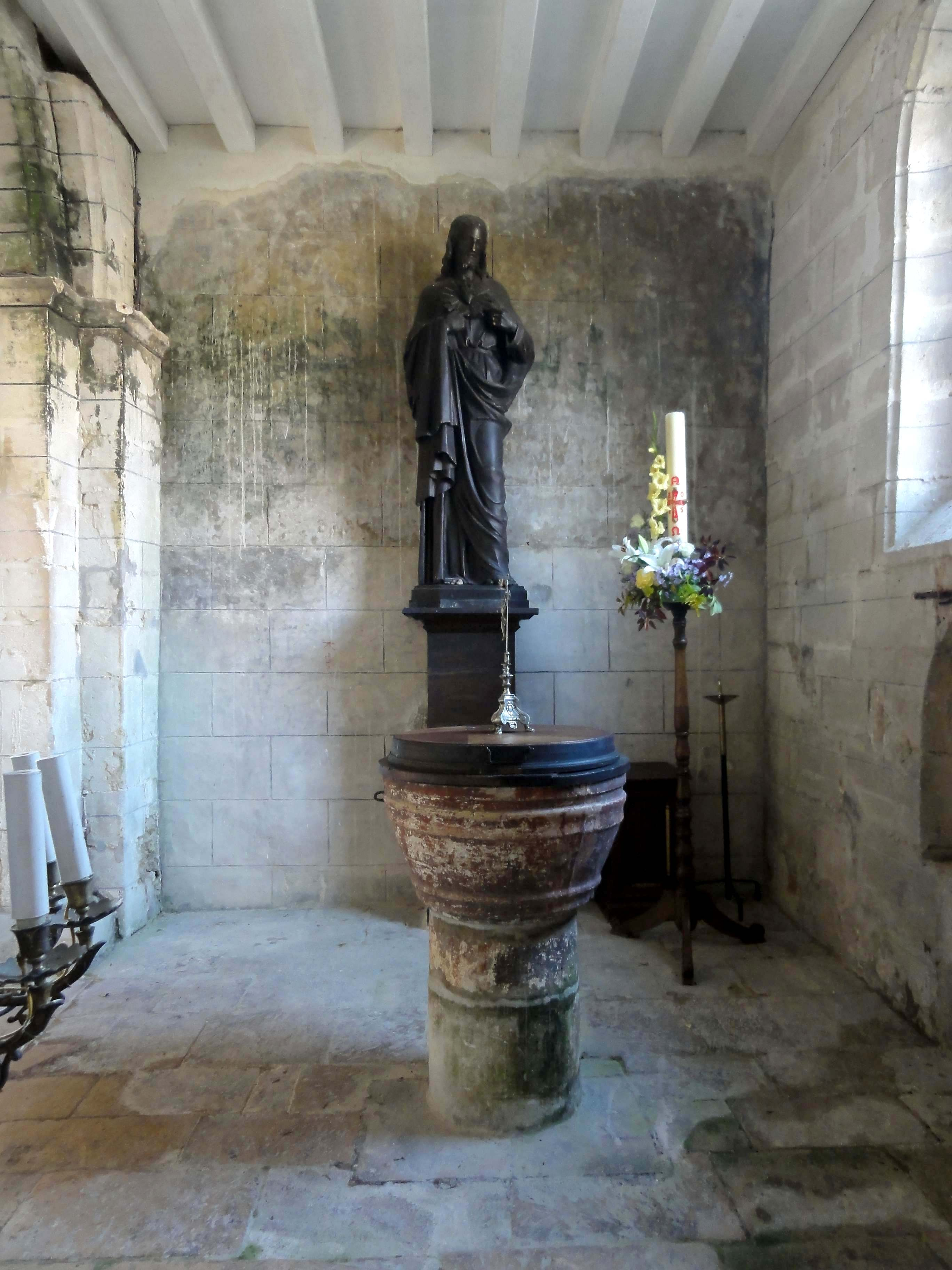
Chapelle baptismale, vue vers l'ouest.
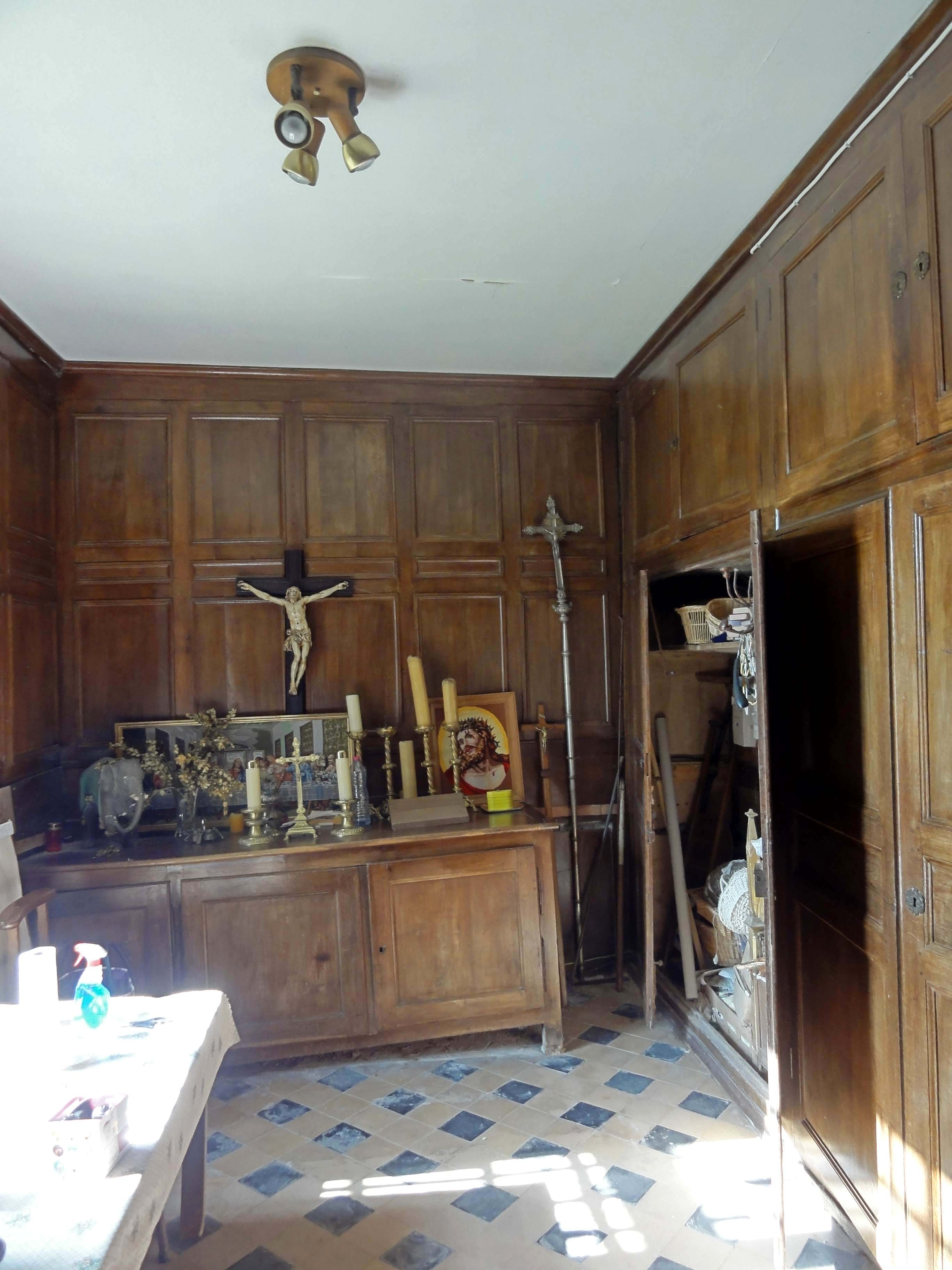
Sacristie, vue vers l'ouest.

#### Nef et bas-côtés

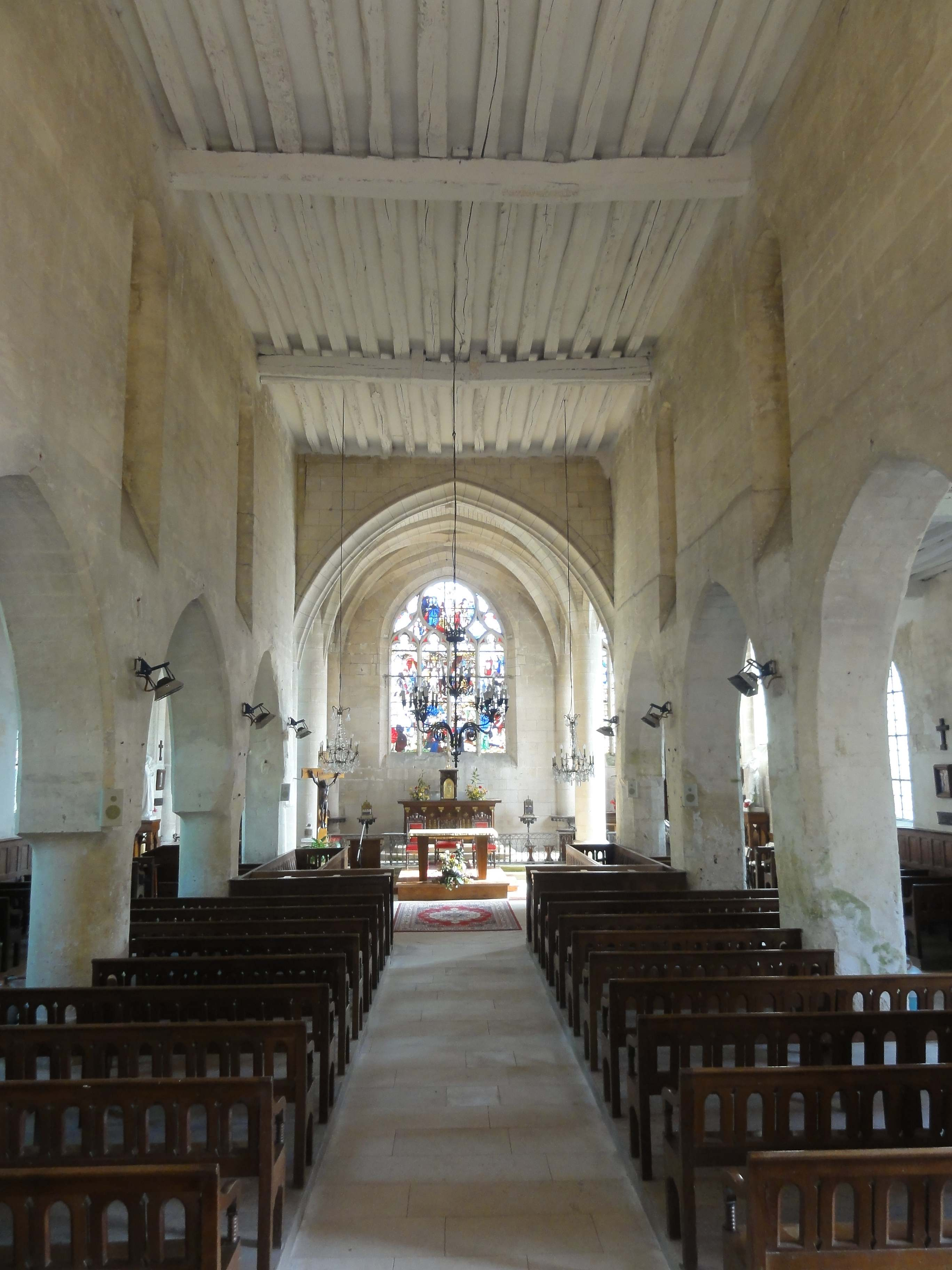
Nef, vue vers l'est.

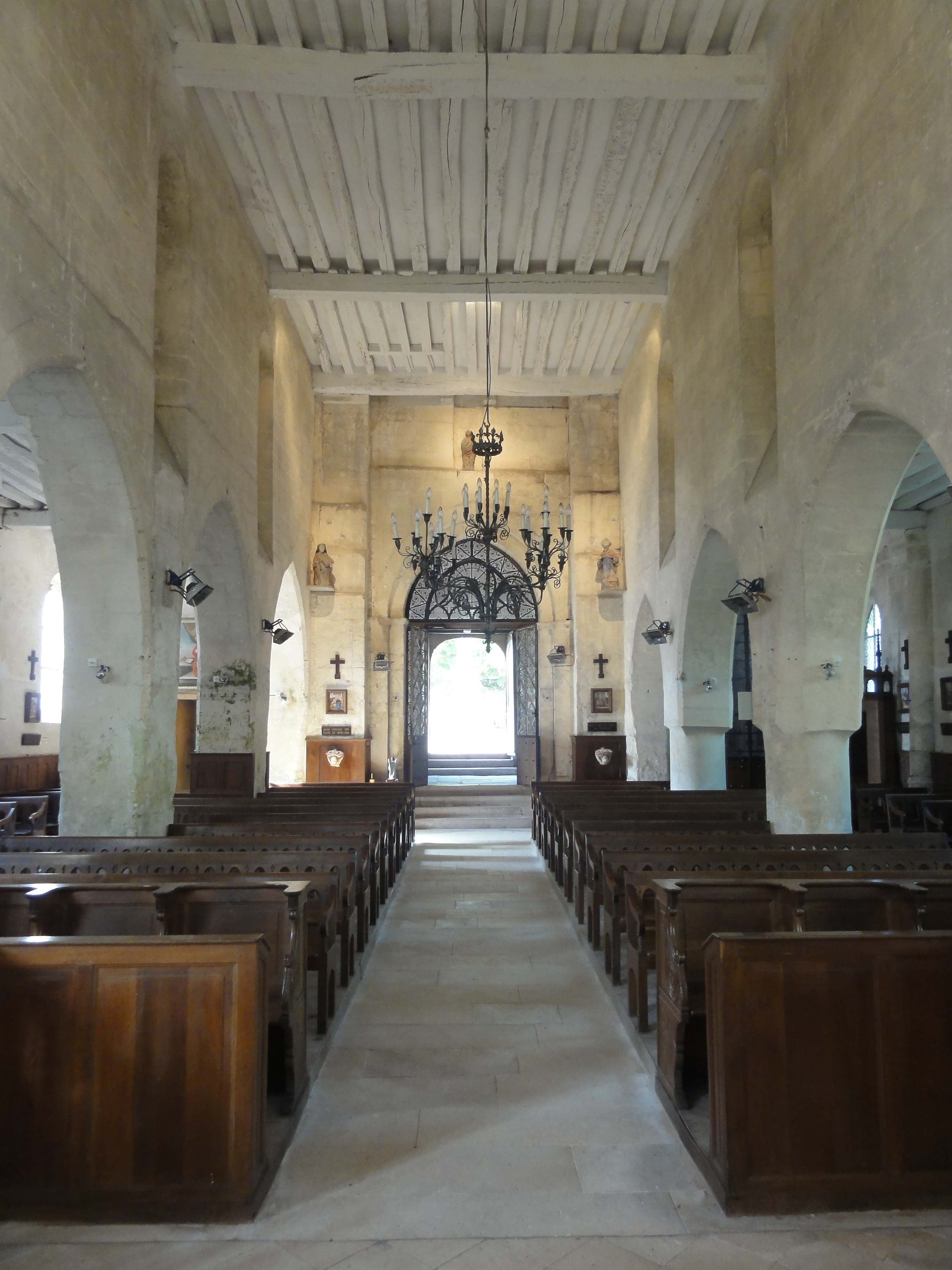
Nef, vue vers l'ouest.

Hormis par son plafond plat, déjà signalé, la nef se caractérise par ses grandes arcades en tiers-point non moulurées, aux arêtes chanfreinées, et ses anciennes fenêtres hautes situées au-dessus des piliers. Elles sont en plein cintre, faiblement ébrasées, et s'ouvraient au-dessus d'un long glacis. La limite inférieure du glacis se situe une assises en dessous du sommet des grandes arcades. Cette disposition n'est pas compatible avec un voûtement des bas-côtés, car l'envergure et l'horizontalité des voûtes empêche une telle proximité des fenêtres avec les grandes arcades. Elle n'est pas non plus compatible avec un voûtement d'ogives de la nef, qui conduit à l'obturation des fenêtres par les supports des voûtes, comme à Plailly. Comme l'illustre très bien l'exemple d'Orrouy, l'avantage est la limitation de la hauteur des murs gouttereaux, ce qui permet d'économiser la pierre, et en même temps, la stabilité des murs se trouve améliorée. Du temps que les fenêtres prenaient encore le jour sur l'extérieur, les murs gouttereaux des bas-côtés devaient être plus bas, et les plafonds des bas-côtés devaient être en pente, comme à Glaignes et Pontpoint, qui constituent deux exemples de nefs du même type où les fenêtres ont été reconstituées. Ici comme à Fontenay-en-Parisis et Béthancourt-en-Valois, Fontenay-en-Parisis et Gilocourt, les grandes arcades sont reçues sur les tailloirs de chapiteaux portés par des colonnes uniques ou des colonnes engagées (cas de Gilocourt). En l'occurrence, il n'y a ni tailloirs, ni chapiteaux, mais des piliers cylindriques, ou plutôt ovales, existent au nord. Ils sont plutôt issus de la transformation de piliers rectangulaires, tels qu'ils existent au sud, que de la suppression des chapiteaux par arasement, car le passage vers le plan circulaire s'effectue nettement en dessous des impostes. Cette austérité évoque les nefs des églises voisines de Champlieu (commune d'Orrouy) et Béthancourt-en-Valois, mais la dépasse encore, car dans ces deux églises, les piliers sont au moins munis de tailloirs. Les piliers rectangulaires sont évidemment dépourvues de bases. Les piliers ovales ont des bases atypiques constituées de deux tores analogues séparés par une gorge. Si Dominique Vermand voit juste en considérant la nef comme contemporaine du clocher, Orrouy possède la nef la plus ancienne du type signalé. Les autres datent du milieu ou de la seconde moitié du XIIe siècle.
Les bas-côtés sont d'une grande simplicité, ce qui résulte directement de l'austérité des grandes arcades, et de l'absence de voûtement. Les boiseries sous la forme de panneaux de fenestrages qui habillent les allèges, et les bancs de fidèles anciens aux dossiers ajourés d'arcatures et aux accotoirs terminées en volute et retombant sur des barres en bois tourné, leur confèrent néanmoins un certain cachet. Le plafond à poutres apparentes est du reste d'un meilleur effet que les fausses voûtes en berceau un peu monotones que l'on voit à Béthancourt, Béthisy-Saint-Martin et de nombreuses autres églises. Il y a une fenêtre latérale par travée. Elles sont en arc brisé, et leur pourtour est mouluré d'une fine moulure concave, et d'une large gorge. Ces fenêtres ne sont pas toutes de dimensions identiques. Celles de la chapelle des fonts baptismaux et de la sacristie forment exception. Le sol de la chapelle baptismale étant situé nettement au-dessus du sol des autres travées, la partie supérieure de sa fenêtre forme lucarne. Une grille en fer forgé sépare cette chapelle du reste du bas-côté. Les fenêtres des dernières travées des bas-côtés, à l'est, forment également exception. Elles sont plus grandes, et munies de remplages flamboyants. Ces fenêtres datent assurément de la même époque que les parties orientales. Comme l'indiquent les départs d'ogives dans les angles des bas-côtés, près des croisillons du transept, il était prévu de ne pas se contenter de la réfection des fenêtres, et de munir également les bas-côtés de voûtes d'ogives, pour les mettre ainsi au même niveau que le chœur-halle. Par leur modénature, les autres baies paraissent également flamboyantes. La date de 1760 ne saura s'appliquer aux fenêtres des bas-côtés.

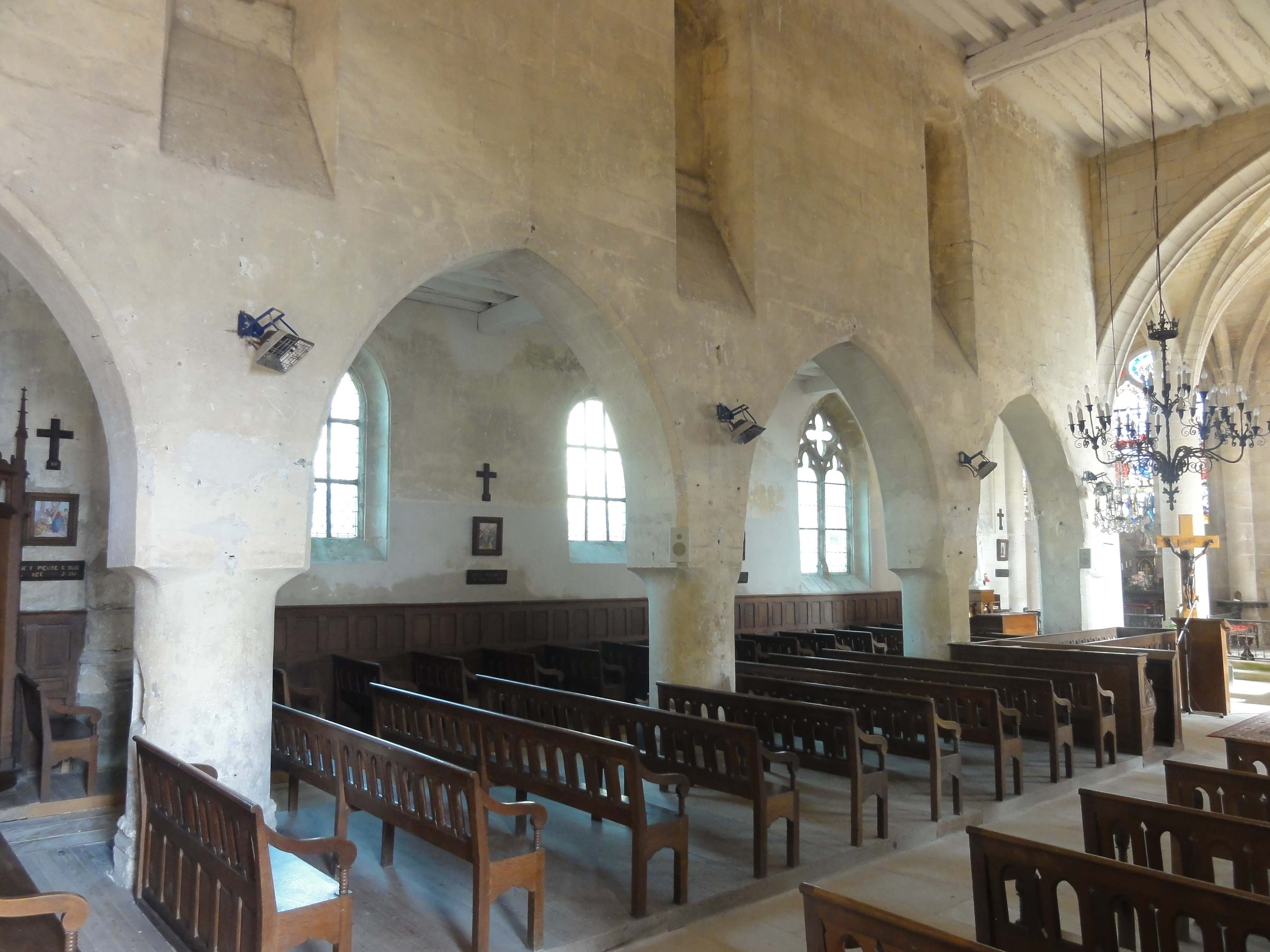
Grandes arcades du nord.
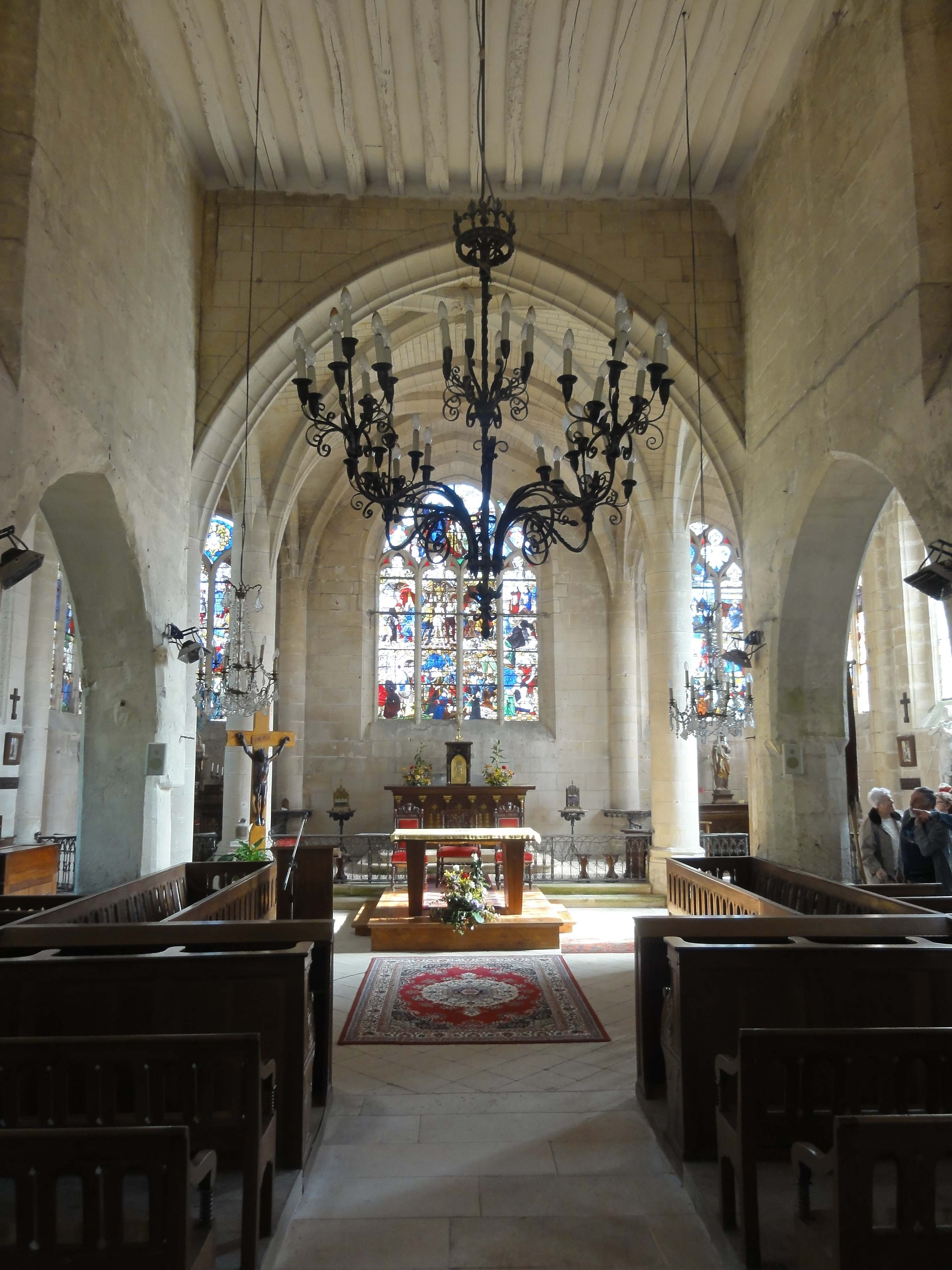
Nef, vue vers l'est.
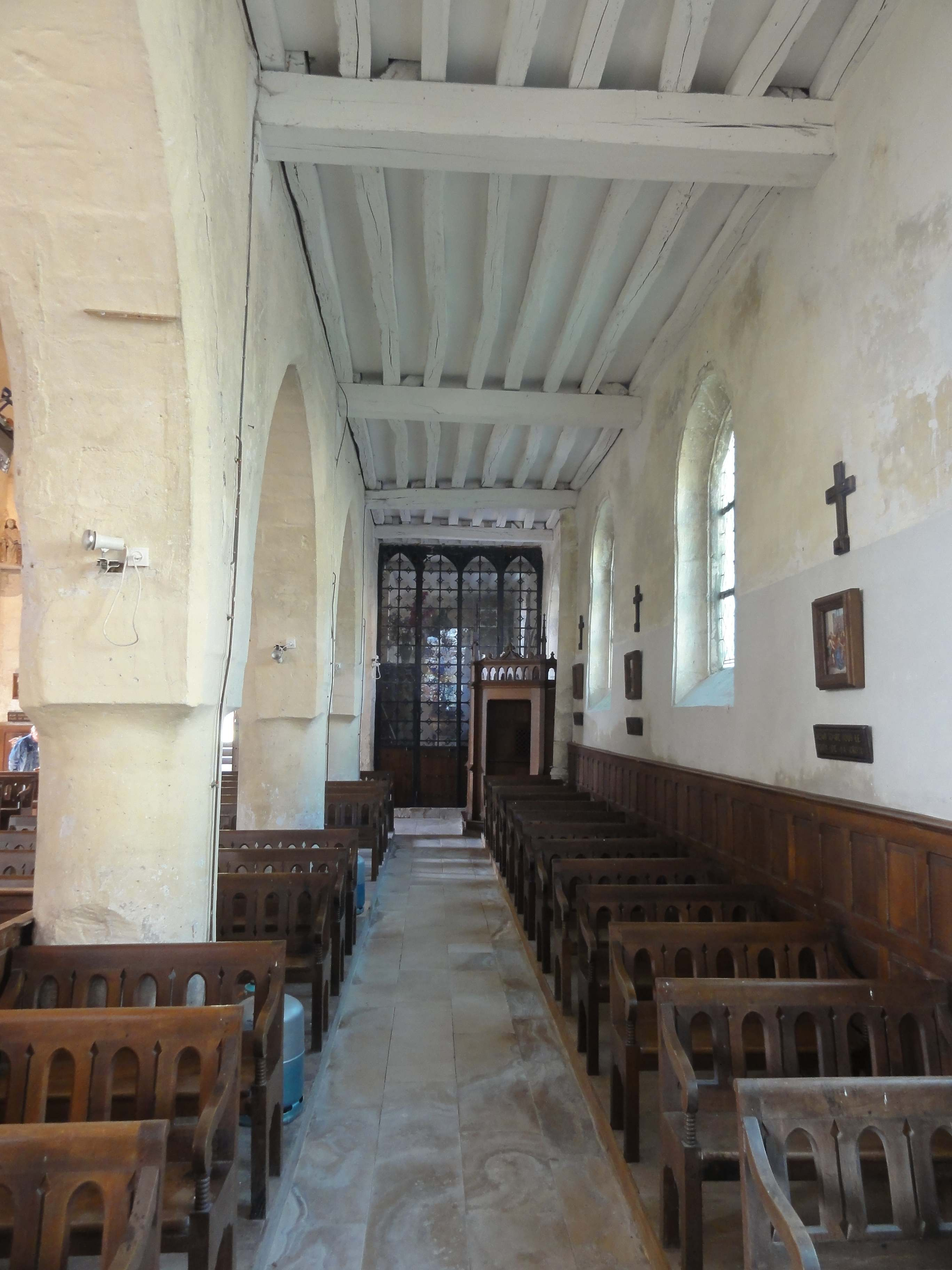
Bas-côté nord, vue vers l'ouest.
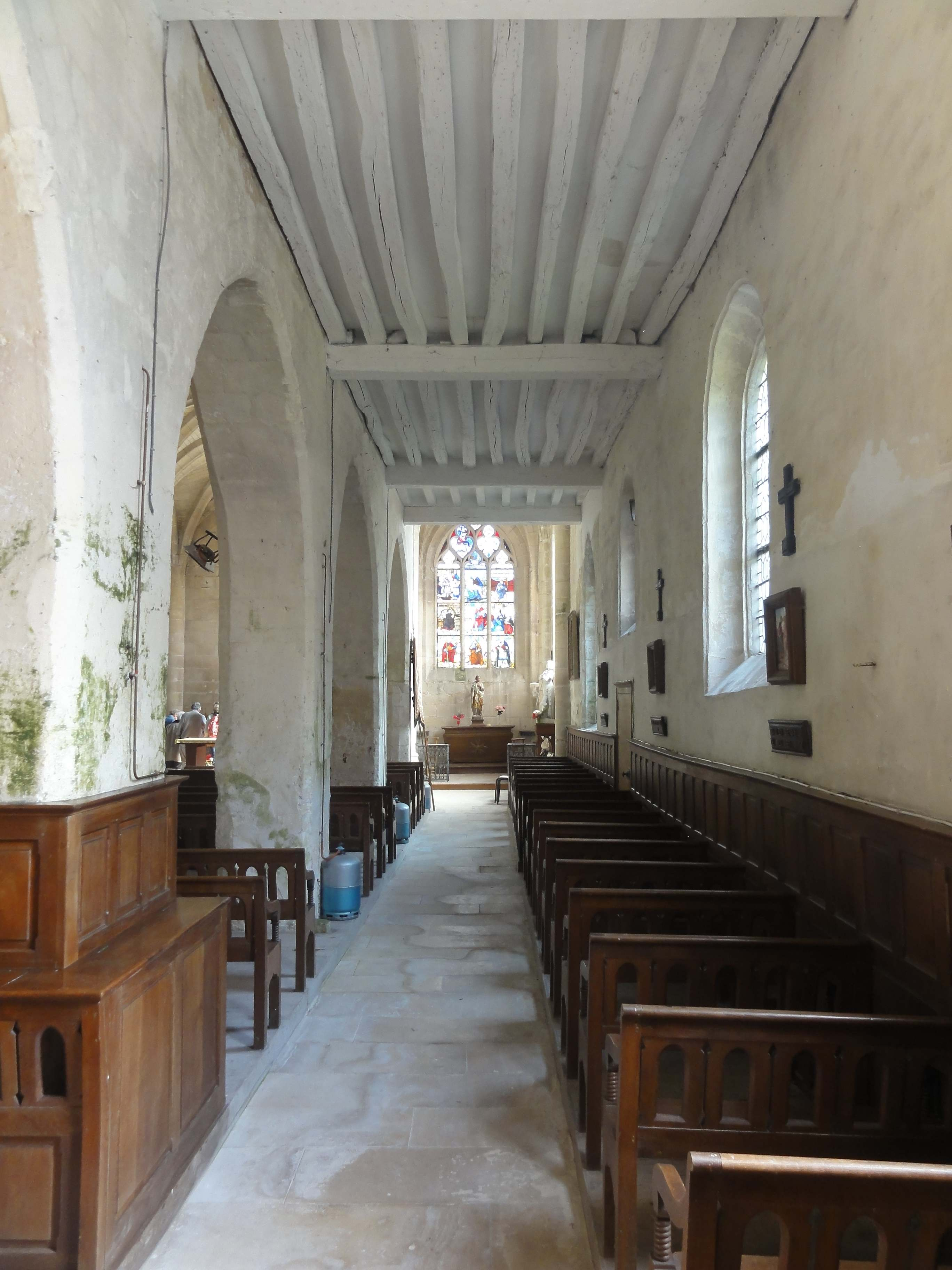
Bas-côté sud, vue vers l'est.
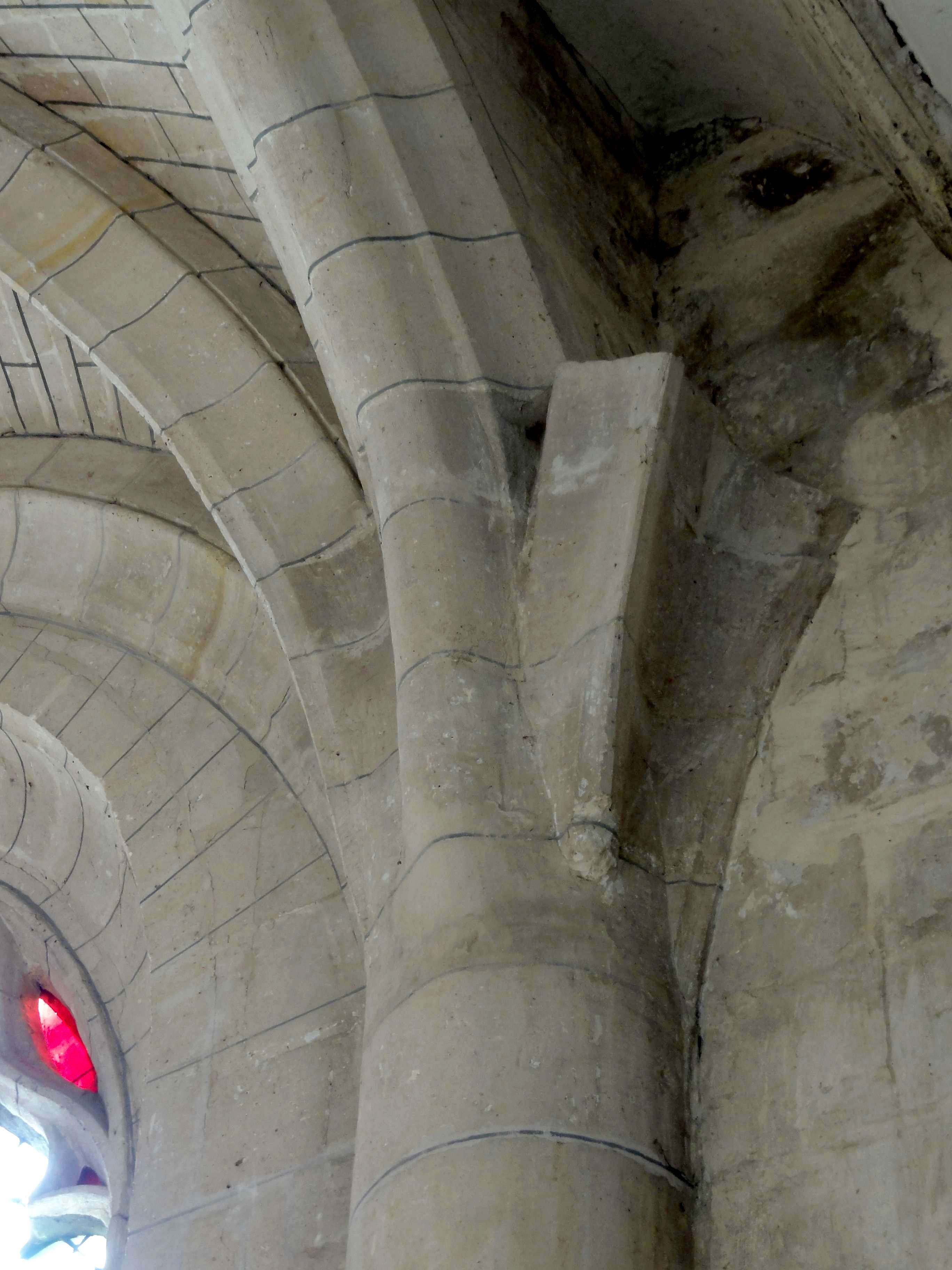
Bas-côté sud, départ d'ogive près du croisillon.
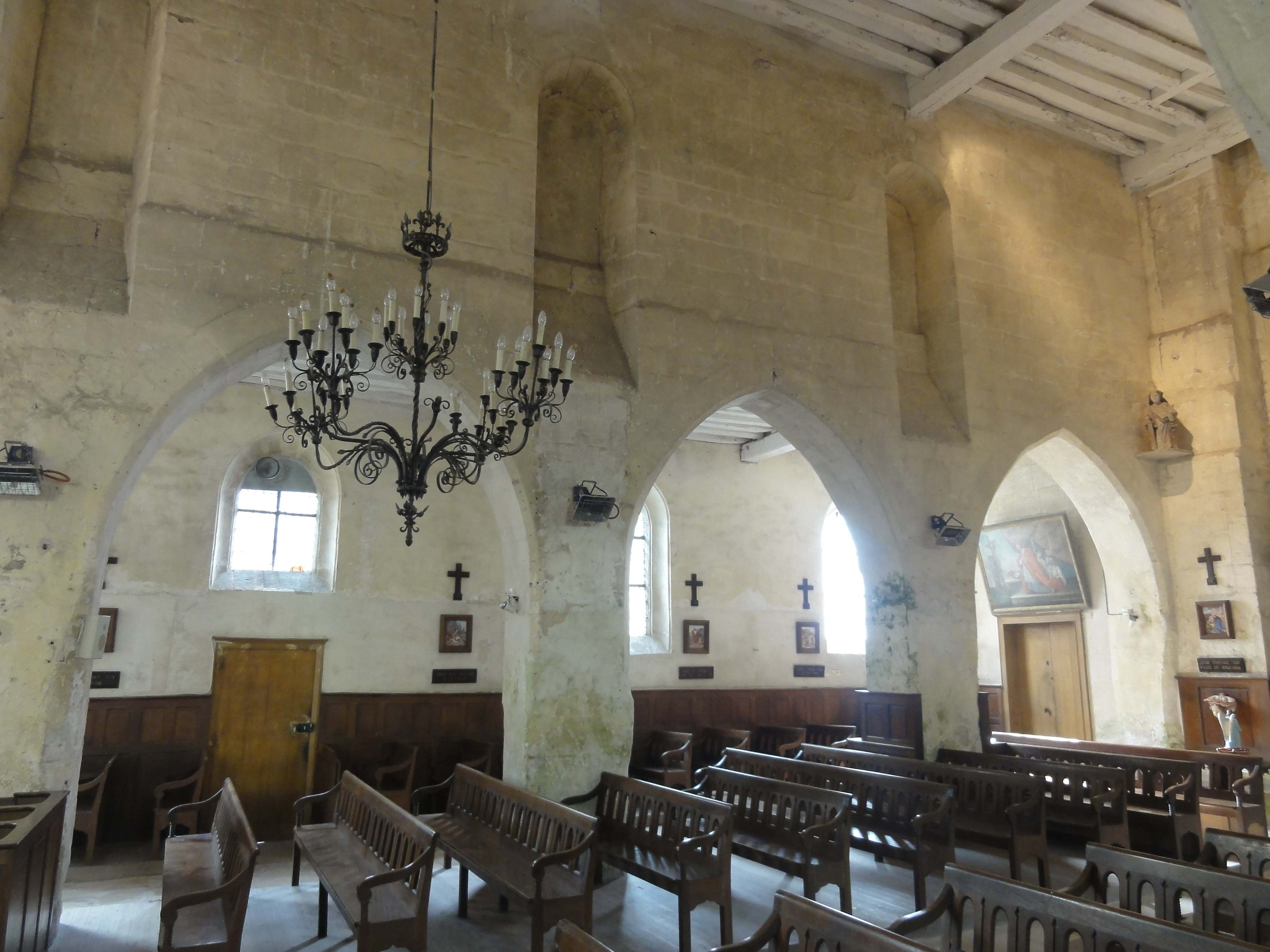
Grandes arcades du sud.

#### Chœur-halle

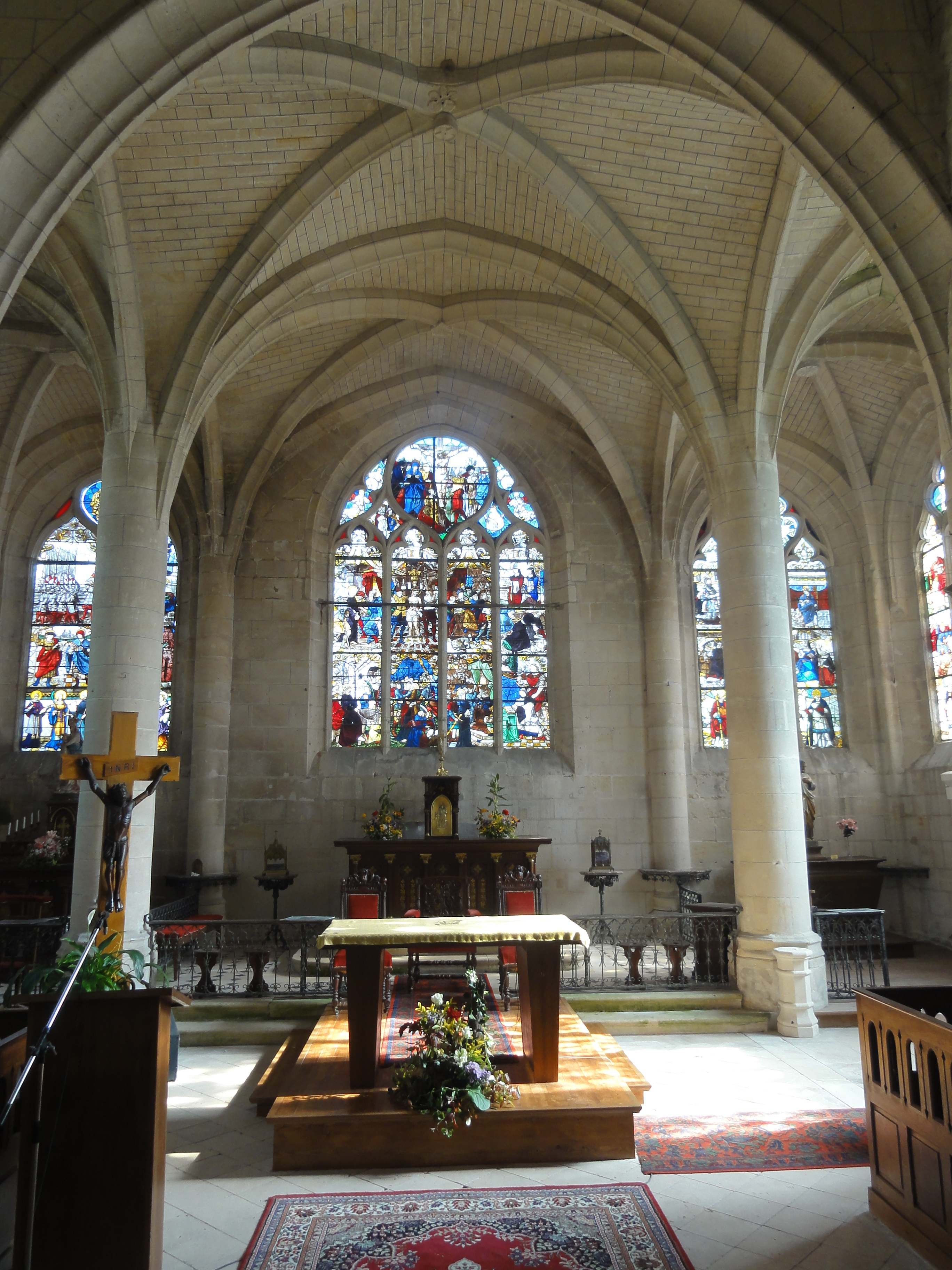
Vue depuis la nef.

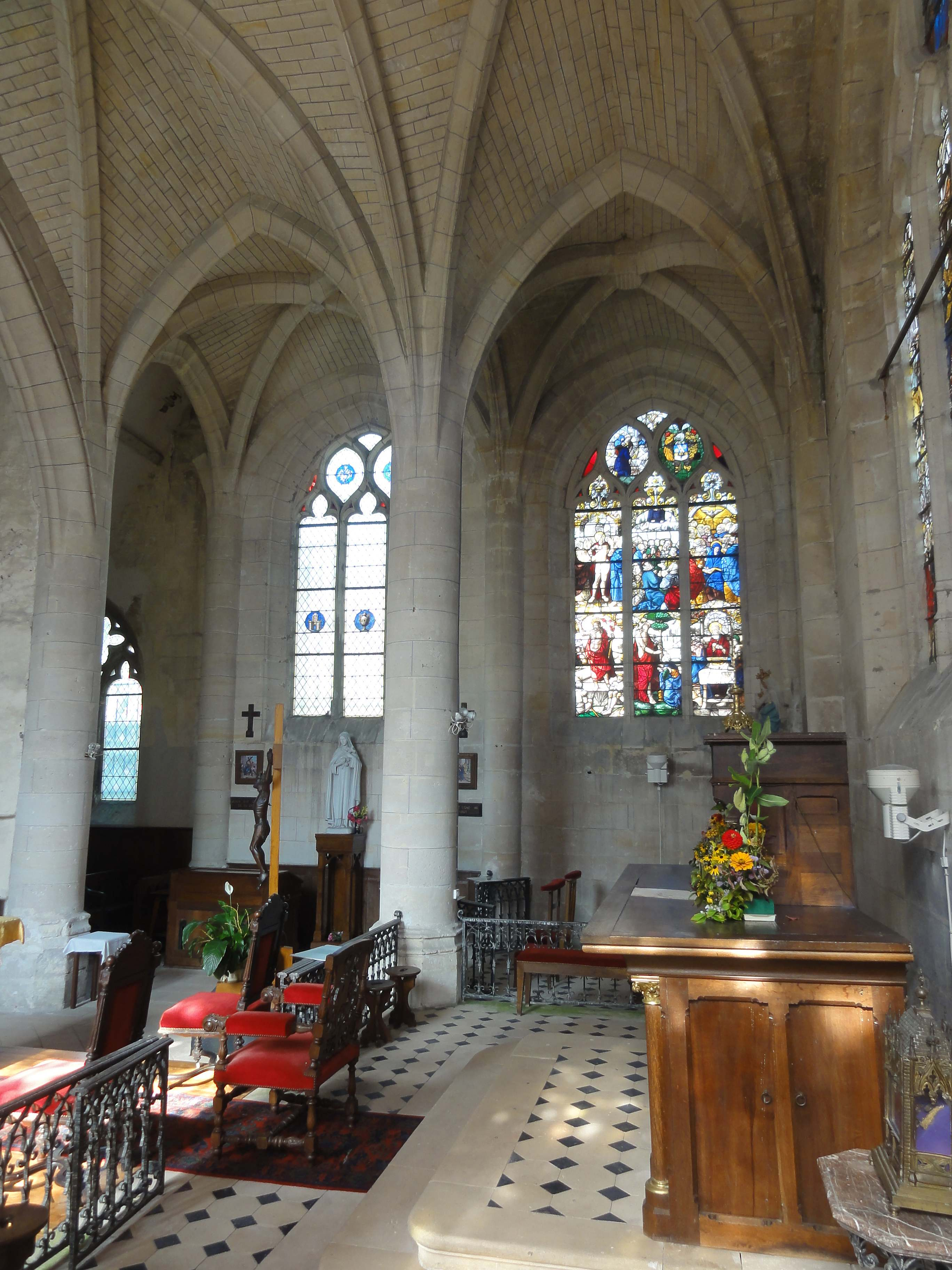
Vue vers le nord.

Avec l'église Saint-Denis de Chérence, dans le Vexin français, et l'église Saint-Pierre de Jaux, Orrouy est l'une des rares églises de la région à posséder un chœur-halle gothique flamboyant dans le sens propre du terme, non issu de la transformation de structures plus anciennes, comme à Saint-Félix, et sans abside polygonale nettement prononcée, comme à Bresles, Crépy-en-Valois, Fresnoy-la-Rivière et Roberval. Contrairement à certains chœurs-halle, il n'y a pas la moindre différence de hauteur entre le vaisseau central et les collatéraux, et pas de différence de profondeur entre les premières et les deuxièmes travées. L'arc en tiers-point règne sur les voûtes et les fenêtres. La construction est soignée, sans aucune irrégularité, avec des murs et piliers en pierre de taille aux joints très minces, et des arcs formerets tout autour, mais l'architecture est simple et sans ambition particulière, avec l'absence de larmiers à la limite des allèges, des voûtes d'ogives quadripartites ordinaires, sans liernes et tiercerons, et des piliers cylindriques appareillés en tambour, comme à Bresles, Fresnoy-la-Rivière et Roberval, en lieu et place de piliers ondulés, qui figurent parmi les principaux caractéristiques du style flamboyant. Contrairement à Bresles et Roberval, même les piliers engagés dans les murs extérieurs ne sont pas ondulés. Seulement les piliers à un seul renflement dans les angles nord-est et sud-est des chapelles latérales peuvent être considérés comme tels.
Ogives et arcs-doubleaux sont de la même épaisseur et accusent le même profil, typiquement flamboyant et encore aigu, mais très simple, constitué d'un listel entre deux fines moulures concaves, séparées des voûtains par deux larges gorges. Ils pénètrent directement dans les piliers. Les ogives et les doubleaux perpendiculaires du vaisseau central ayant une ouverture plus importante que les autres, ils retombent à un niveau plus bas. Ce parti va à l'encontre d'un principe généralement appliqué par les architectes gothiques, qui préfèrent adapter le tracé des arcs plutôt que d'accepter la retombée des nervures à des niveaux différents. Les clés de voûte, elles aussi très simples, sont des écussons ou un losange arborant des insignes héraldiques, ou des disques sculptés d'un soleil ou d'une étoile. Comme particularité, la clé de la première travée du vaisseau central s'accompagne d'une feuille polylobée. Les bases, octogonales, sont constituées d'une plinthe moulurée, et reposent sur des socles également octogonaux. Le principal ornement du chœur-halle sont, sans conteste, ses verrières de la Renaissance, qui remplissent encore cinq parmi les sept fenêtres. Des fragments subsistent dans les deux autres (voir le chapitre Mobilier). La fenêtre d'axe du chevet (n° 0) est la plus grande. Elle mesure 480 cm de hauteur pour 320 cm de largeur, et possède un remplage de quatre lancettes à têtes trilobées, surmontées de deux losanges, et d'un très grand soufflet ouvert entre deux mouchettes obliques. Toutes les autres fenêtres mesurent 210 cm de largeur, et occupent presque toute la largeur disponible entre les piliers, mais la baie au chevet de la chapelle latérale nord (n° 1) est à deux lancettes sans têtes trilobées et mesure 380 cm de hauteur, tandis que les autres sont à trois lancettes à têtes trilobées, et mesurent 400 cm de hauteur. Dans tous les cas, les mouchettes sont réduits à d'étroits écoinçons ajourés. Dans le collatéral nord, les soufflets sont du même type que dans la baie d'axe, et s'apparentent donc à de simples oculi. Dans le collatéral sud, les soufflets son typiquement flamboyants. Ils sont au nombre de deux pour les baies à trois lancettes, sauf pour la baie latérale de la chapelle latérale sud (n° 4), où le sommet est occupé par un soufflet plus petit que les autres. Le pourtour des baies est mouluré de la même façon que dans les bas-côtés de la nef. Les meneaux sont très fins, accusent un profil aigu, et sont généralement munis de bases polygonales.

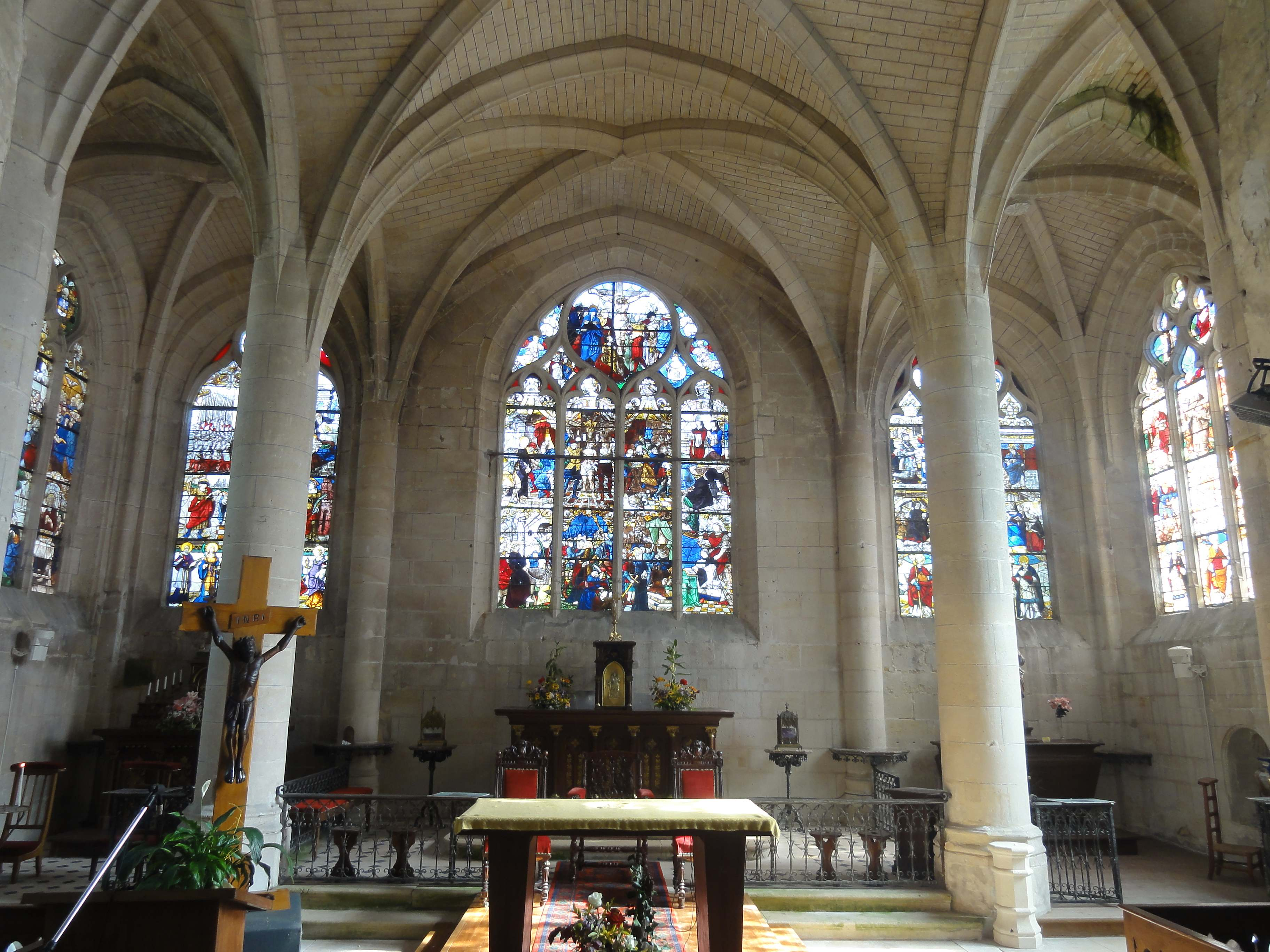
Vue générale vers l'est.
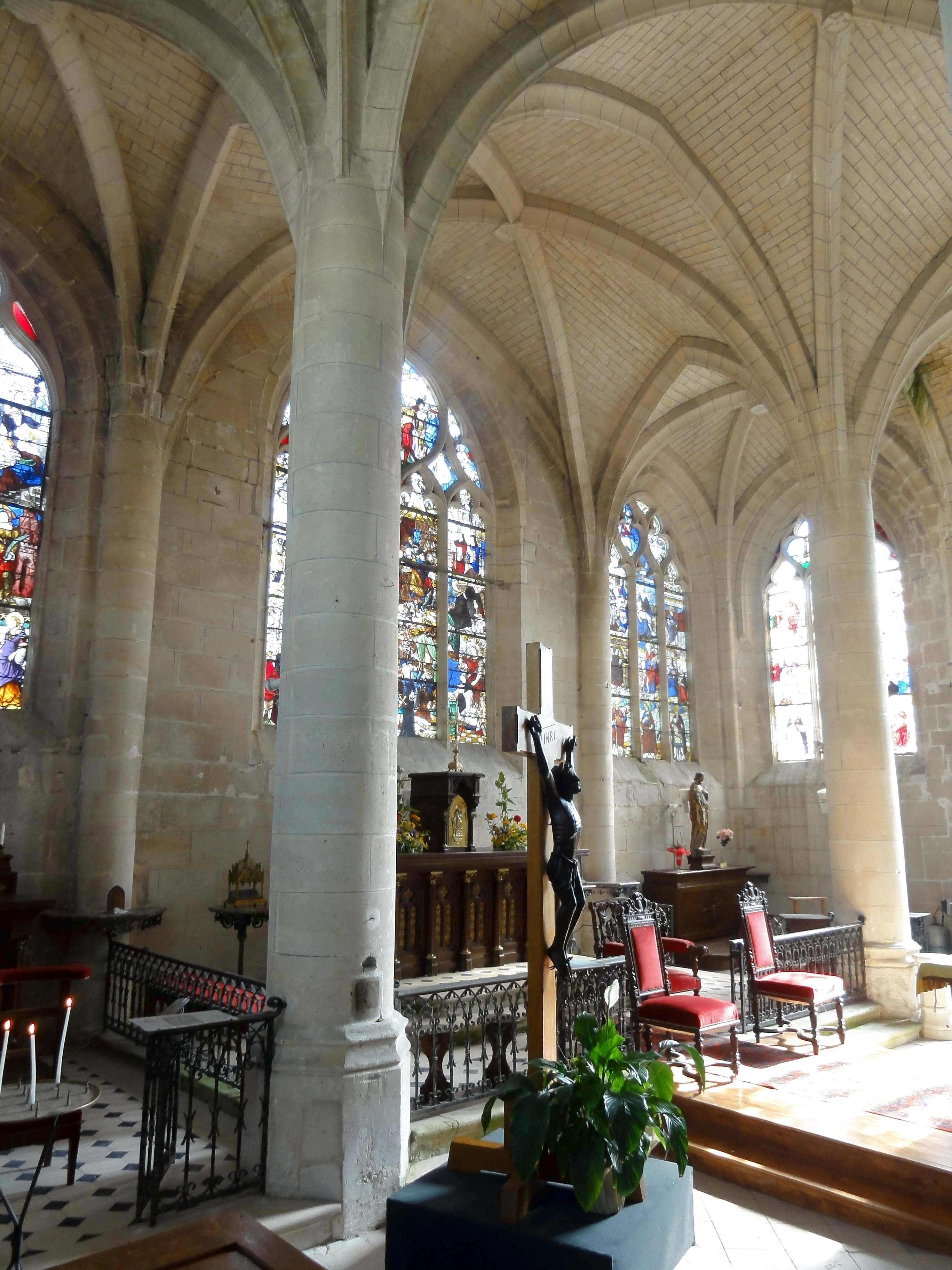
Croisillon nord, vue diagonale vers le sud-est.
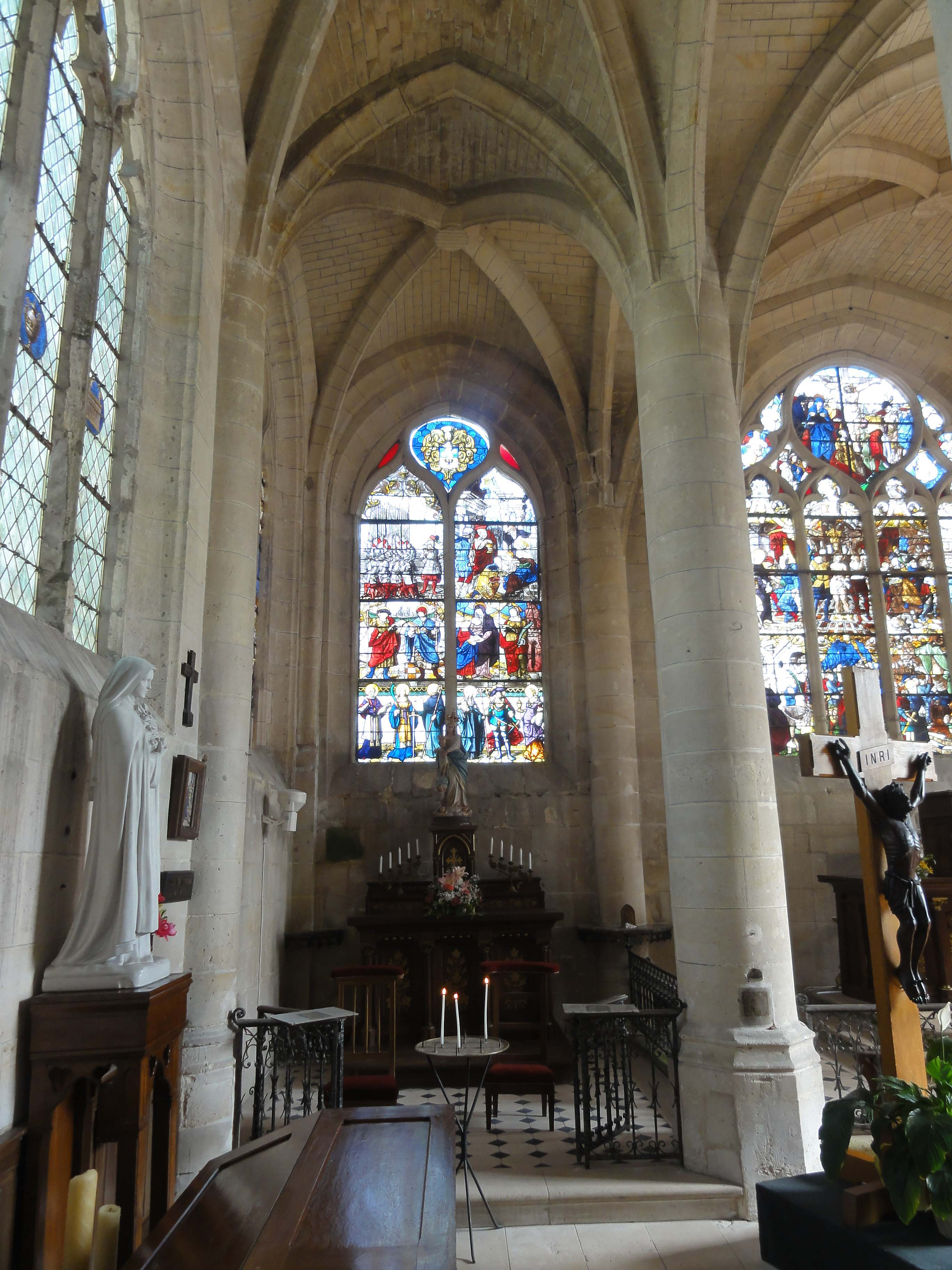
Croisillon nord, vue vers l'est.
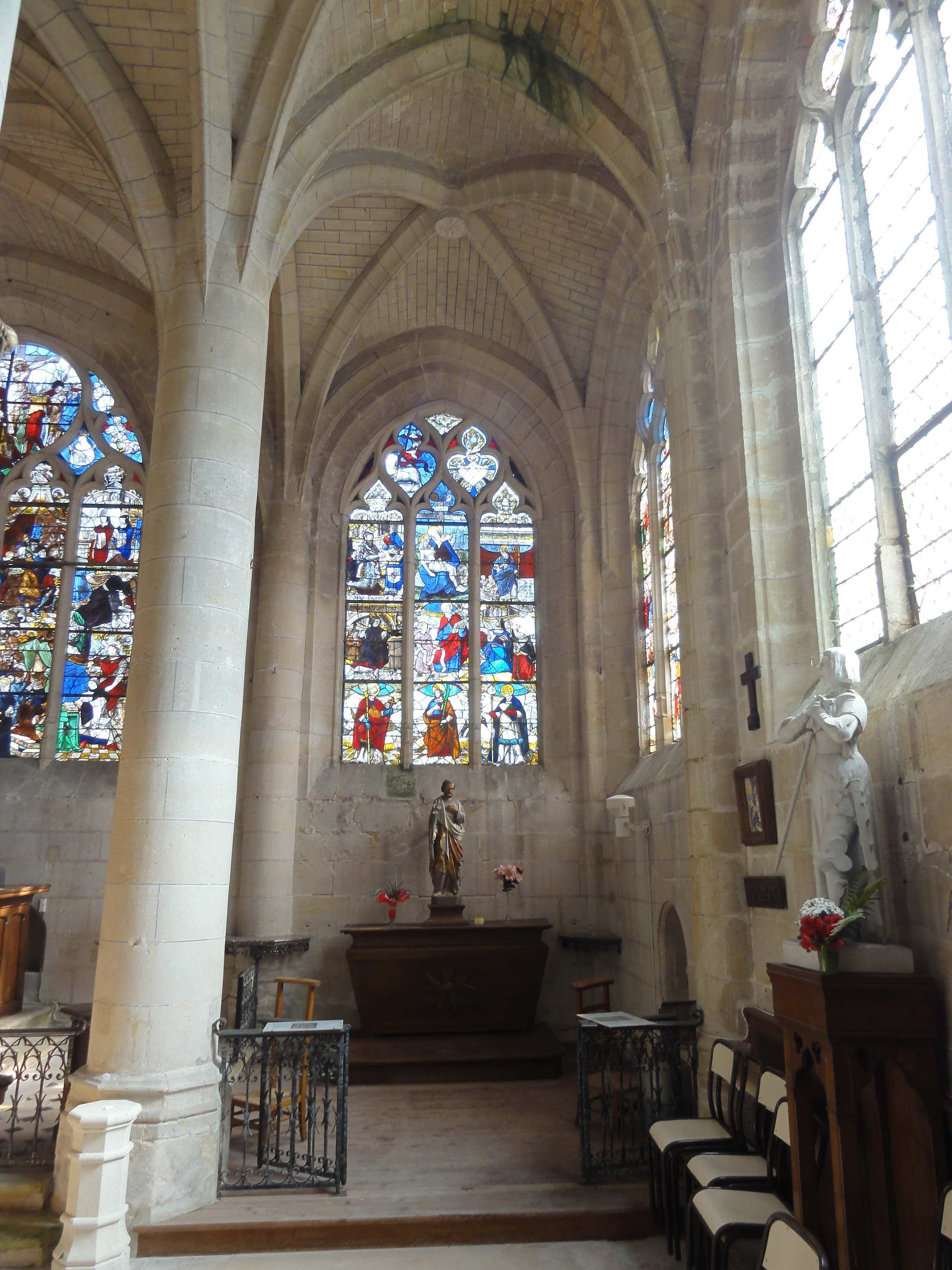
Croisillon sud, vue vers l'est.
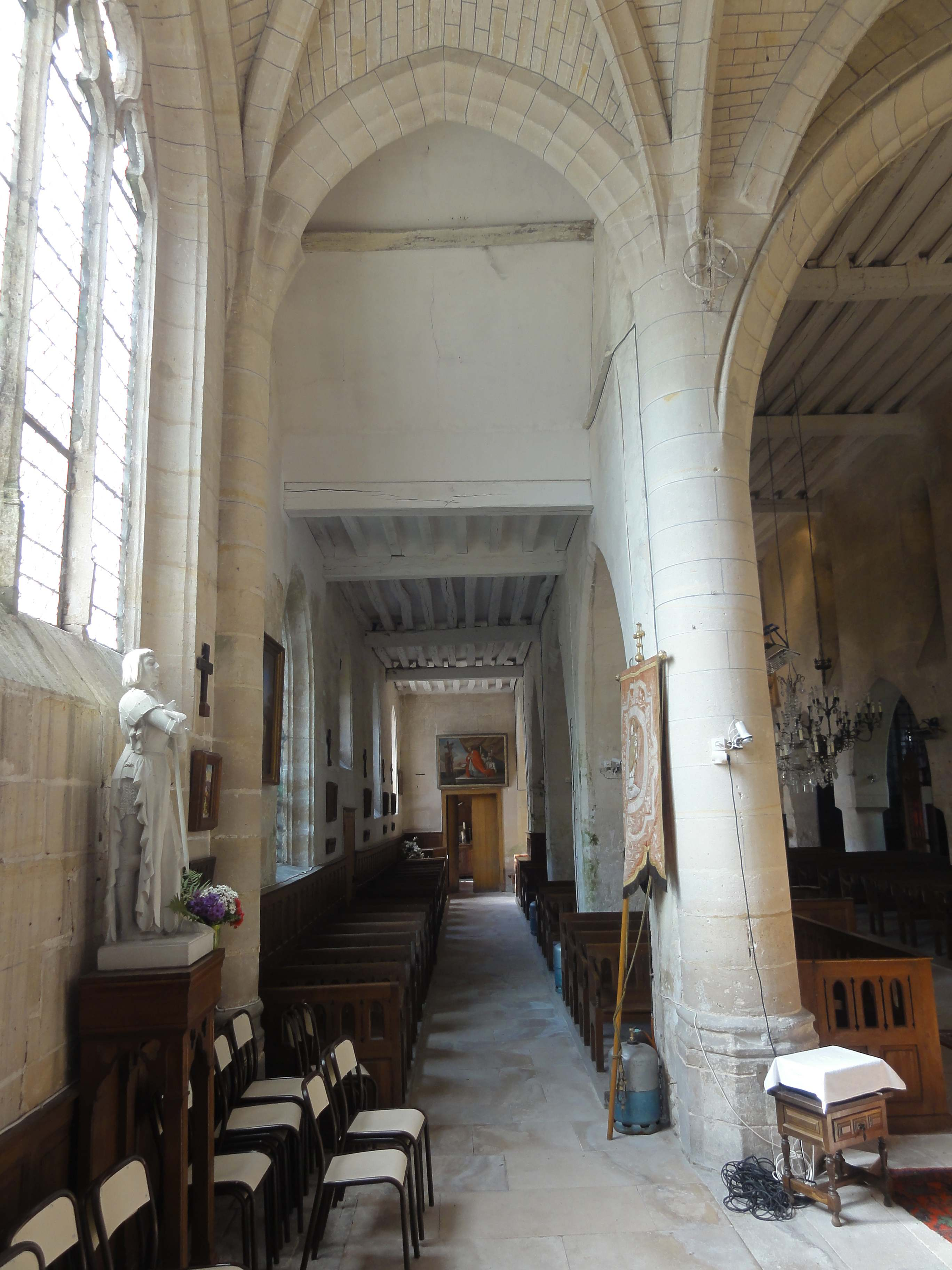
Collatéral sud, vue vers l'ouest.
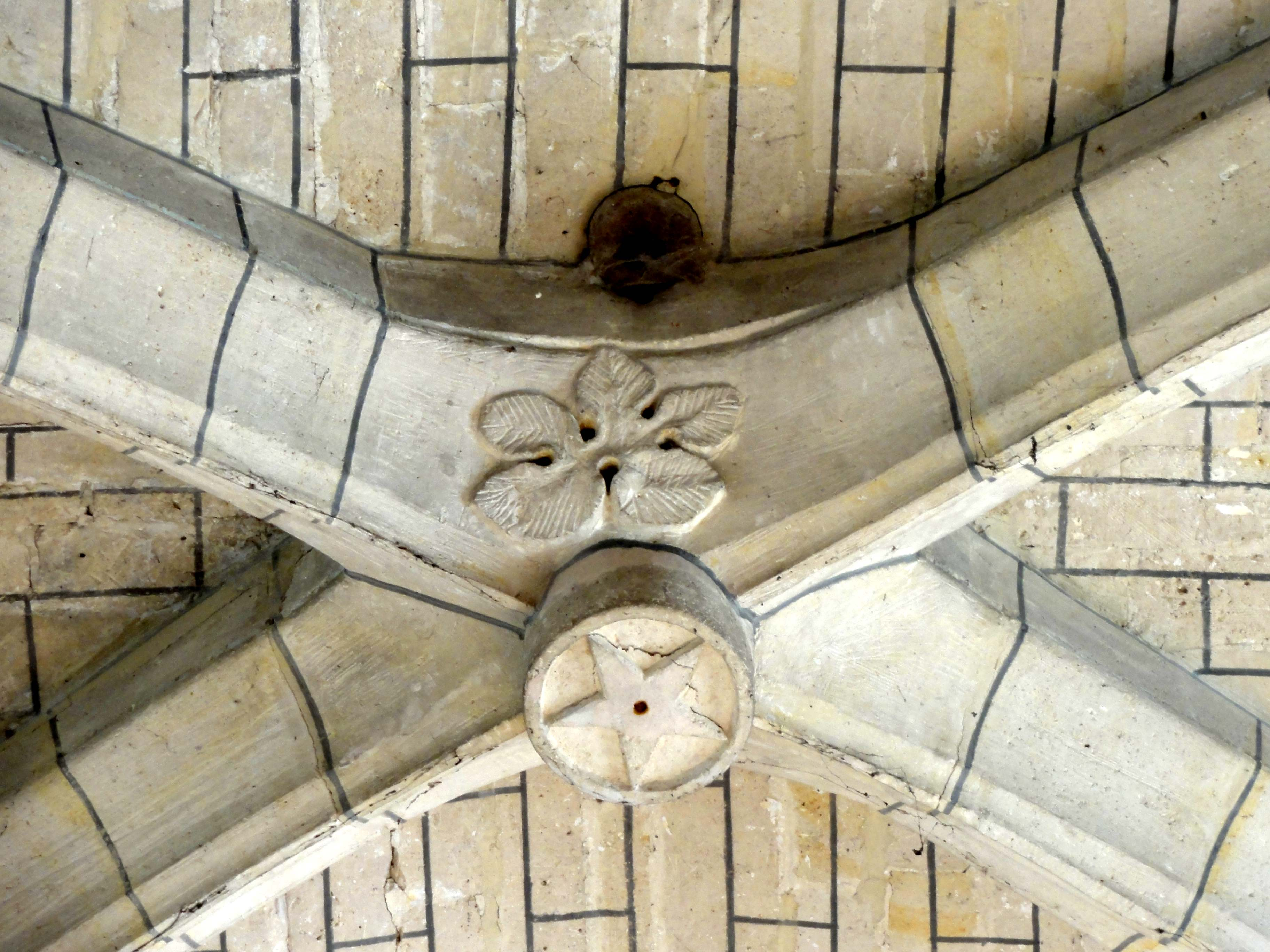
Chœur, clé de voûte de la 1re travée.

### Extérieur

#### Clocher

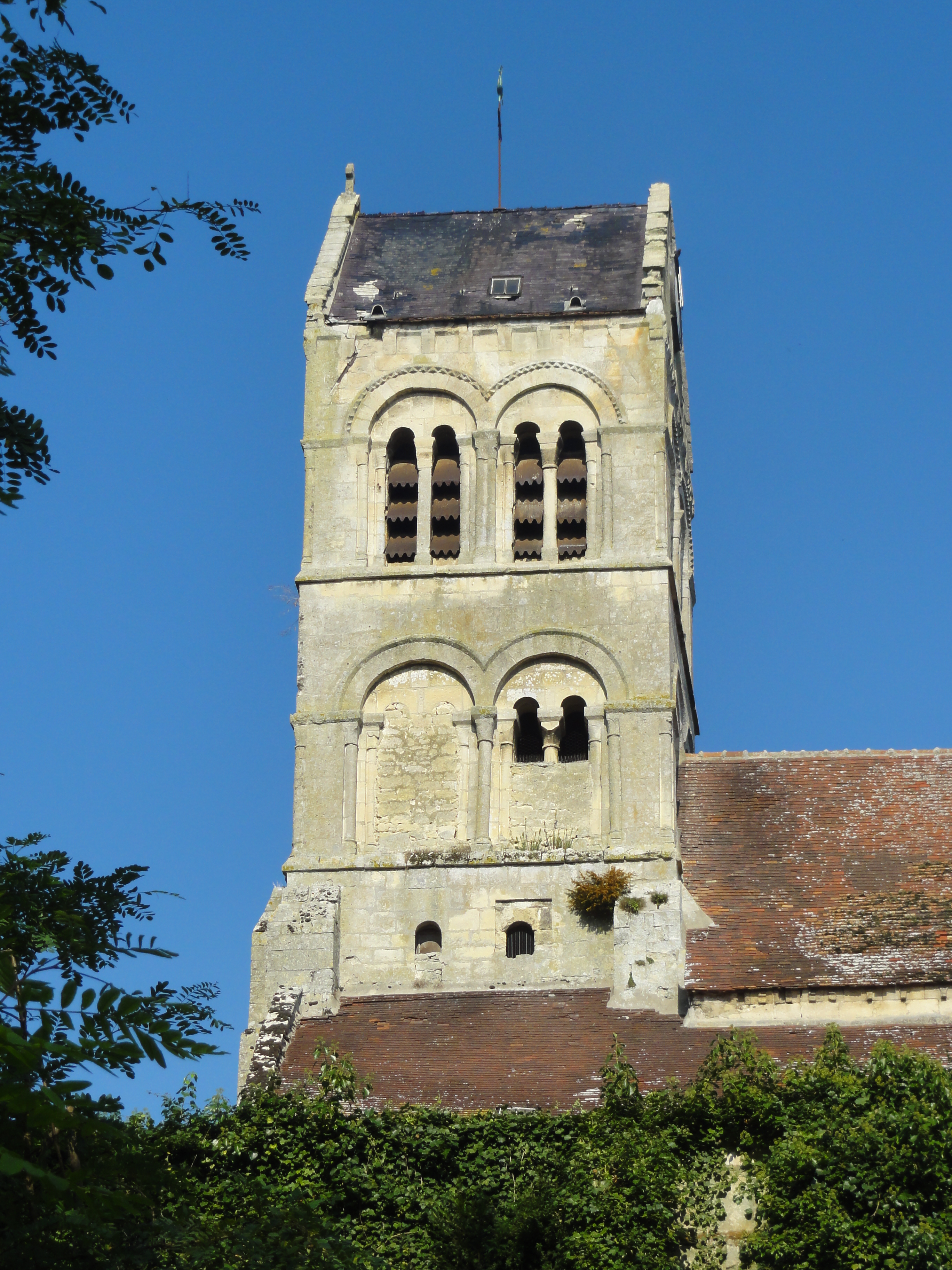
Vue depuis le sud.

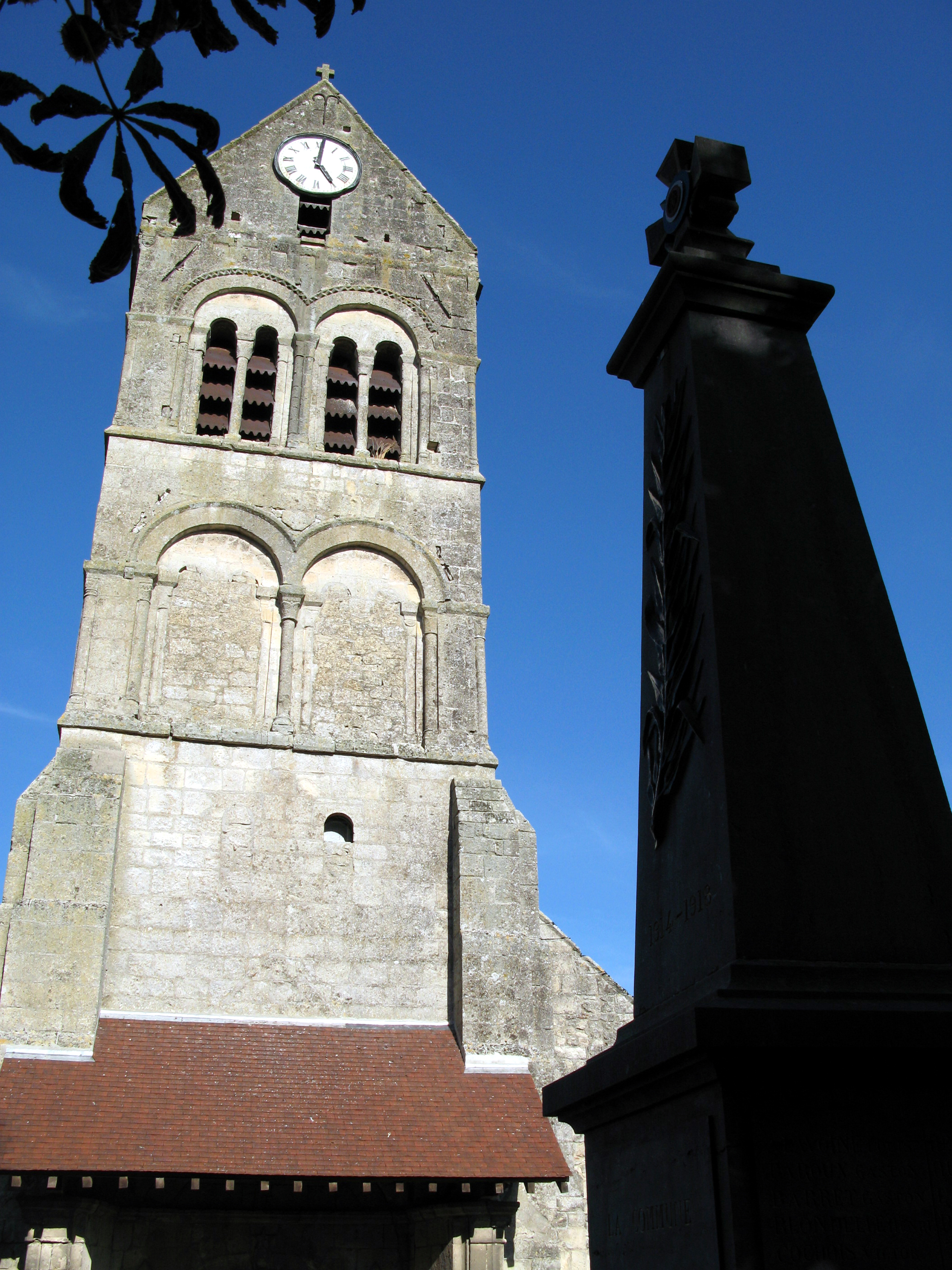
Vue depuis l'ouest.

Le clocher en bâtière est entièrement appareillé en pierre de taille. Il se compose de sa base, dont l'intérieur sert de narthex ; d'un étage intermédiaire, qui ne se distingue plus guère à l'extérieur ; et de deux étages de beffroi, qui étaient primitivement analogues, hormis quelques détails de la décoration. Jusqu'à la fin de l'étage intermédiaire, chacun des angles du clocher est flanqué de deux contreforts plats orthogonaux, qui se retraitent plusieurs fois grâce à un fruit, et s'amortissent par un glacis sans larmier. Les deux premiers niveaux sont dépourvus de toute ornementation, hormis le portail occidental en anse de panier, qui est du style de la Renaissance tardive. Il est cantonné de deux pilastres plats, dont les chapiteaux sont décorés d'un rang de gouttes, et sont surmontés d'un losange. Le pourtour est mouluré d'une large gorge. La clé d'arc arbore une étoile à cinq branches en bas-relief. Au-dessus, court un bandeau à plusieurs ressauts, que l'on peut considérer comme l'architrave d'un entablement resté inachevé. Le bandeau se poursuit latéralement sur les murs gouttereaux du porche extérieur, que l'on doit donc considérer comme contemporain du portail. Les colonnettes d'angle du porche pourraient sinon passer pour néo-gothiques. Le porche est recouvert d'un toit en appentis, qui prend appui contre le mur occidental du clocher, au niveau de l'arc en tiers-point du portail primitif qui reste inchangé à l'intérieur du narthex. Quant à l'étage intermédiaire, il était initialement percé de deux petites baies en plein cintre par face, qui sont à linteau monolithique échancré. La moitié inférieure des baies est aujourd'hui bouchée ; certaines baies ont entièrement disparu.
Par ses étages de beffroi, le clocher d'Orrouy se rattache à la série des clochers romans de l'Oise à deux baies par face et par niveau, subdivisées chacune en deux petites arcades en plein cintre par une colonnette centrale et un tympan. Ces clochers sont Auger-Saint-Vincent, Béthisy-Saint-Martin, Bonneuil-en-Valois, Catenoy, Cauffry, Chamant, Frocourt, Jaux, Glaignes, Heilles, Labruyère, Marissel (tour centrale), Marolles, Ménévillers, Morienval (tour occidentale), Néry, Saintines et Saint-Vaast-de-Longmont. Parmi ces clochers, Bonneuil-en-Valois, Morienval et Saint-Vaast-de-Longmont sont également à deux étages de beffroi. Sur les clochers les plus archaïques, les baies n'ont que la colonnette centrale, ou bien deux colonnettes supplémentaires. Le clocher d'Orrouy appartient à un type plus évolué. L'archivolte supérieure des baies retombe sur deux colonnettes à chapiteaux. Au niveau inférieur, les deux archivoltes contigües se partagent une même colonnette devant le trumeau ; au niveau supérieur, l'on trouve deux colonnettes géminées devant le trumeau. Ensuite, le tympan de chacune des baies retombe sur trois colonnettes à chapiteaux. Les tailloirs se présentent comme des tablettes continues, qui vont tout autour, et servent également de tailloirs aux colonnettes d'angle, qui sont fréquents sur les clochers romans de la région, mais pas non plus la règle. L'on dénombre ainsi quarante colonnettes pour le niveau inférieur, et quarante-quatre pour le niveau supérieur. La disposition des baies évoque Béthisy-Saint-Martin, Cauffry et Glaignes (où il n'y a pas de colonnettes d'angle, mais des contreforts, et un seul étage de beffroi) ; Néry et Saintines (où il n'y a qu'un seul étage de beffroi, et où les colonnettes d'angle sont dépourvues de chapiteaux et vont jusqu'à la corniche) ; et le niveau supérieur de Bonneuil-en-Valois (où il n'y a pas de colonnettes d'angle). C'est avec le niveau supérieur de la tour occidentale de Morienval que la similitude est la plus frappante (le niveau inférieur y est assez différent). Les détails de la modénature sont rapidement décrits : le niveau inférieur est délimité inférieurement et supérieurement par un bandeau composé, du haut vers le bas, d'un chanfrein et d'une plate-bande, et les tailloirs accusent une plate-bande et un chanfrein. Les archivoltes des baies sont surmontées d'un bandeau doublement biseauté en forme de sourcil, au niveau supérieur, s'y ajoute un rang de dents d'engrenage. La corniche est une tablette biseauté reposant sur des corbeaux à faible profil. La sculpture des chapiteaux est assez rudimentaire, et fait appel à des volutes d'angle, des feuilles plates, des godrons et des dents de scie. La plupart des baies du niveau inférieur sont entièrement bouchées, et ont perdu leur colonnettes médianes. Ne reste plus que la moitié supérieure de la baie de droite du côté sud.

#### Chœur-halle

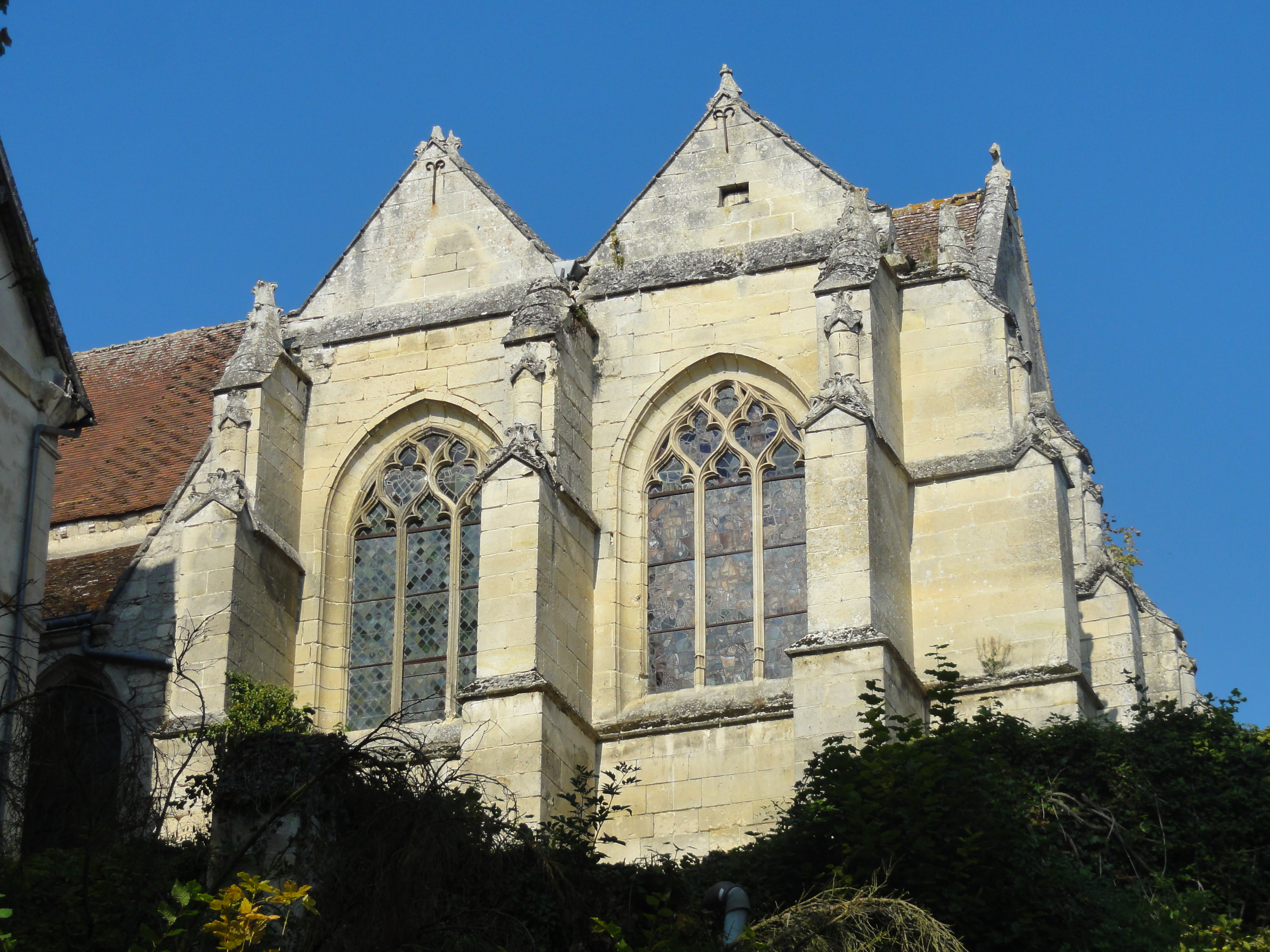
Vue depuis le sud.

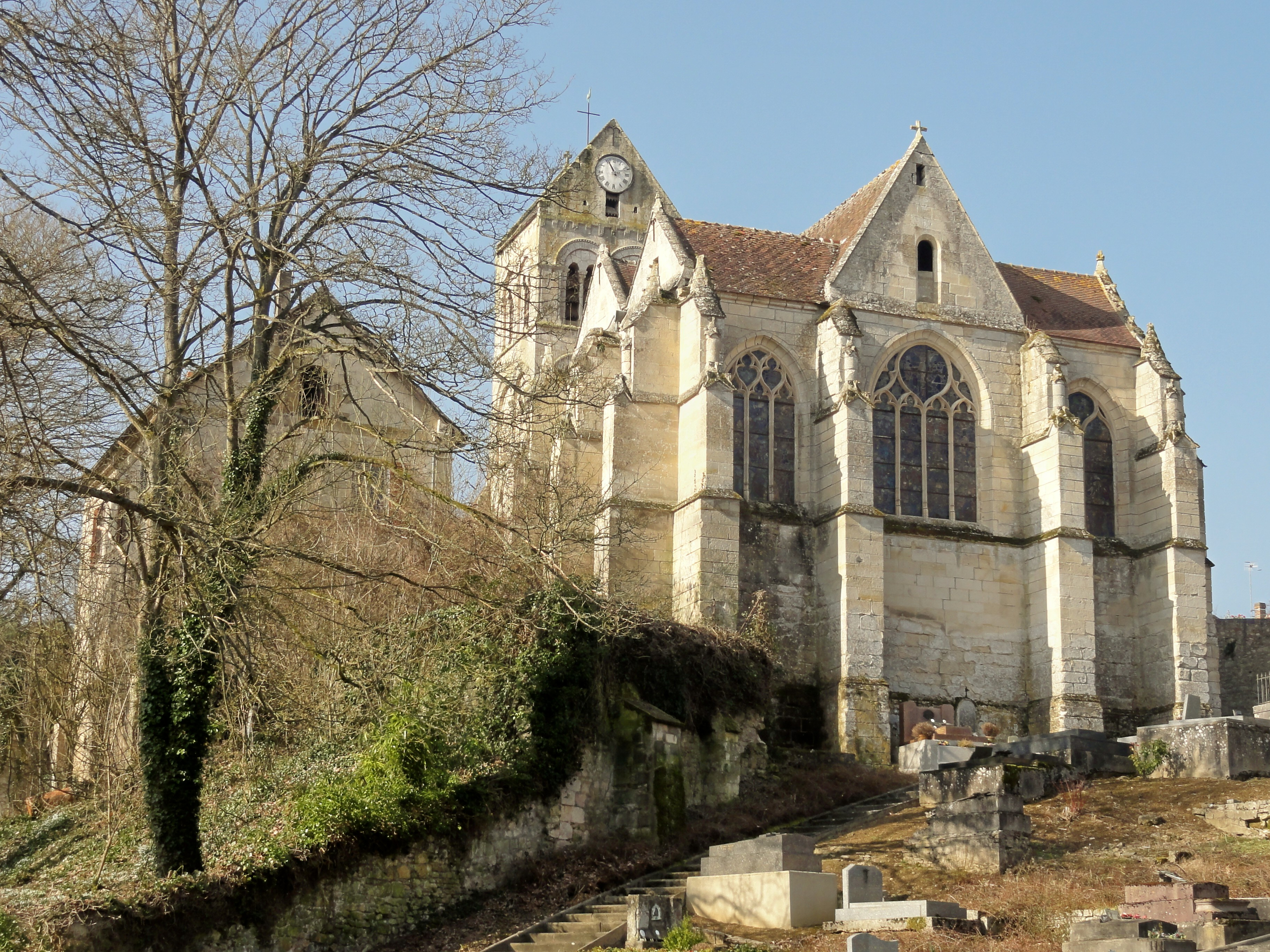
Vue depuis l'est.

Il n'y a guère à dire à propos des élévations latérales de la nef, dont l'on n'aperçoit que deux ou trois assises au-dessus des toits en appentis des bas-côtés, et celles des bas-côtés, qui sont dépourvues de contreforts, et ont les pourtours des fenêtres moulurés de la même façon qu'à l'intérieur, conformément à la règle générale. Il y a une corniche profilée d'un quart-de-rond, et les murs sont tantôt en pierre de taille, tantôt en moellons, avec des chaînages en pierre de taille à l'intersection des travées. Les parties orientales sont très soigneusement appareillées en pierre de taille. Historiquement parlant, elles commencent avant la fin des bas-côtés de la nef, comme le démontrent les fenêtres aux réseaux flamboyants des dernières travées, et les départs de voûte près des croisillons du transept. À l'extérieur, l'on note une sorte de demi-pignons, qui permettent de compenser la différence de hauteur entre les murs gouttereaux des bas-côtés, et la base des pignons des croisillons. Ces demi-pignons correspondent aux plafonds inclinés que l'on observe à l'intérieur. L'architecture du chœur-halle est plus recherchée à l'extérieur que ne le permettent de soupçonner les dispositions stéréotypées et visant à la simplification qui règnent à l'intérieur. Le parti général, avec les cinq pignons et la toiture du vaisseau central qui croise les toitures perpendiculaires des croisillons et des chapelles, sort du commun.
Comme fréquemment à la période flamboyante, l'effort décoratif se concentre sur les rampants des pignons et les contreforts. Tous les pignons sont sommés d'une croix en antéfixe ou d'un fleuron. Les rampants des pignons latéraux sont arrondis, en profil de deux doucines affrontées, et garnis de crochets. À la naissance des pignons, un glacis portant sur deux assises permet aux murs de gagner en épaisseur. Les contreforts sont de plan rectangulaire, et assez saillants. Ils se retraitent, y compris sur leurs flancs, par une plinthe moulurée après les premières assises, et par un larmier qui court à la limite des allèges. Ces deux éléments de scansion concernent l'ensemble des parties orientales. À mi-hauteur des fenêtres, les contreforts se retraitent latéralement par un larmier, et de face par un ressaut beaucoup plus important, amorti par un chaperon en bâtière garni de crochets, sur lequel s'appuie une courte demi-colonne engagée dans la face frontale de la partie supérieure du contrefort. Au bout de deux assises, celle-ci se termine par une sorte de clocheton appliqué, garni de crochets. Particulièrement curieux est le glacis sommital des contreforts, car il ne concerne que la partie antérieure, et supporte un gros pinacle trapu de plan circulaire, garni de crochets. Ces pinacles sont incomplets, car se limitant à leur partie antérieure, sans doute parce que la partie postérieure demeurerait invisible depuis la plupart des points de vue. Il y a des corniches composées d'un cavet et d'un tore.

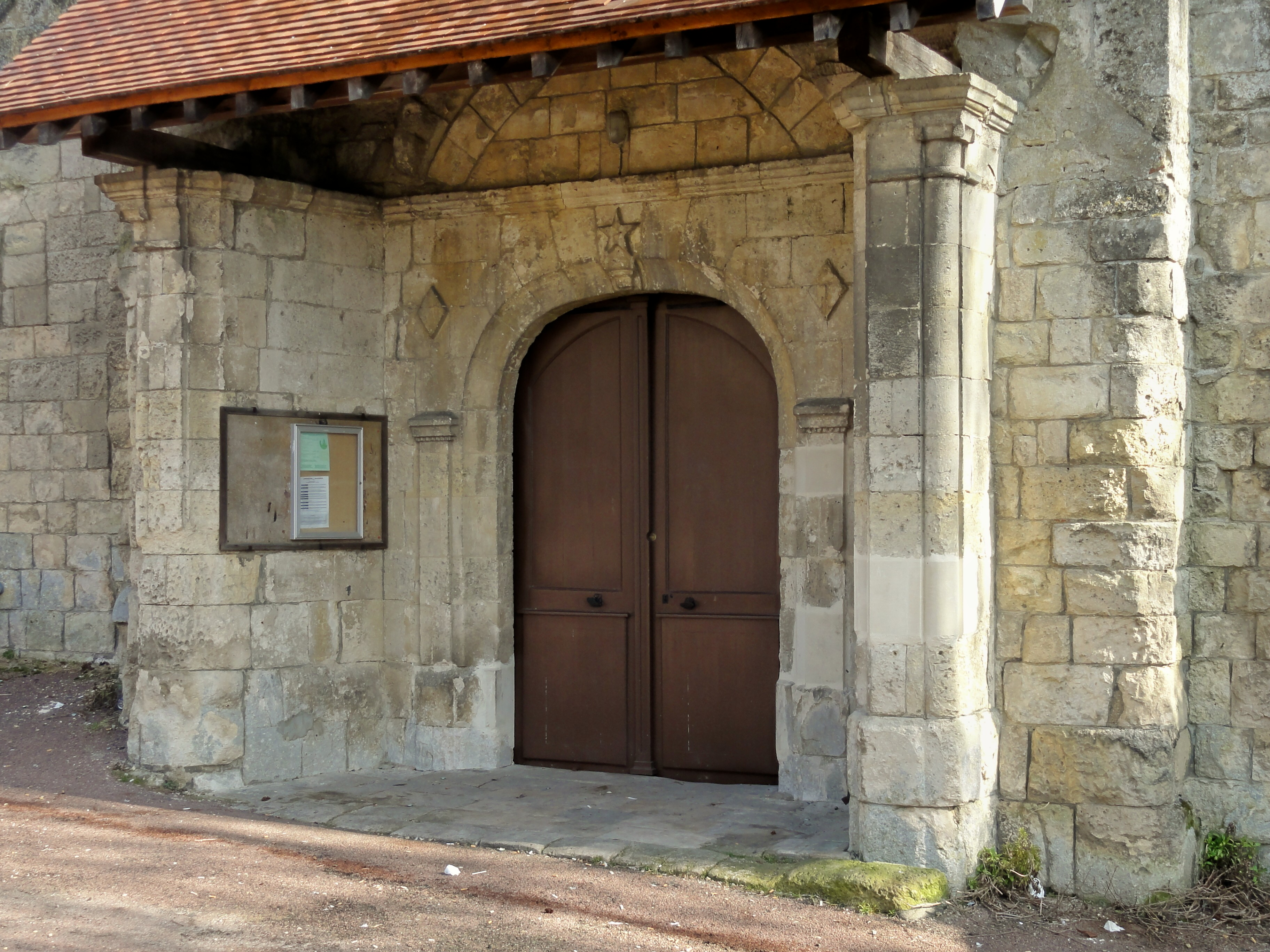
Portail occidental du clocher et porche.
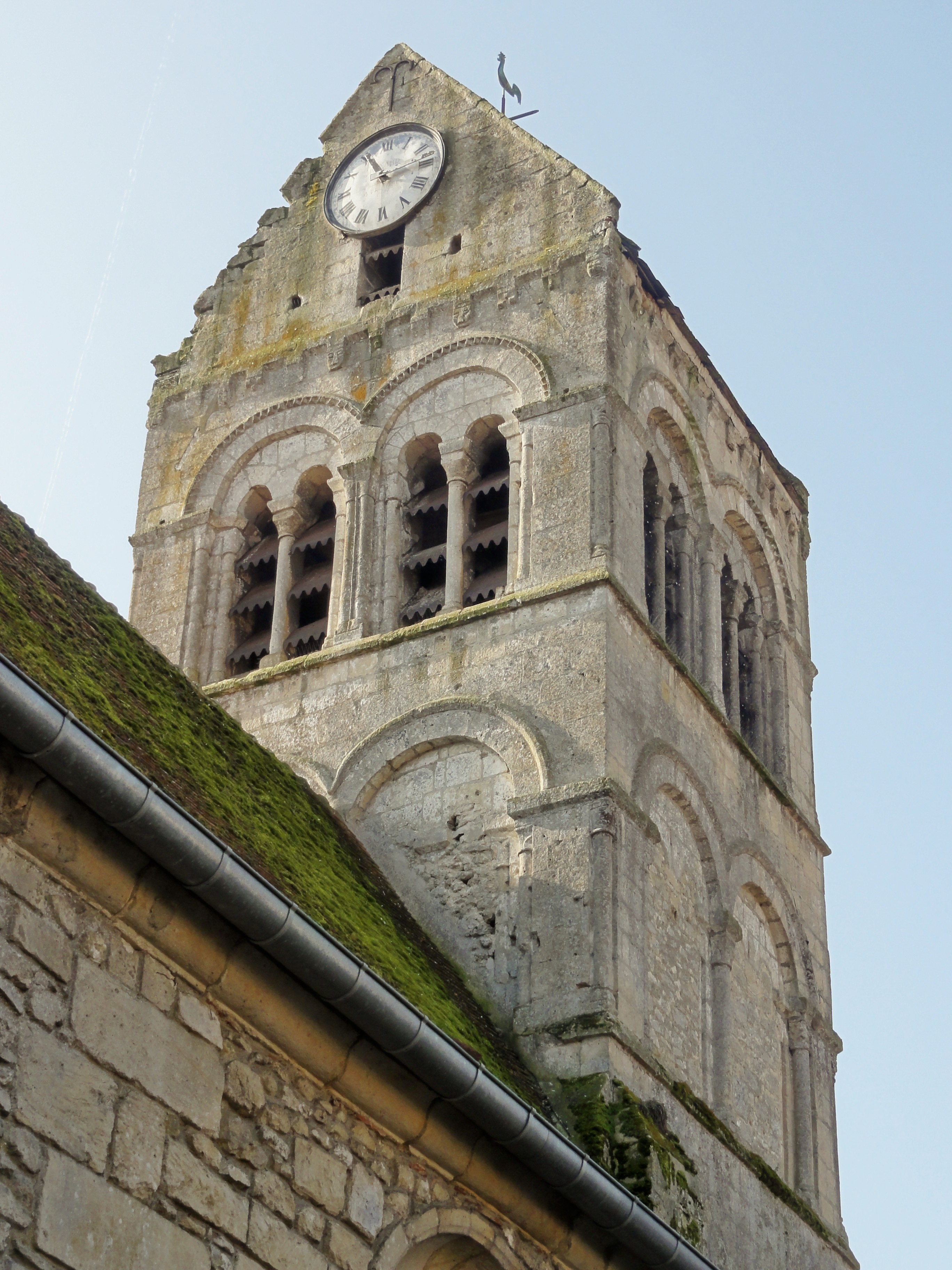
Clocher, vue depuis le nord-est.
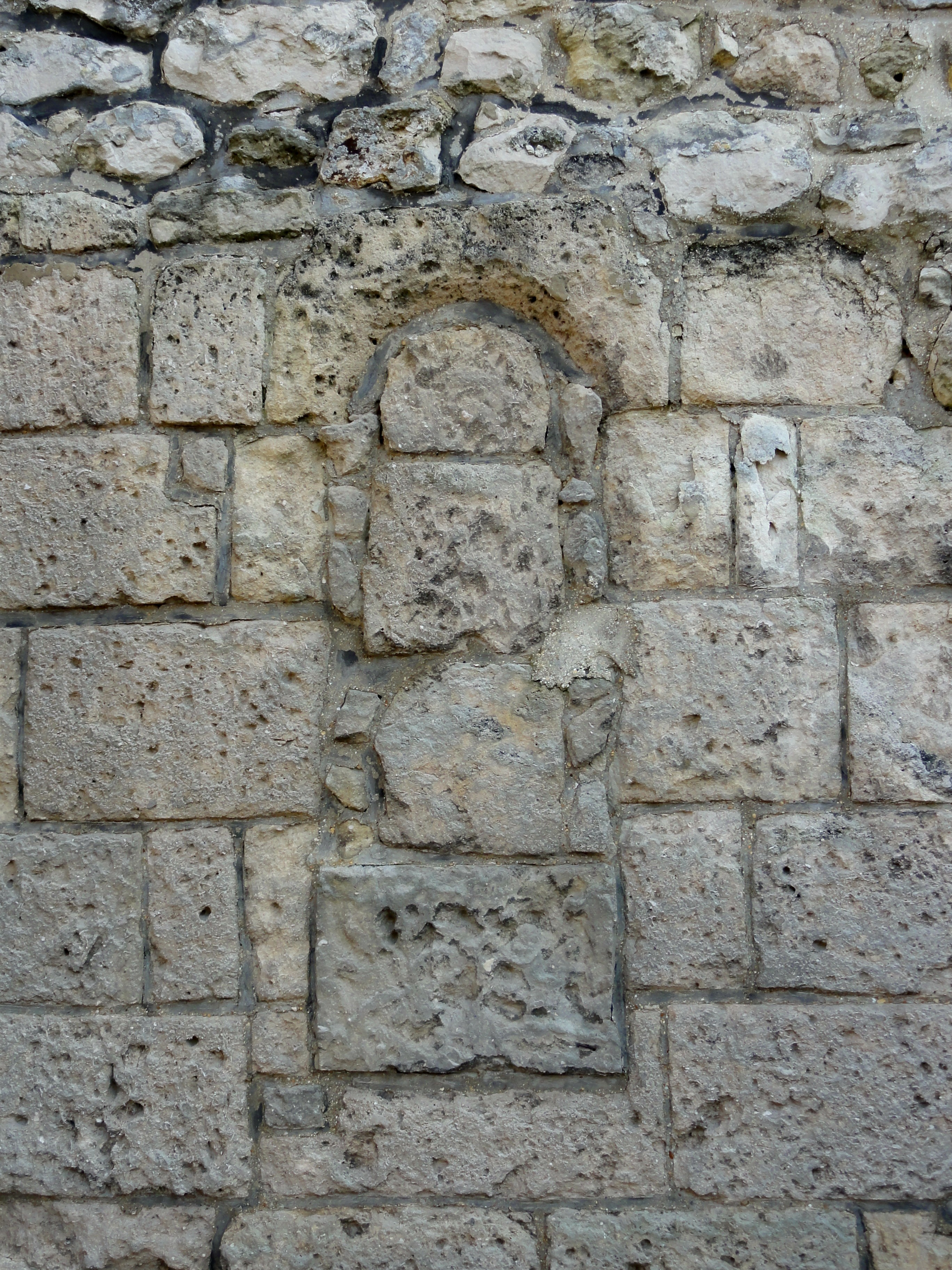
Bas-côté sud, baie occidentale bouchée.
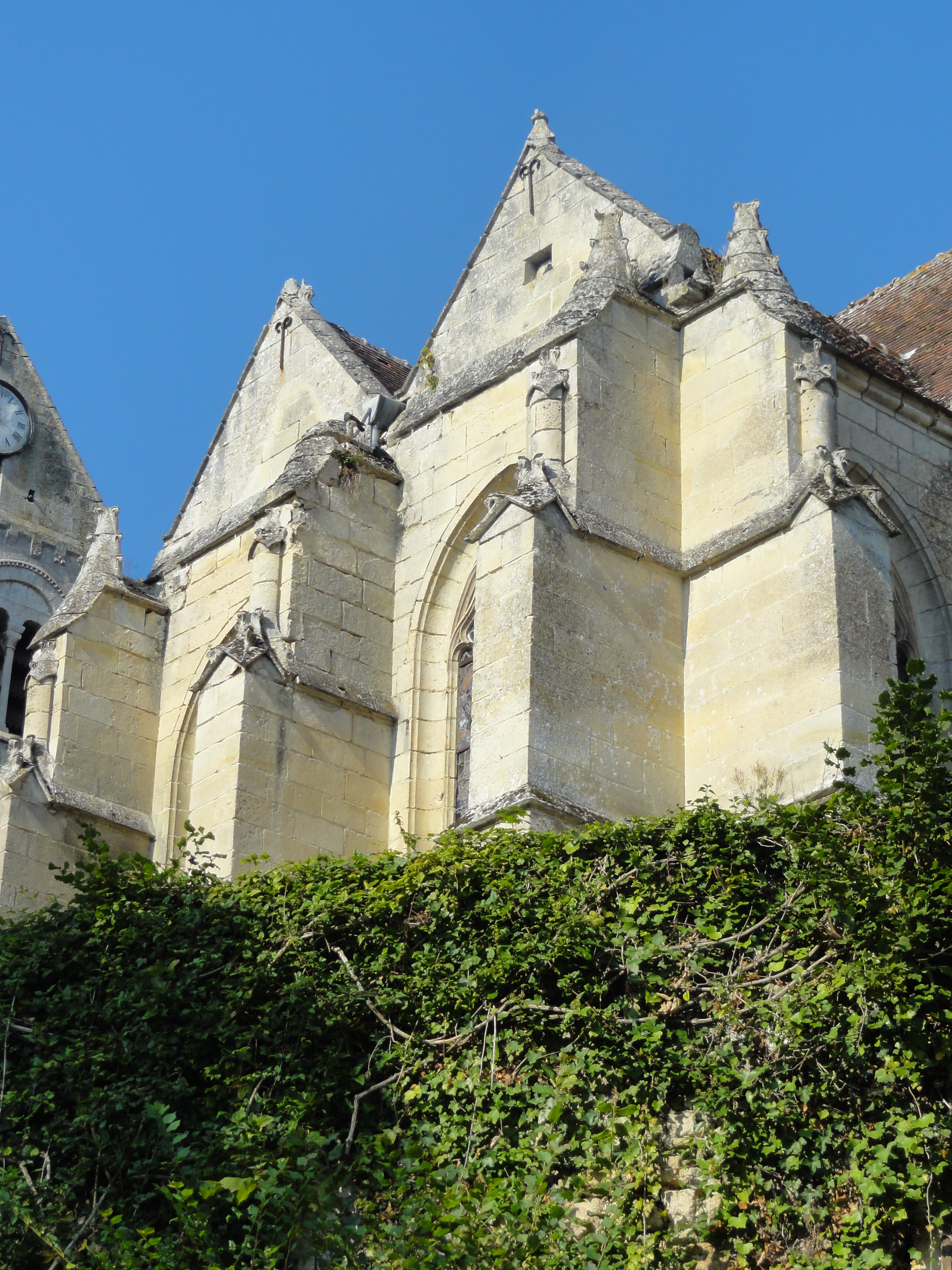
Croisillon et chapelle sud, vue depuis le sud-est.
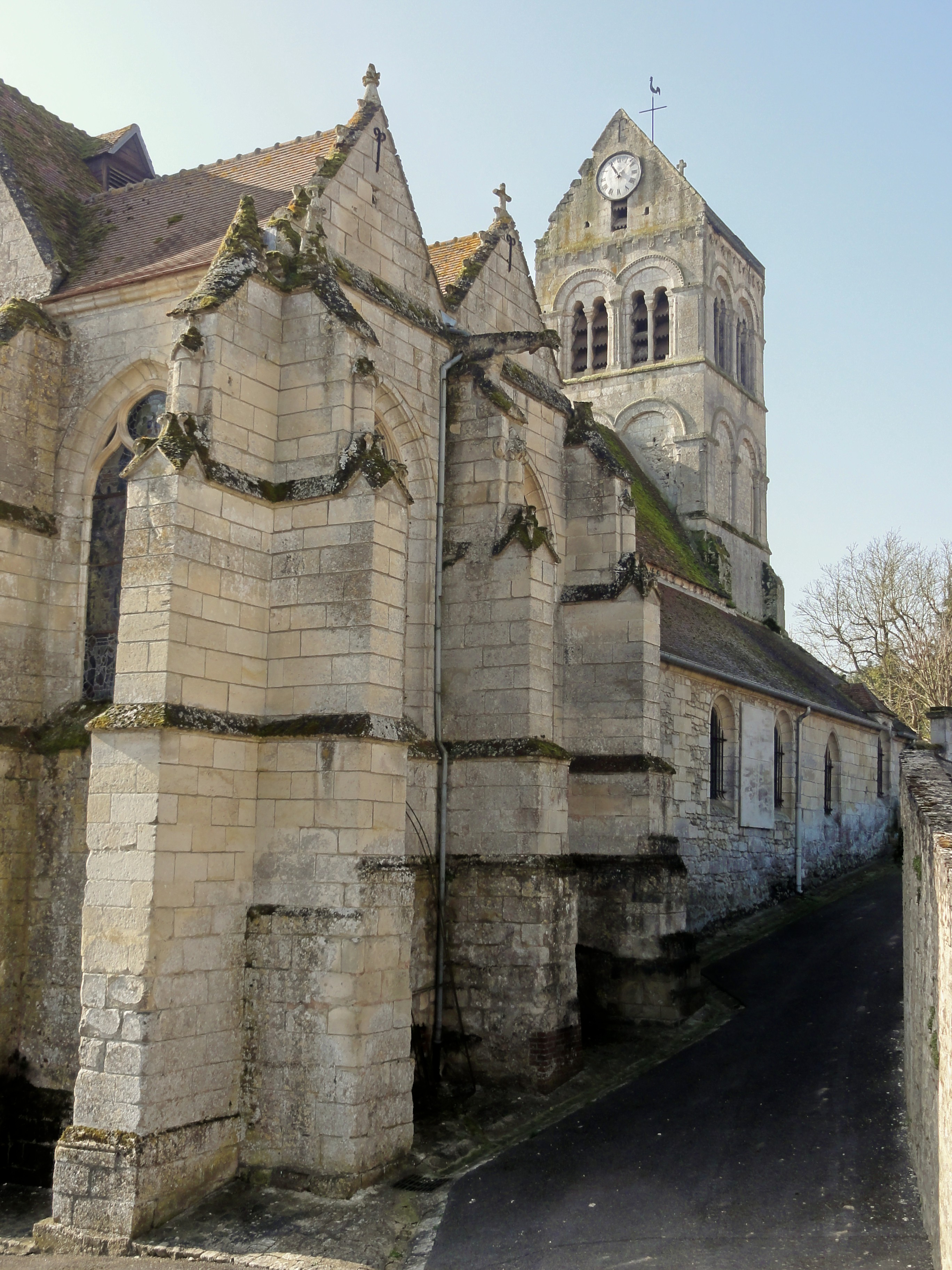
Vue depuis le nord-est.
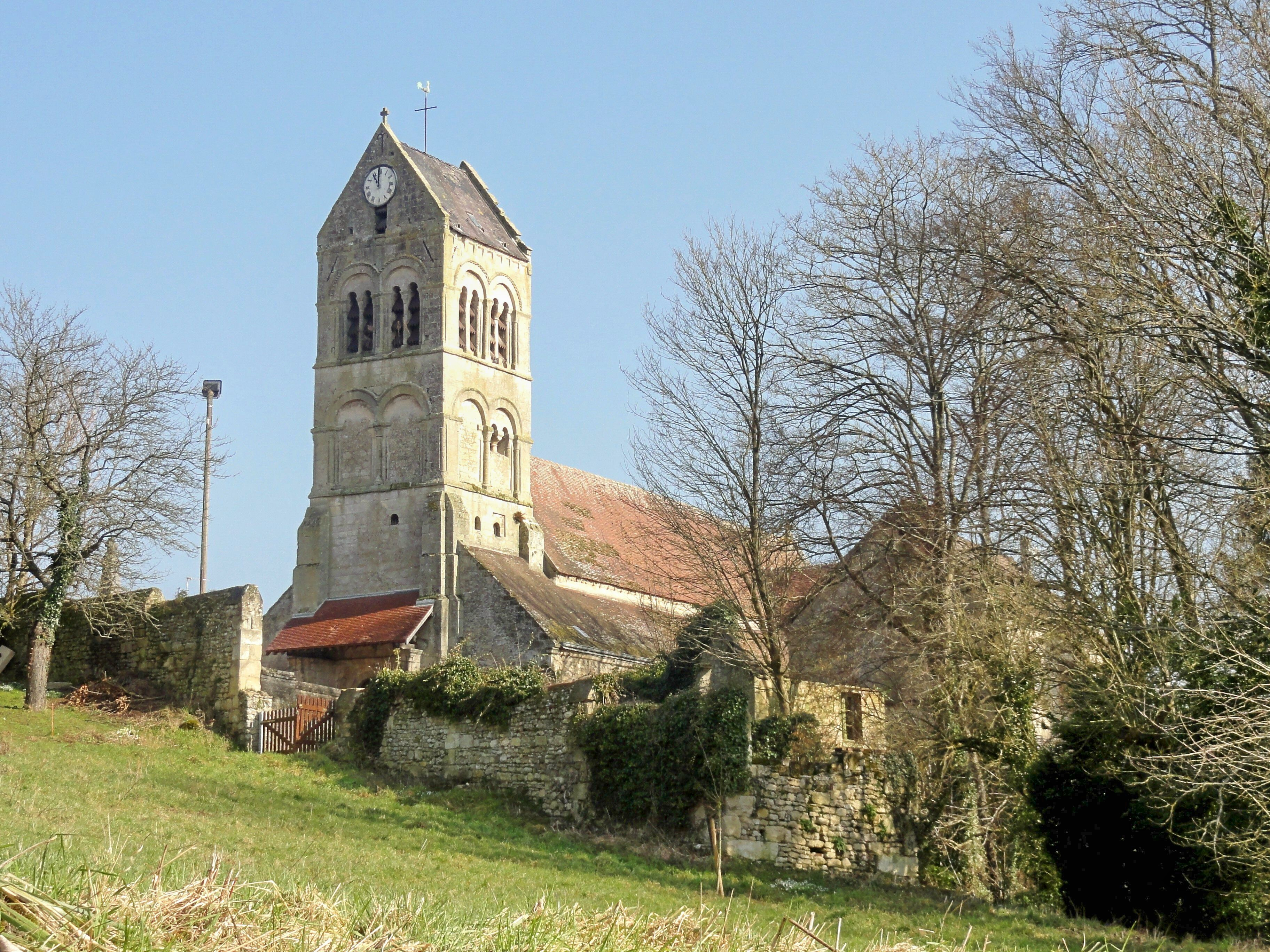
Vue depuis la ruelle des Grands Jardins.

### Mobilier

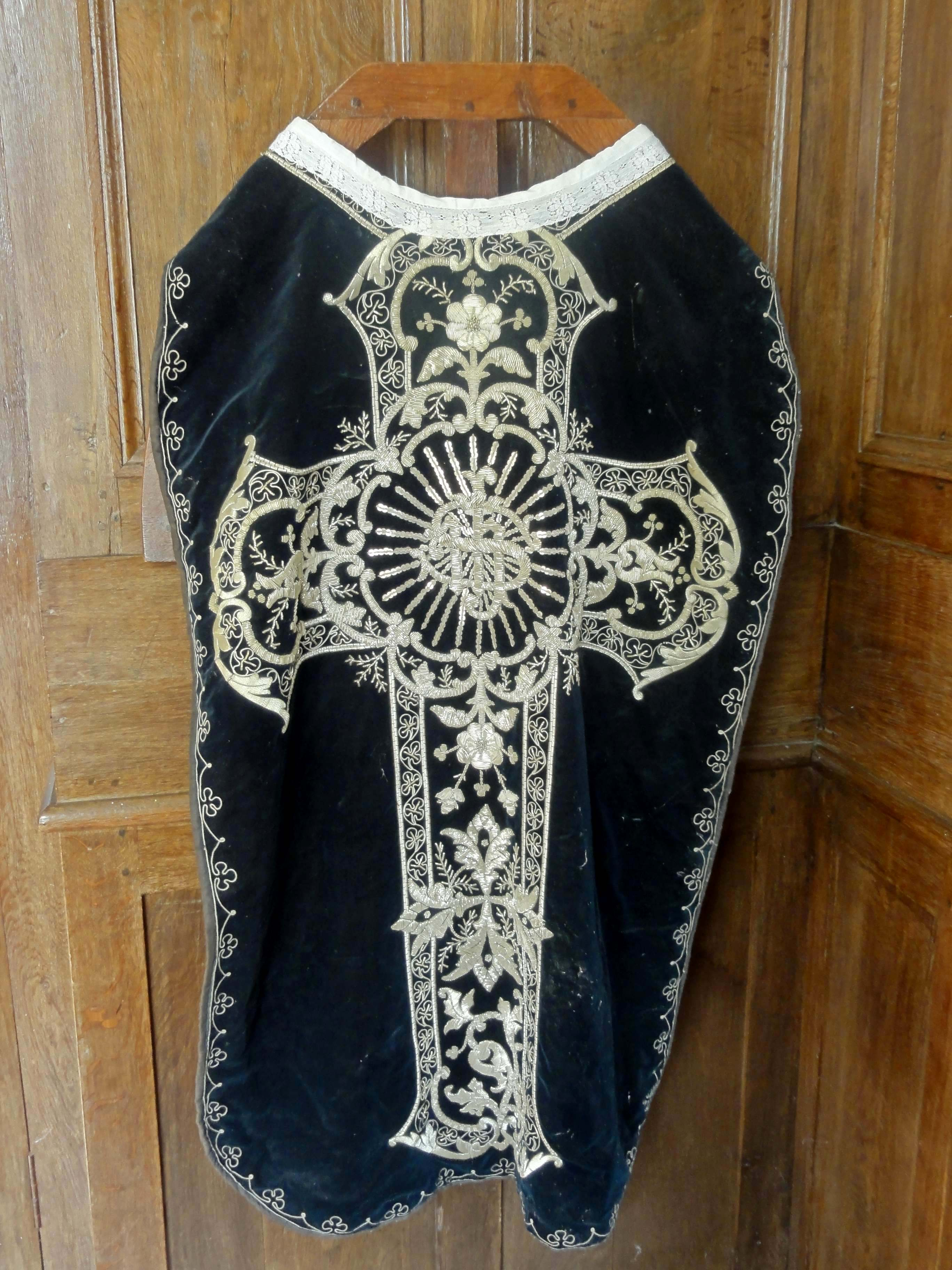
Chasuble (non classée).

Parmi le mobilier de l'église, les fonts baptismaux et quatre œuvres de sculpture sont inscrits monument historique au titre objet depuis septembre 1991. Cinq verrières des années 1540 sont classées quant à elles depuis décembre 1908. Elles constituent l'un des ensembles les plus remarquables de verrières Renaissance en milieu rural dans l'Oise, avec Chevrières et Fresnoy-la-Rivière. Également classées au titre objet sont trois chapes du XVIIe siècle, en damas vert, avec des orfrois brodés, et des chaperons assortis. Ces chapes et chaperons ont disparu depuis leur classement en janvier 1913. En revanche, l'église possède encore des chasubles richement brodées.

### Sculpture
- Les fonts baptismaux, en pierre calcaire, se composent d'un pied sous la forme de deux tambours, et d'une cuve baptismale à infusion de plan ovale, dont la partie inférieure et la partie supérieure sont décorées de plusieurs moulures. Il y a des restes d'une polychromie ancienne, probablement en ocre rouge, mais pas le moindre décor sculpté. Ces fonts ne sont pas datés, mais paraissent flamboyants[10]. Le couvercle en bois comporte un décor en marqueterie représentant une étoile à cinq branches, symbole visible sur l'une des clés de voûte.
- La statue de saint Jean provenant de la poutre de gloire, déjà mentionnée, est abritée dans une niche en haut du mur occidental de la nef. Elle est en bois taillé, et mesure 81 cm de hauteur. Cette statue n'est pas datée[11].
- La statue de sainte Catherine, en pierre polychrome, mesure 78 cm de hauteur, sans sa base qui s'est perdue, et n'est pas datée. La martyre n'est pas accompagnée de la roue habituelle, qui fut l'un des instruments de son martyre. Ses attributs sont ici une glaive et un livre ouvert tourné vers le spectateur[12].
- La statue d'un saint évêque sans attribut, en pierre polychrome, mesure 96 cm de hauteur, et n'est pas non plus datée. Les deux mains manquent. L'on note la décoration soignée de la mitre, la broche qui maintient son manteau, et les franges de sa chape. Le patron de l'église étant saint Remi, évêque de Reims, l'on peut supposer que c'est lui qui est représenté[13].
- Un Christ en croix, en bois taillé, mesure 116 cm de hauteur et 70 cm de largeur, et date du XVe et du XVIe siècle[14] (sans illustration).
- Non classés, mais remarquables pour leur qualité, sont deux bénitiers d'applique en faïence, d'inspiration Art nouveau. Ils se composent d'une console sous la forme d'une tête de chérubin flanquée de deux ailes, et d'une vasque imitant la coquille d'un bénitier géant.

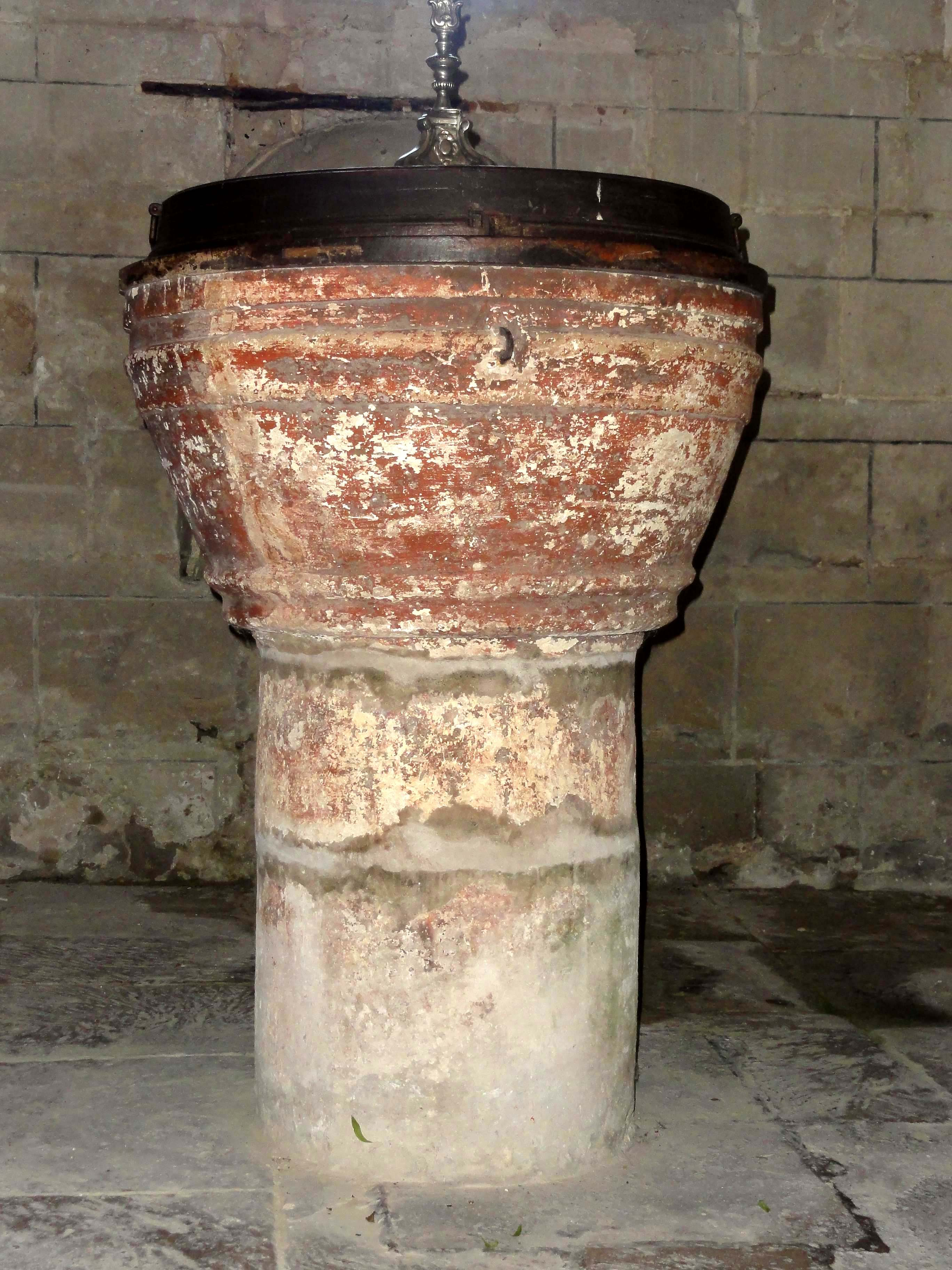
Fonts baptismaux.
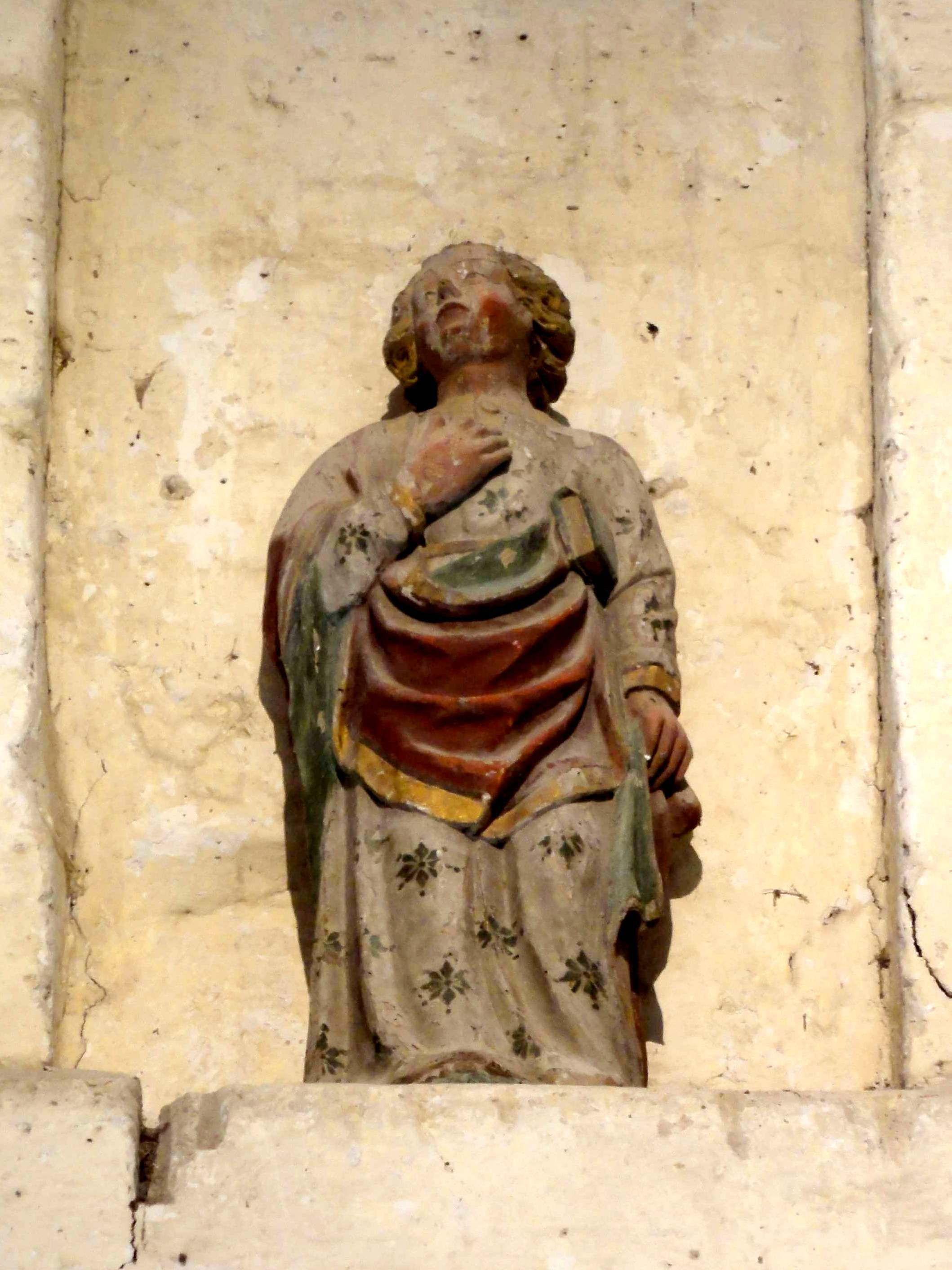
Saint Jean.
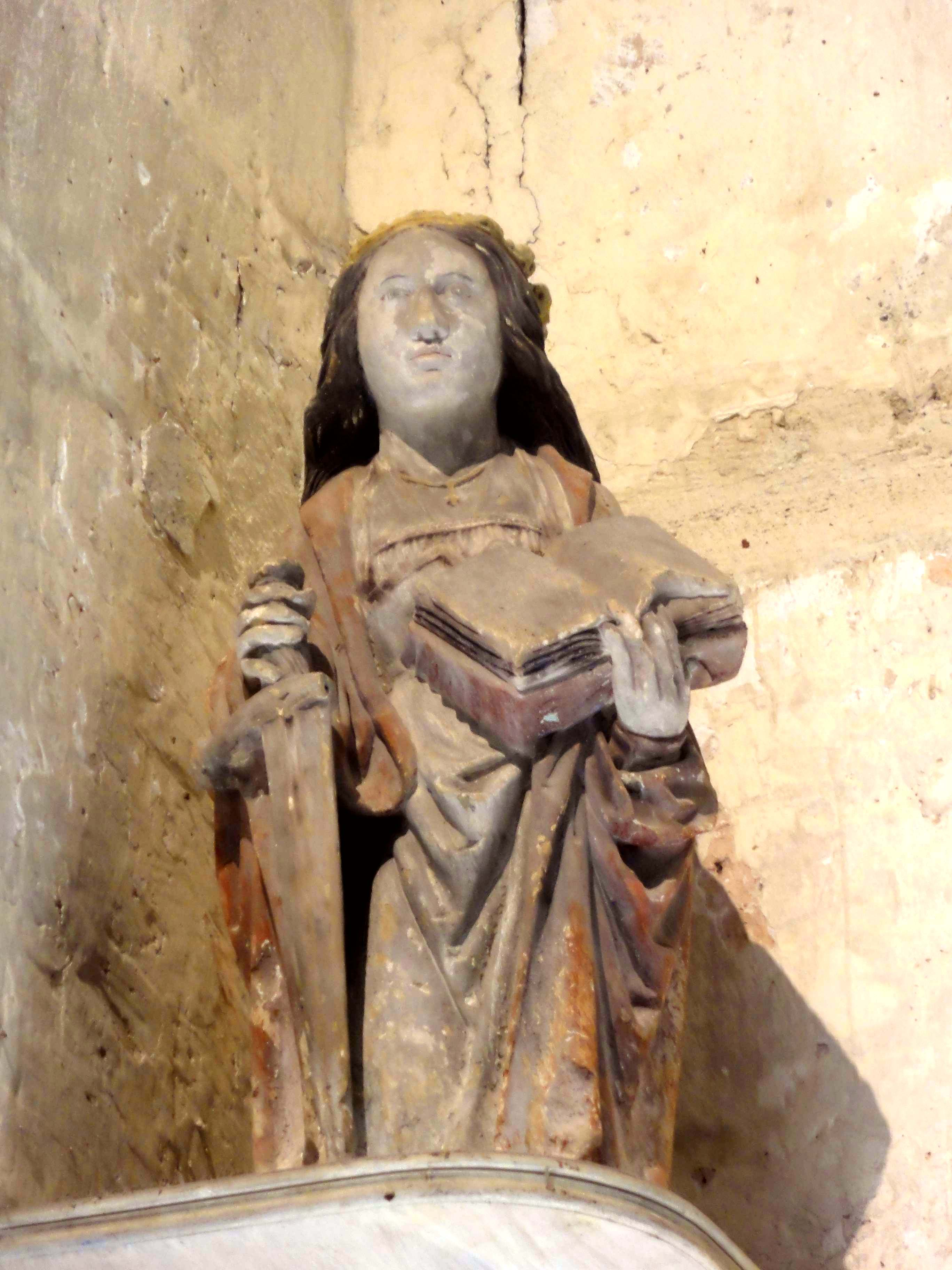
Sainte Catherine.
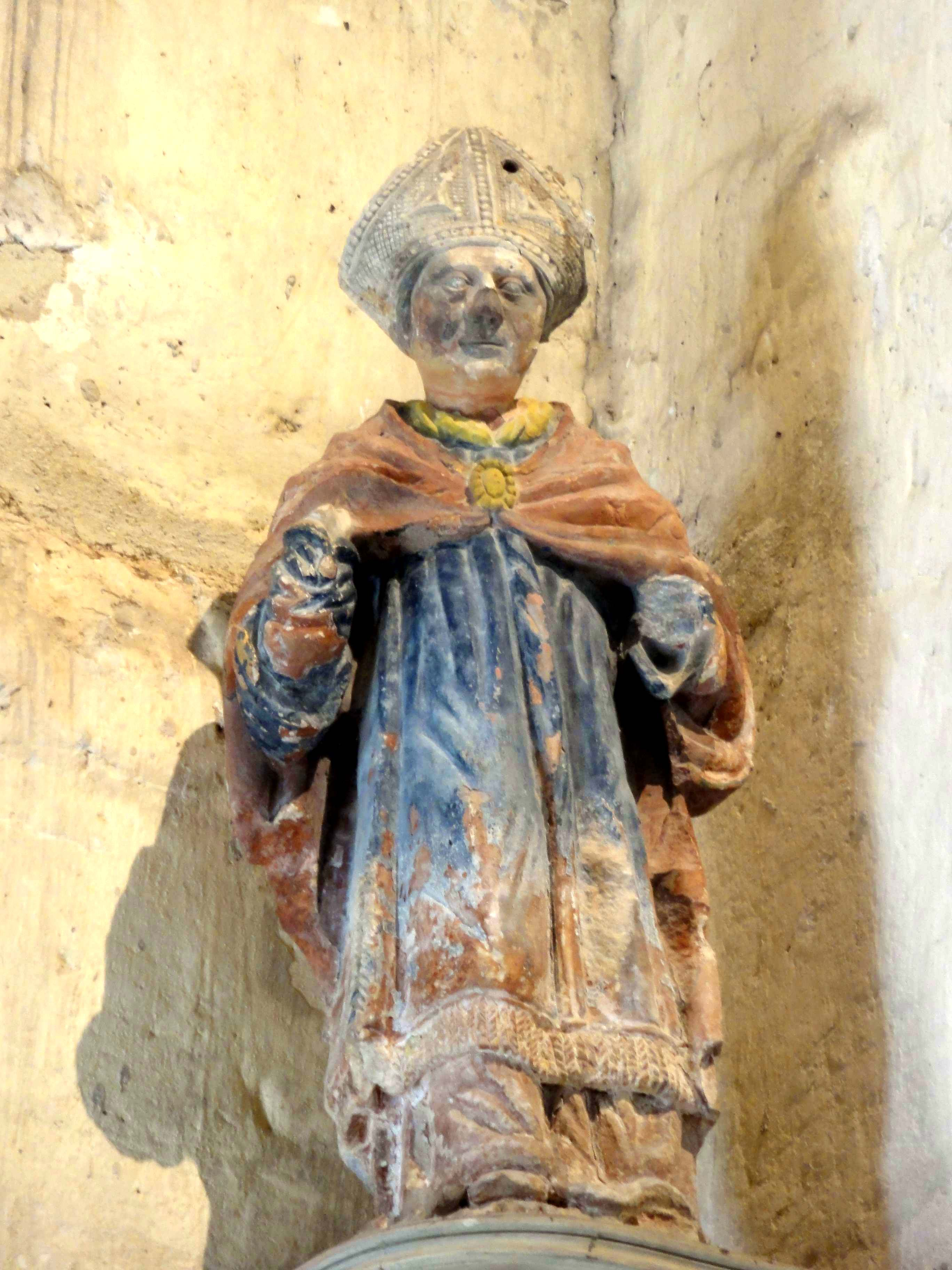
Saint évêque.
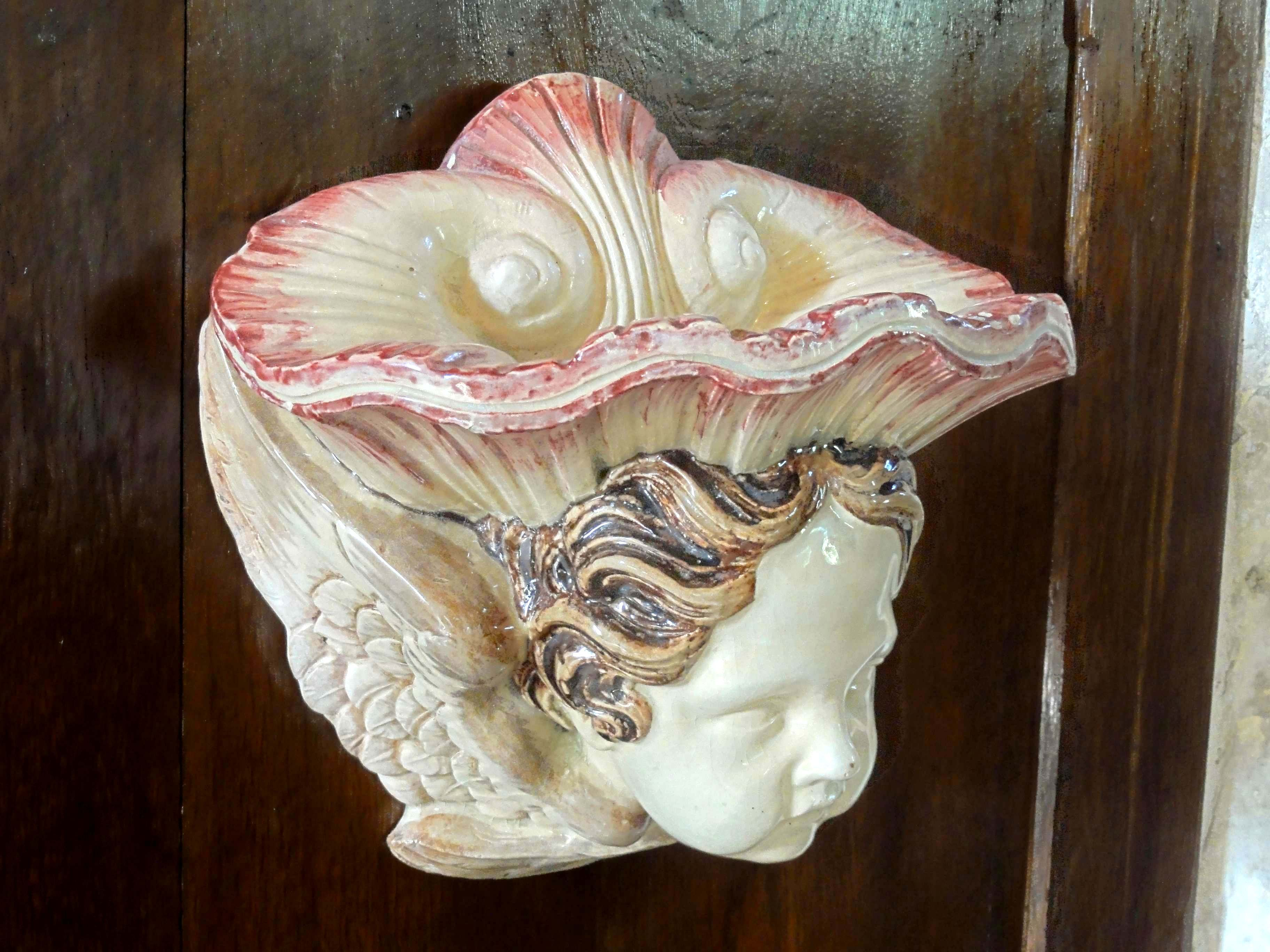
Bénitier en faïence.

### Vitraux

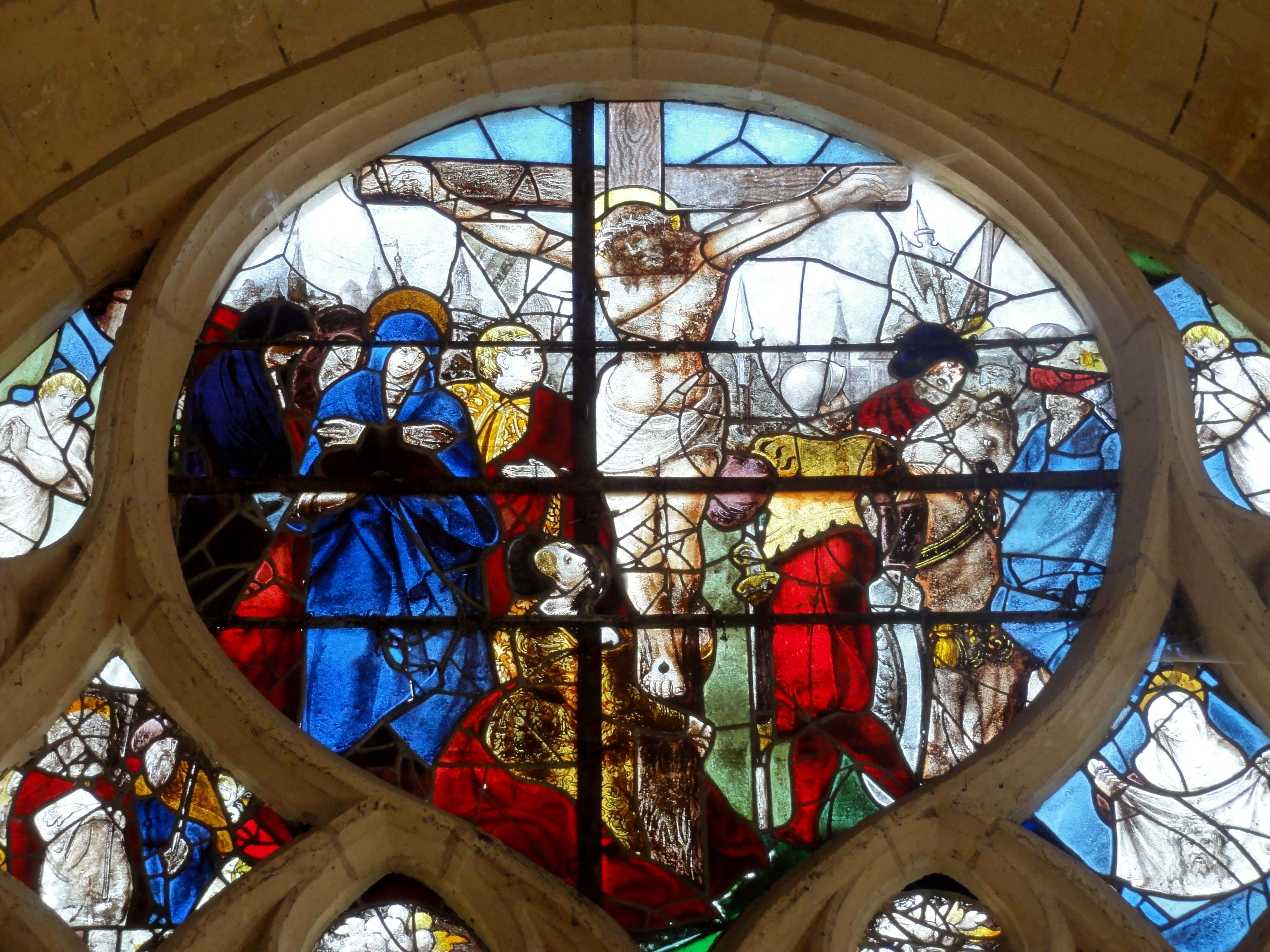
Verrière n° 0 - Crucifixion.

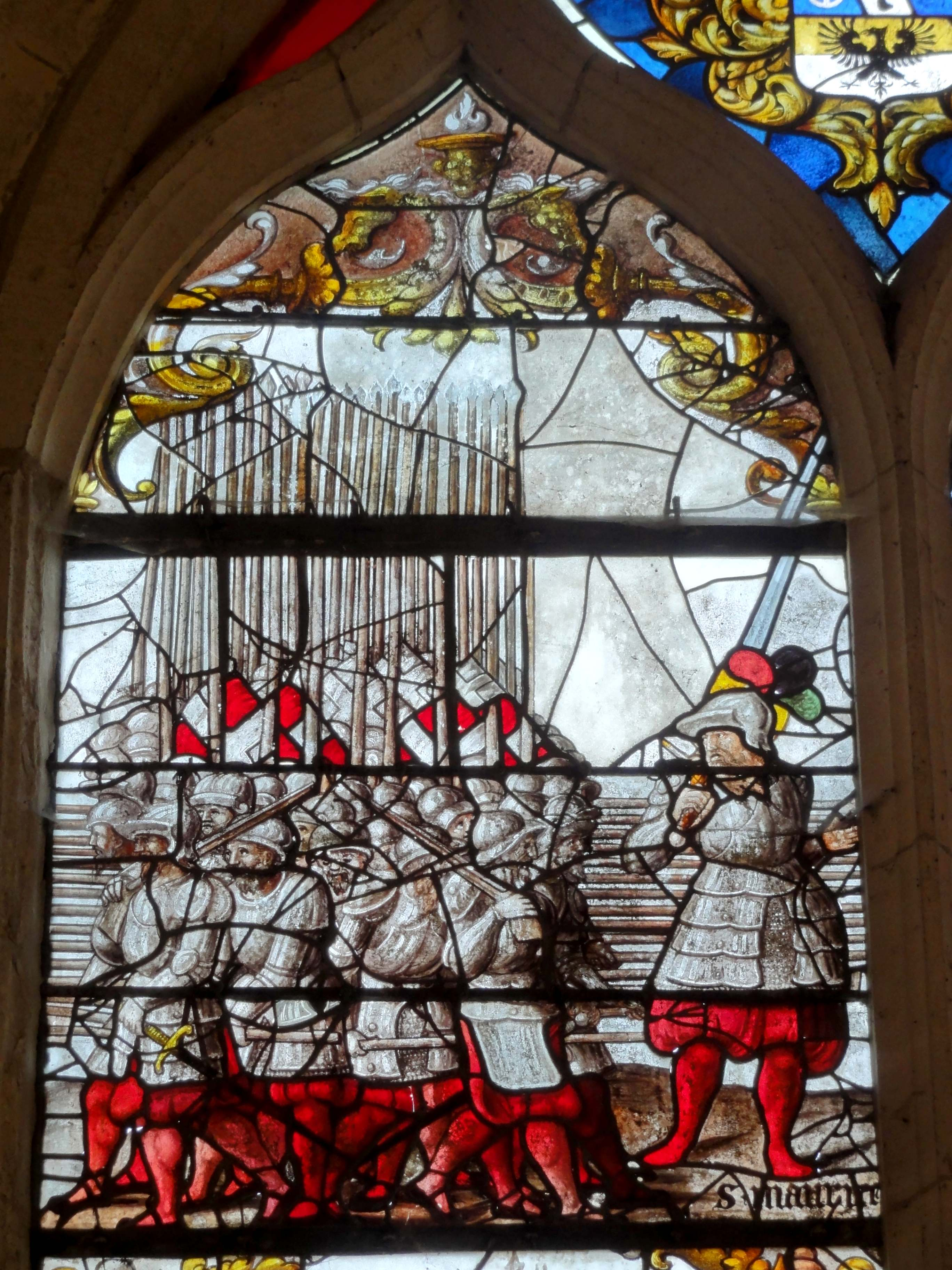
Verrière n° 1 - St Maurice.

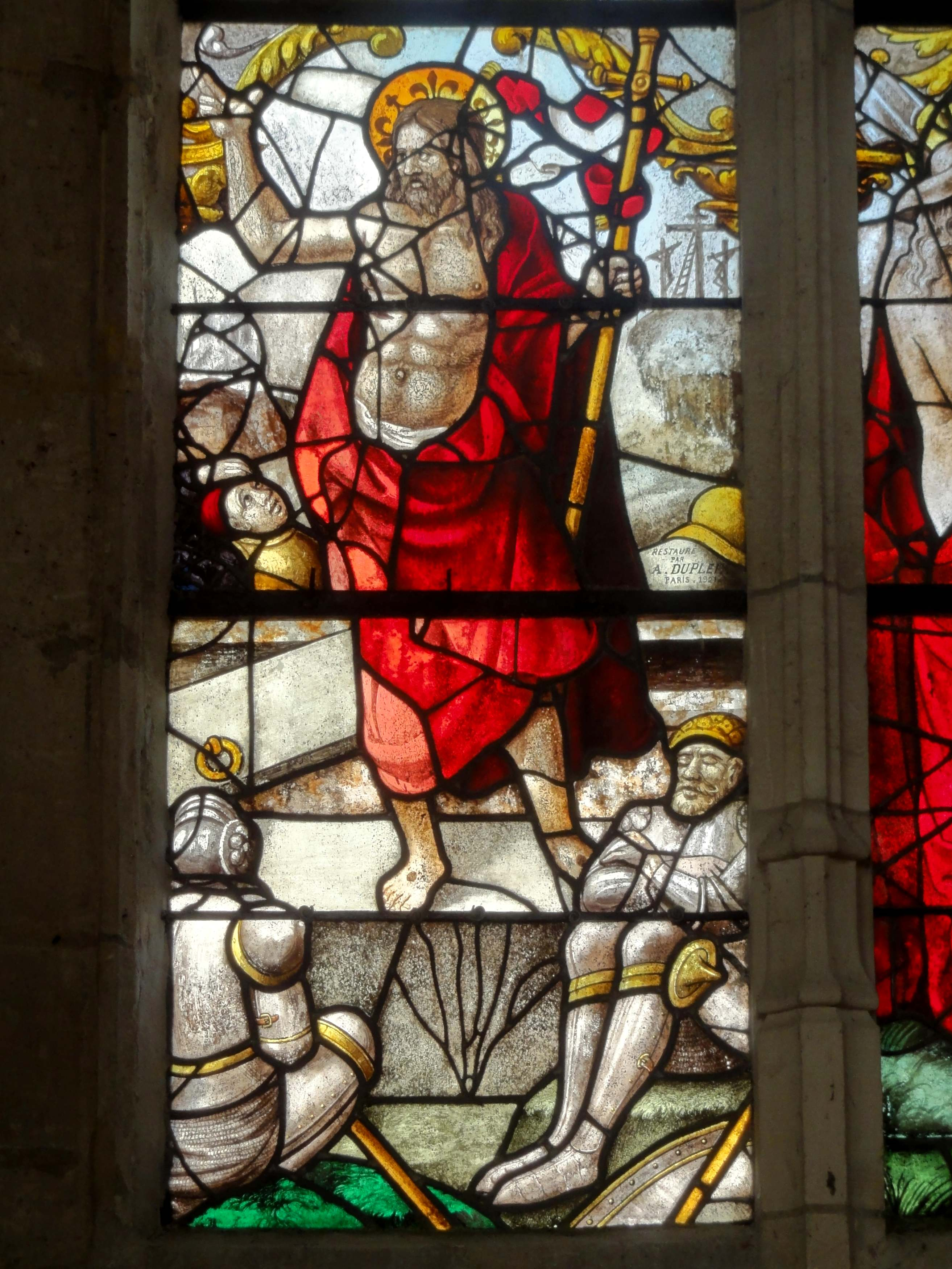
Verrière n° 3 - Résurrection du Christ.

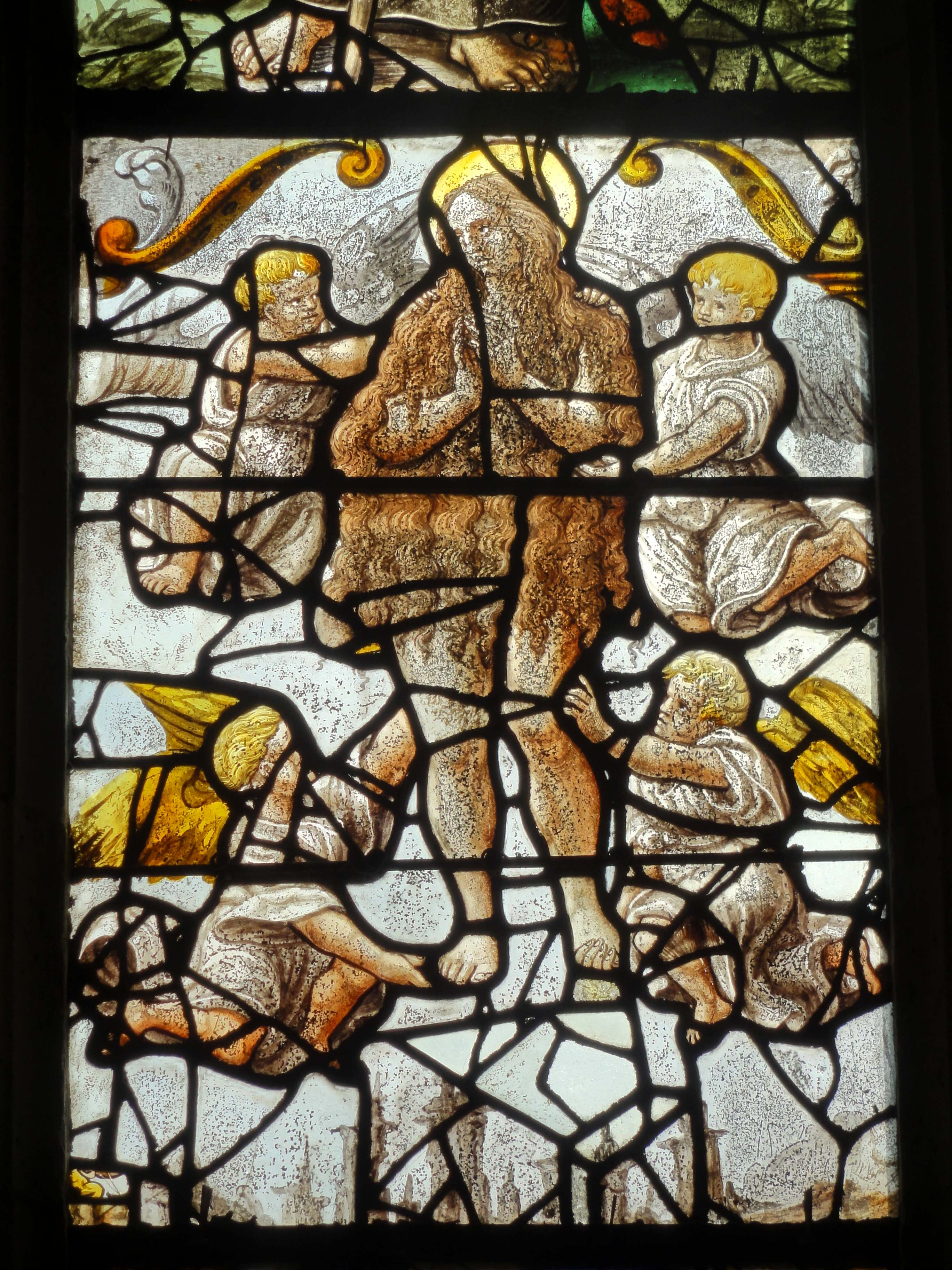
Verrière n° 4 - saint Jean-Baptiste.

- La verrière d'axe du chevet (n° 0) contient un ensemble cohérent de vitraux dédié à la Passion du Christ. C'est la plus grande de l'église. Elle a été réalisée vers 1540, et restaurée par Dupleix en 1921, puis une seconde fois en 1948. Son effet est altéré par les très nombreux plombs de casse et bouches-trous, qui compensent des manques tout en entravant la lisibilité de certains panneaux. Il y a trois registres, qui se lisent de gauche à droite, et du bas vers le haut. Le registre supérieur correspond au tympan. Le premier registre illustre l'entrée de Jésus-Christ à Jérusalem sur un âne ; le baiser de Judas et l'arrestation de Jésus ; Jésus devant le prêtre Caïphe ; et un donateur en surplis agenouillé présenté par saint Jean-Baptiste, son patron, ce qui permet de connaître le prénom de l'ecclésiastique. Les panneaux du deuxième registre se caractérisent par un décor architecturé qui occupe le quart supérieur, dont les têtes trilobées des lancettes. Ces panneaux montrent Jésus devant Ponce Pilate ; la flagellation de Jésus ; Pilate se lavant les mains ; et Jésus chargé de la croix. La partie supérieure de ce panneau manque, et a été remplacé par deux donatrices. Le troisième registre comporte notamment le grand soufflet avec le vitrail de la Crucifixion. Le losange de droite montre Véronique tenant son voile où l'effigie du Christ a laissé son empreinte. Le sujet de l'autre losange reste à déterminer. Chacun des deux soufflets présente un ange musicien en bas, et un ange adorateur en haut[15].
- La verrière au chevet de la chapelle latérale nord (n° 1), la seule à deux lancettes, ne possède pas de programme iconographique fédérateur, et est surtout hagiographique. Il y a quatre registres. Le registre inférieur ne date que du XIXe siècle, et montre saint François d'Assise en habit de diacre ; sainte Luce (Lucie de Syracuse) ; saint Armand ; sainte Berthe ; Henri II du Saint-Empire ; et sainte Marie-Madeleine. Le deuxième registre fait intervenir les saints Rustique et Éleuthère, compagnons de saint Denis, sur un même et large panneau ; sainte Anne apprenant à lire à la Vierge Marie (l'Éducation de la Vierge) ; et sainte Barbe à côté de la tour où elle fut enfermée par son père. Le troisième registre met en scène la légion thébaine commandée par saint Maurice d'Agaune, sujet rarement traité, et l'Adoration des Mages devant les débris d'un temple. Ce dernier panneau pourrait provenir d'une autre verrière, celle de l'un des croisillons du transept, où ne restent que d'infimes fragments. Le quatrième registre se limite au grand soufflet, qui contient les armoiries installées au XIXe siècle de la famille des Friches Doria (écartelé : au premier et au quatrième d'azur à la bande d'argent chargée de trois défenses de sanglier de sable, accompagnée de deux roues d'argent, au deuxième et au troisième coupé d'or et d'argent à l'aigle de sable lampassée, membrée et couronnée d'or brochant sur la partition)[16]. Conformément à ces armories, le commanditaire des vitraux du premier registre ne peut être que François des Friches Doria (1853-1935), fils d'Armand Doria, maire d'Orrouy de 1896 à sa mort, qui y a fait figurer les saints patrons des membres de sa famille[17].
- La verrière au chevet de la chapelle latérale sud (n° 2), dite de l'autel Saint-Joseph, recueille apparemment les vitraux restants de deux verrières différentes. Elle date de 1541 ou 1542, et a été restaurée par Dupleix en 1921, puis une seconde fois en 1948. La verrière rassemble une majorité de panneaux hagiographiques, mais sur les trois premiers des quatre registres, un tiers des panneaux représente uniquement des donateurs ou donatrices. Sur le premier registre, l'on voit saint Charles Borromée ; saint Étienne, diacre et premier martyr de la Chrétienté ; et saint Jules pape. Le deuxième registre montre deux donateurs, accompagnés d'une inscription dont la première ligne se trouve en bas du panneau au-dessus : « […]ur dom[…] et verdellot et a […]ard sa fem[m] ont don[n]e [ceste] [ver]riere. 1542 » ; saint Mathurin, accompagné d'un jeune malade lui tenant un phylactère ; et quatre donatrices. Le vitrail de saint Mathurin est de la même facture que les panneaux du premier registre. Le troisième registre présente un noble homme, agenouillé en donateur ; une Pietà, qui détonne dans le contexte donné tout comme l'Adoration des Mages de la verrière précédente ; et saint Nicolas à côté d'un baquet contenant les trois jeunes enfants qu'il a ressuscités. L'inscription est : « Mathieu du […] et Nicolle de Vienne sa fem[m]e o[n]t don[n]e ceste verrier[e] mil v c xli […] » (1541). Enfin, les deux soufflets du quatrième registre contiennent l'agneau pascal et des bordures Renaissance, et les écoinçons, le soleil et la lune en bas, et la colombe du Saint-Esprit en haut[18].
- La verrière latérale de la chapelle latérale nord (n° 3), dite de la Résurrection, est à la fois la mieux conservée de l'église, même si cet état pourrait résulter des restaurations consécutives au XIXe siècle, en 1921 et 1948, et présente le programme iconographique le plus cohérent, sans panneaux contenant uniquement des donateurs que l'on trouve même sur la verrière de la Passion du Christ, avec tout juste un soufflet contenant des armoiries. Comme sur la verrière d'axe, il n'y a que trois registres. Le registre inférieur illustre la Résurrection de Jésus ; l'Apparition à Marie-Madeleine ; et les disciples d'Emmaüs. Le registre médian met en scène l'Incrédulité de Thomas ; l'Ascension ; et la Pentecôte. Les soufflets du registre supérieur affichent une Mise au tombeau, qu'il faudrait placer chronologiquement au tout début ; et des armoiries, qui sont les mêmes que sur la verrière au chevet de la même chapelle, refaites au XIXe siècle[19].
- La verrière latérale de la chapelle latérale sud (n° 4) est une troisième verrière à dominance hagiographique, avec toutefois deux sujets bibliques, et l'absence de panneaux représentant uniquement des donateurs, à l'instar de la verrière en face au nord. Les trois vitraux hagiographiques en bas sont de la même facture que ceux en bas de la verrière au chevet de la même chapelle. La verrière a été réalisée vers 1540, et restaurée par Dupleix en 1921, puis une seconde fois en 1948. Il y a quatre registres. Le premier registre montre saint Blaise ; saint Remi de Reims, patron de l'église ; et saint Nicolas, qui apparaît également sur la verrière voisine, au chevet de la même chapelle. Sur le deuxième registre, l'on voit deux donateurs qui prient devant le Christ, panneau assez hétéroclite ; saint Jean-Baptiste entouré de quatre anges, accueilli au Ciel après son martyre ; et saint Michel terrassant le dragon et pesant les âmes. Le troisième registre est consacré à saint Arnoul, patron d'un important prieuré clunisien dans la ville voisine de Crépy-en-Valois ; saint Antoine le Grand ou l'Ermite, accompagné d'un cochon, son principal attribut ; et le baptême du Christ dans le Jourdain en présence d'une femme. Enfin, le quatrième registre comporte deux soufflets, renfermant des vitraux représentant saint Fiacre et, pour une troisième fois, et une deuxième fois sur la même verrière, saint Nicolas, ainsi que les armoiries de la famille de Fay d'Athies[20].
- La verrière du croisillon sud (n° 6) rassemble des bordures Renaissance dans les deux soufflets, tandis que l'écoinçon au sommet contient une représentation de Dieu le Père, coiffé de la tiare et tenant un orbe. Ces vitraux ne sont pas classés.

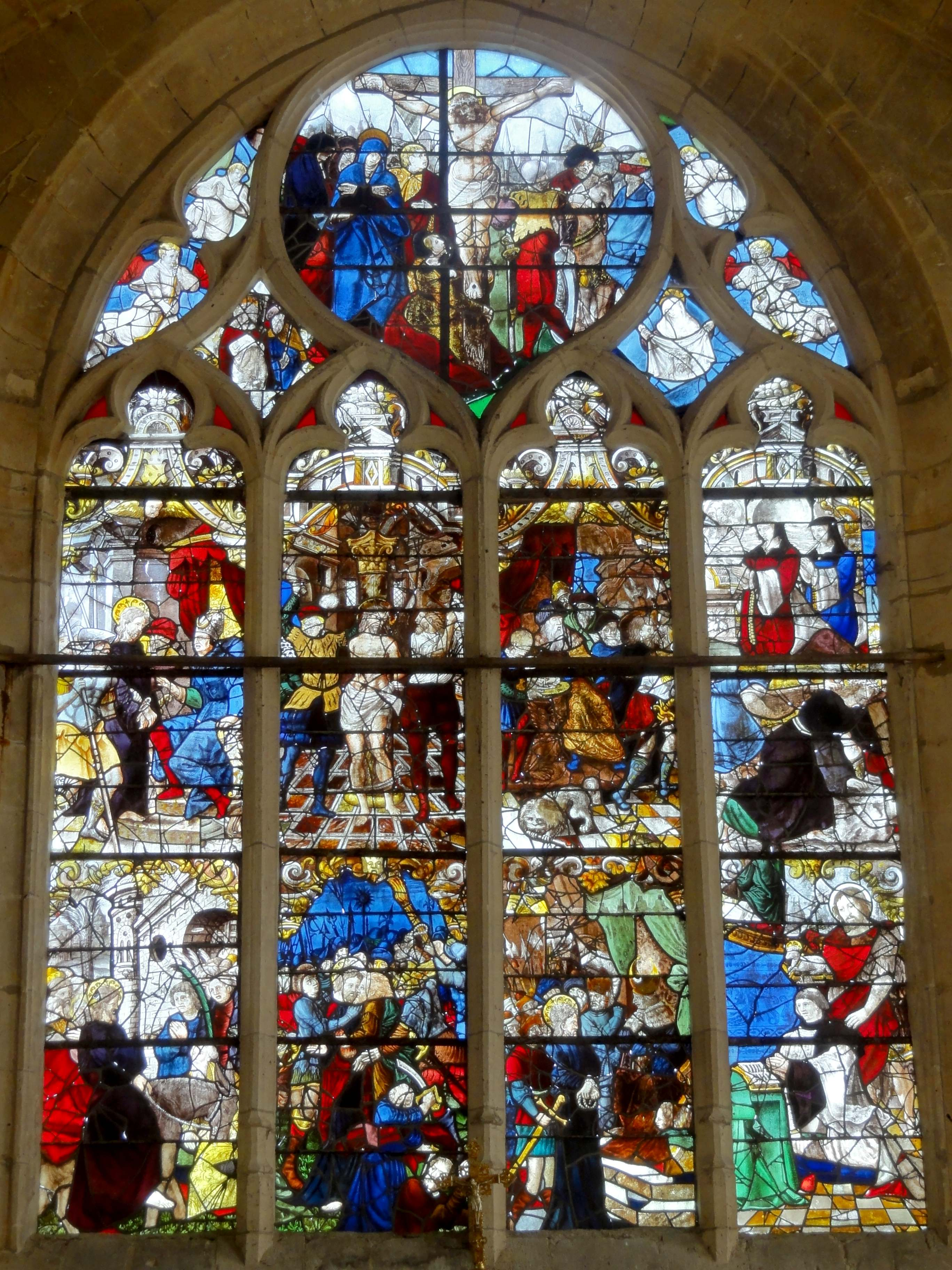
Verrière n° 0 dite de la Passion.
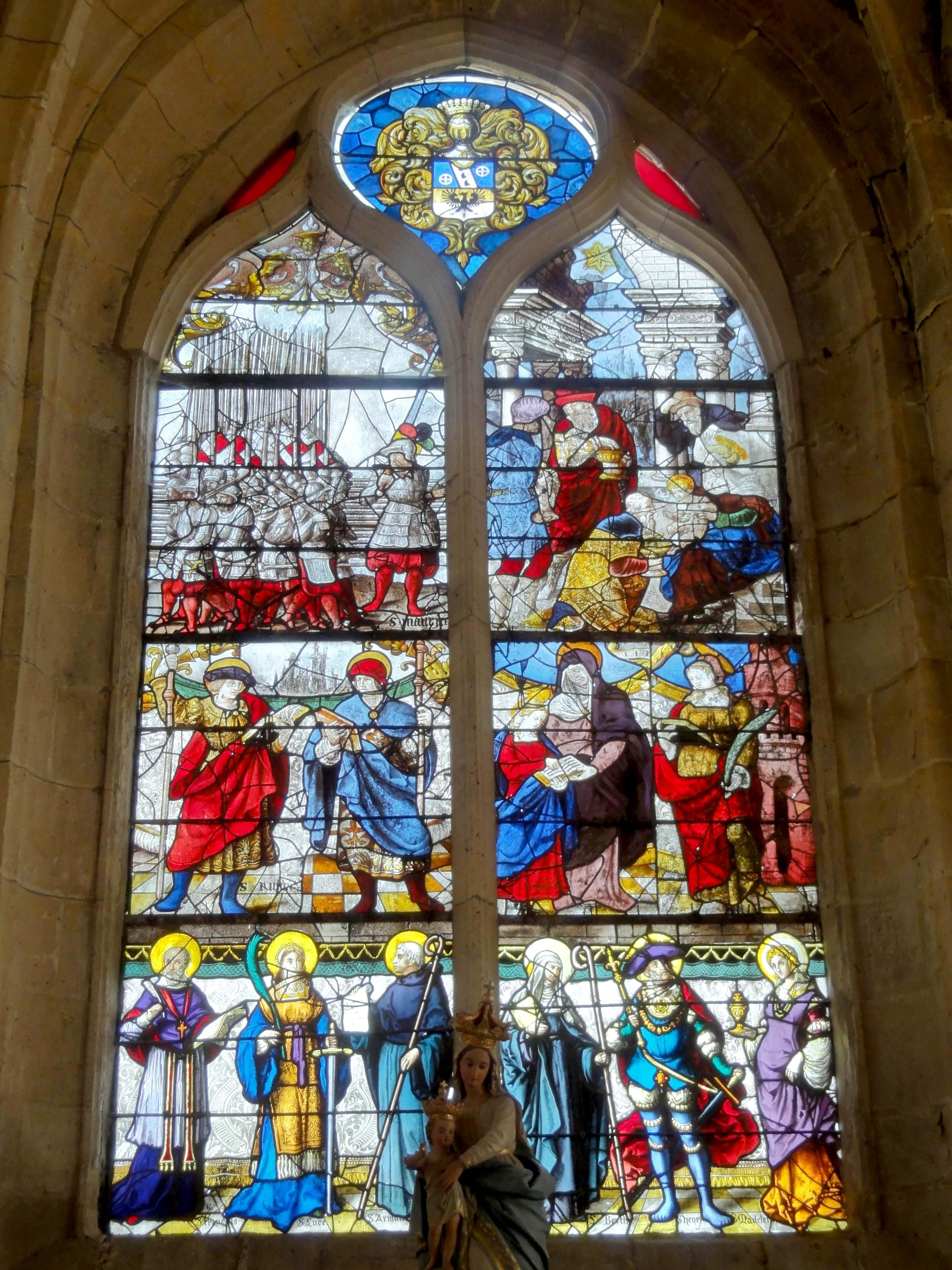
Verrière n° 1.
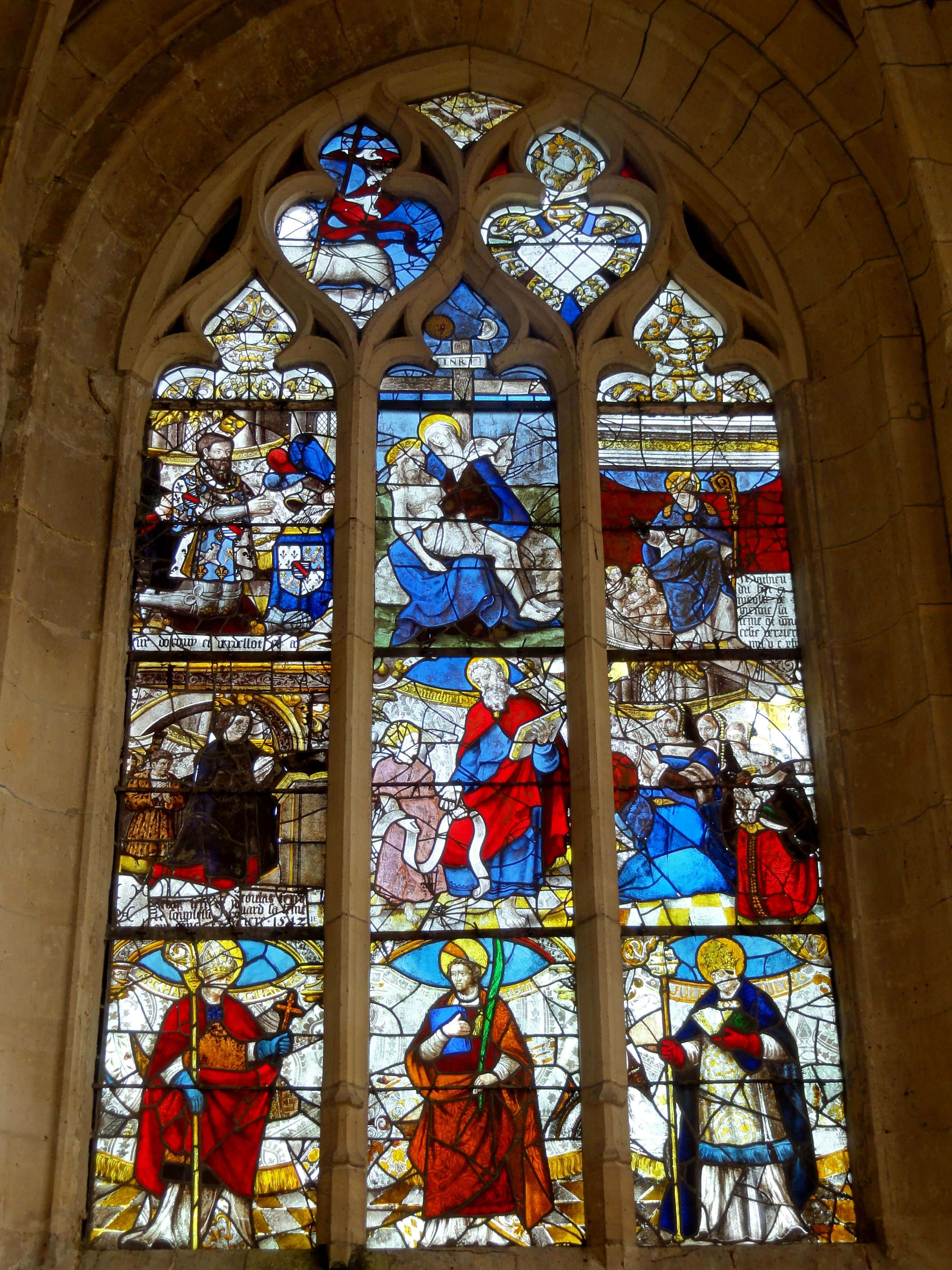
Verrière n° 2 dite de l'autel St-Joseph.
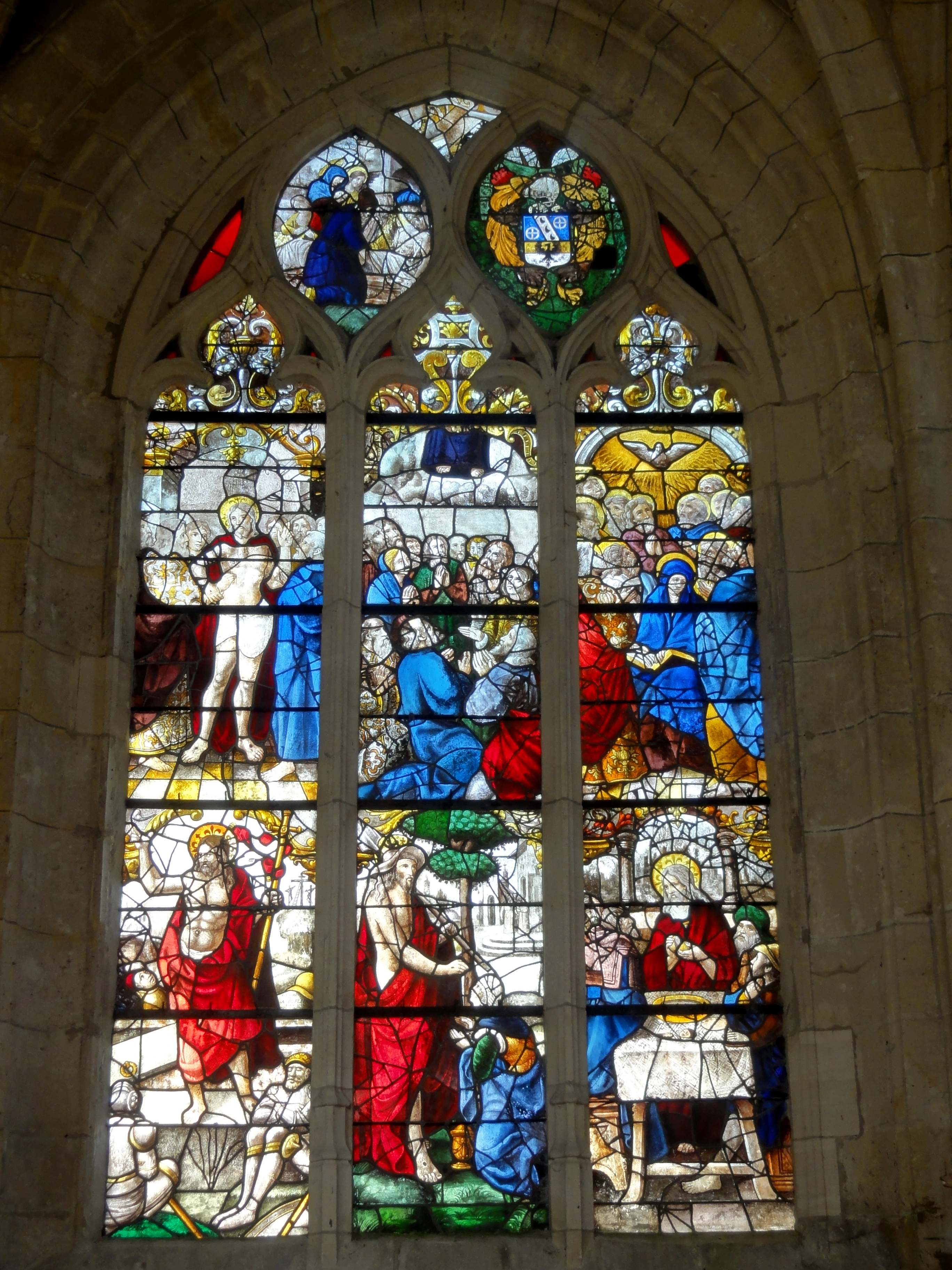
Verrière n° 3 dite de la Résurrection.
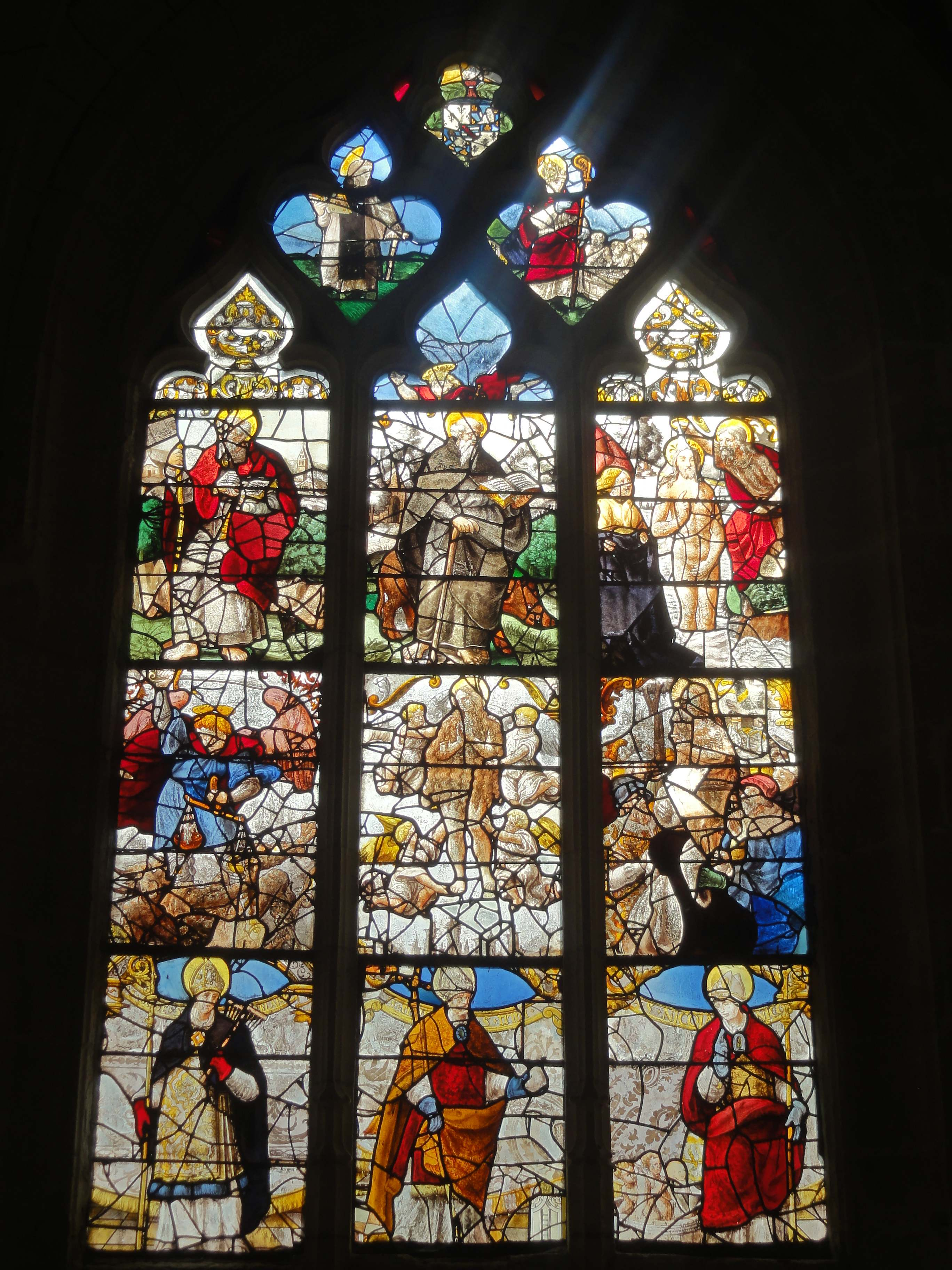
Verrière n° 4.
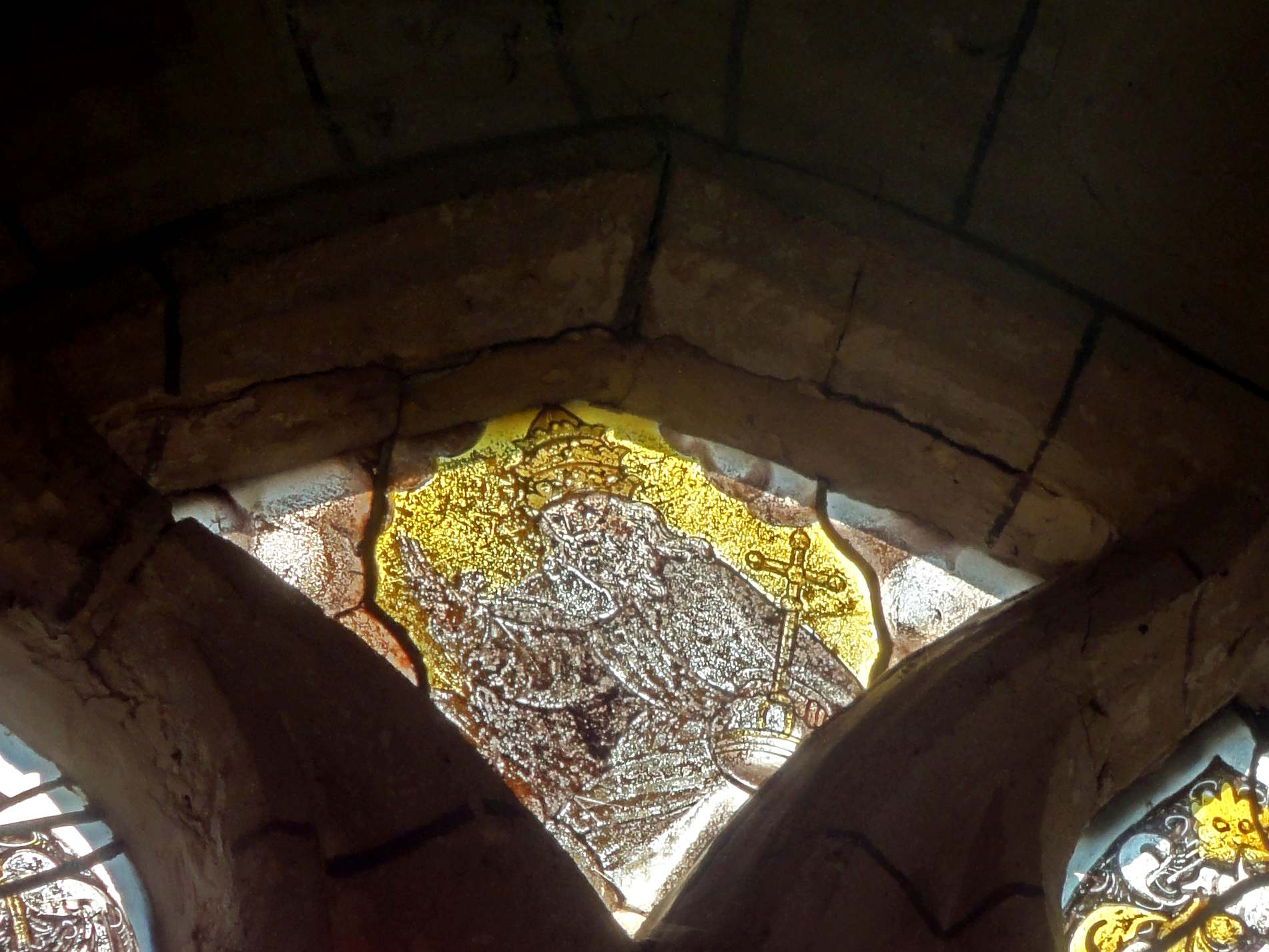
Verrière n° 6, tympan - Dieu le Père.